# Giải vô địch thế giới Liên Minh Huyền Thoại 2023
Giải vô địch thế giới Liên Minh Huyền Thoại 2023 (tiếng Anh: 2023 League of Legends World Championship) là Giải vô địch thế giới lần thứ 13 của Liên Minh Huyền Thoại được diễn ra từ ngày 10 tháng 10 đến ngày 19 tháng 11  tại 2 thành phố ở Hàn Quốc với trận chung kết được tổ chức tại Gocheok Sky Dome, Seoul. Đương kim vô địch của giải đấu là DRX đã không thể giành được quyền tham dự khi để thua Dplus KIA tại vòng loại khu vực LCK 2023.
Vào ngày 4 tháng 10, Riot Games đã công bố bài hát chủ đề của giải đấu mang tên "Gods" (viết hoa cách điệu), được  thể hiện bởi nhóm nhạc K-pop nữ NewJeans. Cũng trong khuôn khổ sự kiện, Riot đã cho ra mắt một nhóm nhạc nam ảo mới với tên gọi "Heartsteel" (viết hoa cách điệu) kèm theo bài hát "Paranoia". "Heartsteel" là một nhóm nhạc gồm 6 thành viên với sự góp giọng của BaekHyun, Cal Scruby, ØZI và tobi lou, đây là nhóm nhạc ảo thứ tư của trò chơi và sẽ có màn biểu diễn trực tiếp tại lễ khai mạc trận chung kết cùng với NewJeans.
Tại trận chung kết diễn ra vào ngày 19 tháng 11, Á quân thế giới 2022 T1 đã xuất sắc đánh bại Weibo Gaming với tỉ số áp đảo 3–0 qua đó trở thành nhà vô địch của giải vô địch thế giới Liên Minh Huyền Thoại lần thứ 13, đây cũng là chức vô địch lần thứ 4 của đội tuyển cũng như của riêng tuyển thủ Faker. Trận đấu cũng đã xác lập kỷ lục mới với hơn 6,4 triệu người xem cùng một thời điểm (không kể khu vực Trung Quốc), phá vỡ mọi kỷ lục từng có của bộ môn này nói riêng cũng như thể thao điện tử nói chung.
Đường trên của T1, Choi "Zeus" Woo-je xuất sắc giành danh hiệu FMVP của trận Chung Kết.

## Các điểm thay đổi
Thể thức vòng tròn tính điểm ở vòng khởi động được thay thế bằng thể thức nhánh thắng - nhánh thua kiểu GSL. Trong khi đó, vòng bảng theo thể thức vòng tròn tính điểm được thay thế bằng vòng Thụy Sĩ theo thể thức Thụy Sĩ.
Số lượng đội tham dự giảm từ 24 xuống còn 22 do các đội thuộc khu vực LCL (CIS), TCL (Thổ Nhĩ Kỳ) và LCO (Châu Đại Dương) không còn đủ điều kiện tham dự giải vô địch thế giới (LCL bị hủy do xung đột giữa Nga và Ukraina, TCL trở thành giải đấu khu vực thuộc EMEA Masters, LCO được sáp nhập vào PCS).
Một vòng loại liên khu vực mang tên Worlds Qualifying Series được tổ chức để xác định đội cuối cùng giành quyền tham dự giải VĐTG 2023 giữa 2 hạt giống số 4 của hai khu vực LEC & LCS.

## Địa điểm & Lịch thi đấu
Seoul và Busan là hai thành phố chủ nhà tổ chức giải vô địch thế giới năm 2023.
| Hàn Quốc                          | Hàn Quốc       | Hàn Quốc        | Hàn Quốc        | Hàn Quốc        | Hàn Quốc            | Hàn Quốc            | Hàn Quốc            |
| Seoul                             | Seoul          | Seoul           | Seoul           | Seoul           | Busan               | Busan               | Seoul               |
| SeoulBusan                        | SeoulBusan     | SeoulBusan      | SeoulBusan      | SeoulBusan      | SeoulBusan          | SeoulBusan          | SeoulBusan          |
| --------------------------------- | -------------- | --------------- | --------------- | --------------- | ------------------- | ------------------- | ------------------- |
| LoL Park                          | LoL Park       | KBS Arena Hall  | KBS Arena Hall  | KBS Arena Hall  | Sajik Arena         | Sajik Arena         | Gocheok Sky Dome    |
| Sức chứa: 450                     | Sức chứa: 450  | Sức chứa: 1.824 | Sức chứa: 1.824 | Sức chứa: 1.824 | Sức chứa: 14.099    | Sức chứa: 14.099    | Sức chứa: 16.744    |
| Vòng khởi động                    | Vòng khởi động | Vòng Thụy Sĩ    | Vòng Thụy Sĩ    | Vòng Thụy Sĩ    | Vòng loại trực tiếp | Vòng loại trực tiếp | Vòng loại trực tiếp |
| Vòng 1                            | Vòng 2         | Vòng Thụy Sĩ    | Vòng Thụy Sĩ    | Vòng Thụy Sĩ    | Tứ kết              | Bán kết             | Chung kết           |
| 10/10 – 14/10                     | 15/10          | 19/10 – 20/10   | 21/10 – 28/10   | 29/10           | 2/11 – 5/11         | 11/11 – 12/11       | 19/11               |
| Thời gian bắt đầu thi đấu (UTC+7) |                |                 |                 |                 |                     |                     |                     |
| 14:00                             | 10:00          | 12:00           | 14:00           | 11:00           | 15:00               | 15:00               | 15:00               |

## Danh sách các đội tham dự
Giải vô địch thế giới năm 2023 có tổng cộng 22 đội tuyển đến từ 9 khu vực trên khắp thế giới tham dự. Tùy thuộc vào khu vực và xếp loại hạt giống, các đội sẽ được chia làm 2 nhóm, 1 nhóm sẽ trực tiếp giành quyền vào vòng Thụy Sĩ và nhóm còn lại sẽ phải thi đấu tại vòng khởi động để giành lấy cơ hội tham dự vòng Thụy Sĩ.
    - Đương kim vô địch,       - Cựu vô địch.
| Khu vực                    | Giải đấu                 | Tham dự với tư cách            | Đội tuyển                | ID                       | Seed                     | Pool                     |
| Bắt đầu tại vòng Thụy Sĩ   | Bắt đầu tại vòng Thụy Sĩ | Bắt đầu tại vòng Thụy Sĩ       | Bắt đầu tại vòng Thụy Sĩ | Bắt đầu tại vòng Thụy Sĩ | Bắt đầu tại vòng Thụy Sĩ | Bắt đầu tại vòng Thụy Sĩ |
| -------------------------- | ------------------------ | ------------------------------ | ------------------------ | ------------------------ | ------------------------ | ------------------------ |
| Hàn Quốc                   | LCK                      | Vô địch LCK mùa hè 2023        | Gen.G Esports 2014, 2017 | GEN                      | 1                        | 1                        |
| Hàn Quốc                   | LCK                      | #1 điểm tích lũy LCK 2023      | T1 2013, 2015, 2016      | T1                       | 2                        | 2                        |
| Hàn Quốc                   | LCK                      | #1 vòng loại khu vực LCK       | KT Rolster               | KT                       | 3                        | 3                        |
| Hàn Quốc                   | LCK                      | #2 vòng loại khu vực LCK       | Dplus KIA 2020           | DK                       | 4                        | 4                        |
| Trung Quốc                 | LPL                      | Vô địch LPL mùa hè 2023        | JingDong Gaming          | JDG                      | 1                        | 1                        |
| Trung Quốc                 | LPL                      | #1 điểm tích lũy LPL 2023      | Bilibili Gaming          | BLG                      | 2                        | 2                        |
| Trung Quốc                 | LPL                      | #1 vòng loại khu vực LPL       | LNG Esports              | LNG                      | 3                        | 3                        |
| Trung Quốc                 | LPL                      | #2 vòng loại khu vực LPL       | Weibo Gaming             | WBG                      | 4                        | 4                        |
| EMEA                       | LEC                      | Vô địch LEC Season Finals 2023 | G2 Esports               | G2                       | 1                        | 1                        |
| EMEA                       | LEC                      | Á quân LEC Season Finals 2023  | Fnatic 2011              | FNC                      | 2                        | 2                        |
| EMEA                       | LEC                      | #3 LEC Season Finals 2023      | MAD Lions                | MAD                      | 3                        | 3                        |
| Bắc Mỹ                     | LCS                      | Vô địch LCS Championship 2023  | NRG                      | NRG                      | 1                        | 1                        |
| Bắc Mỹ                     | LCS                      | Á quân LCS Championship 2023   | Cloud9                   | C9                       | 2                        | 2                        |
| Bắc Mỹ                     | LCS                      | #3 LCS Championship 2023       | Team Liquid              | TL                       | 3                        | 3                        |
| Bắt đầu tại vòng khởi động |                          |                                |                          |                          |                          |                          |
| Worlds Qualifying Series   | Worlds Qualifying Series | Chiến thắng WQS 2023           | Team BDS                 | BDS                      | 4                        | 1                        |
| TW/HK/MC/SEA/OCE           | PCS                      | Vô địch PCS mùa hè 2023        | PSG Talon                | PSG                      | 1                        | 1                        |
| TW/HK/MC/SEA/OCE           | PCS                      | Á quân PCS mùa hè 2023         | CTBC Flying Oyster       | CFO                      | 2                        | 1                        |
| Việt Nam                   | VCS                      | Vô địch VCS Hoàng Hôn 2023     | GAM Esports              | GAM                      | 1                        | 1                        |
| Việt Nam                   | VCS                      | Á quân VCS Hoàng Hôn 2023      | Team Whales              | TW                       | 2                        | 2                        |
| Nhật Bản                   | LJL                      | Vô địch LJL mùa hè 2023        | DetonatioN FocusMe       | DFM                      | 1                        | 2                        |
| Brazil                     | CBLOL                    | Vô địch CBLOL Split 2 2023     | LOUD                     | LLL                      | 1                        | 2                        |
| Mỹ Latinh                  | LLA                      | Vô địch LLA Closing 2023       | Movistar R7              | R7                       | 1                        | 2                        |

## Vòng khởi động
Phân loại nhóm hạt giống:
| Nhóm hạt giống số 1            | Nhóm hạt giống số 2     |
| ------------------------------ | ----------------------- |
| LEC #4, PCS #1, PCS #2, VCS #1 | VCS #2, LJL, CBLOL, LLA |

Kết quả bốc thăm:
| Bảng A                                                                 | Bảng B                                                                                      |
| ---------------------------------------------------------------------- | ------------------------------------------------------------------------------------------- |
| GAM Esports (VCS #1) LOUD (CBLOL) PSG Talon (PCS #1) Movistar R7 (LLA) | Team BDS (LEC #4) CTBC Flying Oyster (PCS #2) DetonatioN FocusMe (LJL) Team Whales (VCS #2) |

### Vòng 1

#### Bảng A
| A | Đội         | ID  | T - B | Giành quyền tham dự        |
| - | ----------- | --- | ----- | -------------------------- |
| 1 | PSG Talon   | PSG | 2 - 0 | Giành quyền tham dự Vòng 2 |
| 2 | GAM Esports | GAM | 2 - 1 | Giành quyền tham dự Vòng 2 |
| 3 | LOUD        | LLL | 1 - 2 |                            |
| 4 | Movistar R7 | R7  | 0 - 2 |                            |

|  | VCS        | GAM Esports      | 0                |                  |                  |                     |                     |                     |
|  | CBLOL      | LOUD             | 2                |                  |                  | Nhánh thắngTranh #1 | Nhánh thắngTranh #1 | Nhánh thắngTranh #1 |
|  |            |                  |                  |                  |                  | CBLOL               | LOUD                | 0                   |
|  |            |                  |                  |                  |                  | PCS                 | PSG Talon           | 2                   |
|  | PCS        | PSG Talon        | 2                |                  |                  |                     |                     |                     |
|  | LLA        | Movistar R7      | 0                |                  |                  |                     |                     |                     |
|  |            |                  |                  |                  |                  |                     |                     |                     |
|  |            |                  |                  |                  |                  |                     |                     |                     |
|  |            | Thua nhánh thắng | Thua nhánh thắng | Thua nhánh thắng | Thua nhánh thắng | Tranh #2            | Tranh #2            | Tranh #2            |
|  | Nhánh thua | Nhánh thua       | Nhánh thua       |                  |                  | CBLOL               | LOUD                | 0                   |
|  | VCS        | GAM Esports      | 2                |                  |                  | VCS                 | GAM Esports         | 2                   |
|  | LLA        | Movistar R7      | 0                |                  |                  |                     |                     |                     |

#### Bảng B
| B | Đội                | ID  | T - B | Giành quyền tham dự        |
| - | ------------------ | --- | ----- | -------------------------- |
| 1 | Team Whales        | TW  | 2 - 0 | Giành quyền tham dự Vòng 2 |
| 2 | Team BDS           | BDS | 2 - 1 | Giành quyền tham dự Vòng 2 |
| 3 | CTBC Flying Oyster | CFO | 1 - 2 |                            |
| 4 | DetonatioN FocusMe | DFM | 0 - 2 |                            |

|  | LEC        | Team BDS           | 1                |                  |                  |                     |                     |                     |
|  | VCS        | Team Whales        | 2                |                  |                  | Nhánh thắngTranh #1 | Nhánh thắngTranh #1 | Nhánh thắngTranh #1 |
|  |            |                    |                  |                  |                  | VCS                 | Team Whales         | 2                   |
|  |            |                    |                  |                  |                  | PCS                 | CTBC Flying Oyster  | 1                   |
|  | PCS        | CTBC Flying Oyster | 2                |                  |                  |                     |                     |                     |
|  | LJL        | DetonatioN FocusMe | 0                |                  |                  |                     |                     |                     |
|  |            |                    |                  |                  |                  |                     |                     |                     |
|  |            |                    |                  |                  |                  |                     |                     |                     |
|  |            | Thua nhánh thắng   | Thua nhánh thắng | Thua nhánh thắng | Thua nhánh thắng | Tranh #2            | Tranh #2            | Tranh #2            |
|  | Nhánh thua | Nhánh thua         | Nhánh thua       |                  |                  | PCS                 | CTBC Flying Oyster  | 0                   |
|  | LEC        | Team BDS           | 2                |                  |                  | LEC                 | Team BDS            | 2                   |
|  | LJL        | DetonatioN FocusMe | 0                |                  |                  |                     |                     |                     |

### Vòng 2
| PSG Talon | 2 – 3 | Team BDS |

| 11/3/30                              | 11/3/30                              | 11/3/30                              | 11/3/30                              | 11/3/30                              | 11/3/30                              | 11/3/30                              | Trận 1                        | Trận 1 | 3/11/6                               | 3/11/6                               | 3/11/6                               | 3/11/6                               | 3/11/6                               | 3/11/6                               | 3/11/6                               |
| Rồng: 4 Trụ: 11 Vàng: 68,8k          | Rồng: 4 Trụ: 11 Vàng: 68,8k          | Rồng: 4 Trụ: 11 Vàng: 68,8k          | Rồng: 4 Trụ: 11 Vàng: 68,8k          | Rồng: 4 Trụ: 11 Vàng: 68,8k          | Rồng: 4 Trụ: 11 Vàng: 68,8k          | Rồng: 4 Trụ: 11 Vàng: 68,8k          | Sự kiện thể thao đang diễn ra | 34:28  | Rồng: 1 Trụ: 2 Vàng: 65,6k           | Rồng: 1 Trụ: 2 Vàng: 65,6k           | Rồng: 1 Trụ: 2 Vàng: 65,6k           | Rồng: 1 Trụ: 2 Vàng: 65,6k           | Rồng: 1 Trụ: 2 Vàng: 65,6k           | Rồng: 1 Trụ: 2 Vàng: 65,6k           | Rồng: 1 Trụ: 2 Vàng: 65,6k           |
| Orianna Ivern Xayah Kalista Renekton | Orianna Ivern Xayah Kalista Renekton | Orianna Ivern Xayah Kalista Renekton | Orianna Ivern Xayah Kalista Renekton | Orianna Ivern Xayah Kalista Renekton | Orianna Ivern Xayah Kalista Renekton | Orianna Ivern Xayah Kalista Renekton | Cấm                           | Cấm    | Rumble Jarvan IV Neeko Rell Nautilus | Rumble Jarvan IV Neeko Rell Nautilus | Rumble Jarvan IV Neeko Rell Nautilus | Rumble Jarvan IV Neeko Rell Nautilus | Rumble Jarvan IV Neeko Rell Nautilus | Rumble Jarvan IV Neeko Rell Nautilus | Rumble Jarvan IV Neeko Rell Nautilus |
| Kennen Maokai Jayce Kai'Sa Alistar   | Kennen Maokai Jayce Kai'Sa Alistar   | Kennen Maokai Jayce Kai'Sa Alistar   | Kennen Maokai Jayce Kai'Sa Alistar   | Kennen Maokai Jayce Kai'Sa Alistar   | Kennen Maokai Jayce Kai'Sa Alistar   | Kennen Maokai Jayce Kai'Sa Alistar   | Chọn                          | Chọn   | Sion Sejuani Azir Zeri Rakan         | Sion Sejuani Azir Zeri Rakan         | Sion Sejuani Azir Zeri Rakan         | Sion Sejuani Azir Zeri Rakan         | Sion Sejuani Azir Zeri Rakan         | Sion Sejuani Azir Zeri Rakan         | Sion Sejuani Azir Zeri Rakan         |
| '''''JunJia'''''                     | '''''JunJia'''''                     | '''''JunJia'''''                     | '''''JunJia'''''                     | '''''JunJia'''''                     | '''''JunJia'''''                     | '''''JunJia'''''                     | MVP                           | MVP    |                                      |                                      |                                      |                                      |                                      |                                      |                                      |

| 19/3/31                            | 19/3/31                            | 19/3/31                            | 19/3/31                            | 19/3/31                            | 19/3/31                            | 19/3/31                            | Trận 2                        | Trận 2 | 3/19/7                                   | 3/19/7                                   | 3/19/7                                   | 3/19/7                                   | 3/19/7                                   | 3/19/7                                   | 3/19/7                                   |
| Rồng: 4 Trụ: 11 Vàng: 57,9k        | Rồng: 4 Trụ: 11 Vàng: 57,9k        | Rồng: 4 Trụ: 11 Vàng: 57,9k        | Rồng: 4 Trụ: 11 Vàng: 57,9k        | Rồng: 4 Trụ: 11 Vàng: 57,9k        | Rồng: 4 Trụ: 11 Vàng: 57,9k        | Rồng: 4 Trụ: 11 Vàng: 57,9k        | Sự kiện thể thao đang diễn ra | 28:11  | Rồng: 0 Trụ: 1 Vàng: 44,9k               | Rồng: 0 Trụ: 1 Vàng: 44,9k               | Rồng: 0 Trụ: 1 Vàng: 44,9k               | Rồng: 0 Trụ: 1 Vàng: 44,9k               | Rồng: 0 Trụ: 1 Vàng: 44,9k               | Rồng: 0 Trụ: 1 Vàng: 44,9k               | Rồng: 0 Trụ: 1 Vàng: 44,9k               |
| Orianna Xayah Maokai Sejuani Ivern | Orianna Xayah Maokai Sejuani Ivern | Orianna Xayah Maokai Sejuani Ivern | Orianna Xayah Maokai Sejuani Ivern | Orianna Xayah Maokai Sejuani Ivern | Orianna Xayah Maokai Sejuani Ivern | Orianna Xayah Maokai Sejuani Ivern | Cấm                           | Cấm    | Rumble Neeko Kennen K'Sante LeBlanc      | Rumble Neeko Kennen K'Sante LeBlanc      | Rumble Neeko Kennen K'Sante LeBlanc      | Rumble Neeko Kennen K'Sante LeBlanc      | Rumble Neeko Kennen K'Sante LeBlanc      | Rumble Neeko Kennen K'Sante LeBlanc      | Rumble Neeko Kennen K'Sante LeBlanc      |
| Jax Poppy Akali Kai'Sa Rell        | Jax Poppy Akali Kai'Sa Rell        | Jax Poppy Akali Kai'Sa Rell        | Jax Poppy Akali Kai'Sa Rell        | Jax Poppy Akali Kai'Sa Rell        | Jax Poppy Akali Kai'Sa Rell        | Jax Poppy Akali Kai'Sa Rell        | Chọn                          | Chọn   | Renekton Taliyah Syndra Kalista Nautilus | Renekton Taliyah Syndra Kalista Nautilus | Renekton Taliyah Syndra Kalista Nautilus | Renekton Taliyah Syndra Kalista Nautilus | Renekton Taliyah Syndra Kalista Nautilus | Renekton Taliyah Syndra Kalista Nautilus | Renekton Taliyah Syndra Kalista Nautilus |
| '''''Woody'''''                    | '''''Woody'''''                    | '''''Woody'''''                    | '''''Woody'''''                    | '''''Woody'''''                    | '''''Woody'''''                    | '''''Woody'''''                    | MVP                           | MVP    |                                          |                                          |                                          |                                          |                                          |                                          |                                          |

| 18/25/40                               | 18/25/40                               | 18/25/40                               | 18/25/40                               | 18/25/40                               | 18/25/40                               | 18/25/40                               | Trận 3                        | Trận 3 | 25/18/66                        | 25/18/66                        | 25/18/66                        | 25/18/66                        | 25/18/66                        | 25/18/66                        | 25/18/66                        |
| Rồng: 2 Trụ: 5 Vàng: 70k               | Rồng: 2 Trụ: 5 Vàng: 70k               | Rồng: 2 Trụ: 5 Vàng: 70k               | Rồng: 2 Trụ: 5 Vàng: 70k               | Rồng: 2 Trụ: 5 Vàng: 70k               | Rồng: 2 Trụ: 5 Vàng: 70k               | Rồng: 2 Trụ: 5 Vàng: 70k               | Sự kiện thể thao đang diễn ra | 40:39  | Rồng: 4 Trụ: 10 Vàng: 78,7k     | Rồng: 4 Trụ: 10 Vàng: 78,7k     | Rồng: 4 Trụ: 10 Vàng: 78,7k     | Rồng: 4 Trụ: 10 Vàng: 78,7k     | Rồng: 4 Trụ: 10 Vàng: 78,7k     | Rồng: 4 Trụ: 10 Vàng: 78,7k     | Rồng: 4 Trụ: 10 Vàng: 78,7k     |
| Orianna Xayah Kalista Cassiopeia Jayce | Orianna Xayah Kalista Cassiopeia Jayce | Orianna Xayah Kalista Cassiopeia Jayce | Orianna Xayah Kalista Cassiopeia Jayce | Orianna Xayah Kalista Cassiopeia Jayce | Orianna Xayah Kalista Cassiopeia Jayce | Orianna Xayah Kalista Cassiopeia Jayce | Cấm                           | Cấm    | Rumble Kennen Neeko Jax LeBlanc | Rumble Kennen Neeko Jax LeBlanc | Rumble Kennen Neeko Jax LeBlanc | Rumble Kennen Neeko Jax LeBlanc | Rumble Kennen Neeko Jax LeBlanc | Rumble Kennen Neeko Jax LeBlanc | Rumble Kennen Neeko Jax LeBlanc |
| Gnar Jarvan IV Sylas Caitlyn Rell      | Gnar Jarvan IV Sylas Caitlyn Rell      | Gnar Jarvan IV Sylas Caitlyn Rell      | Gnar Jarvan IV Sylas Caitlyn Rell      | Gnar Jarvan IV Sylas Caitlyn Rell      | Gnar Jarvan IV Sylas Caitlyn Rell      | Gnar Jarvan IV Sylas Caitlyn Rell      | Chọn                          | Chọn   | Olaf Maokai Azir Kai'Sa Alistar | Olaf Maokai Azir Kai'Sa Alistar | Olaf Maokai Azir Kai'Sa Alistar | Olaf Maokai Azir Kai'Sa Alistar | Olaf Maokai Azir Kai'Sa Alistar | Olaf Maokai Azir Kai'Sa Alistar | Olaf Maokai Azir Kai'Sa Alistar |
|                                        |                                        |                                        |                                        |                                        |                                        |                                        | MVP                           | MVP    | '''''Sheo'''''                  | '''''Sheo'''''                  | '''''Sheo'''''                  | '''''Sheo'''''                  | '''''Sheo'''''                  | '''''Sheo'''''                  | '''''Sheo'''''                  |

| 7/25/18                           | 7/25/18                           | 7/25/18                           | 7/25/18                           | 7/25/18                           | 7/25/18                           | 7/25/18                           | Trận 4                        | Trận 4 | 25/7/50                                | 25/7/50                                | 25/7/50                                | 25/7/50                                | 25/7/50                                | 25/7/50                                | 25/7/50                                |
| Rồng: 0 Trụ: 1 Vàng: 42,4k        | Rồng: 0 Trụ: 1 Vàng: 42,4k        | Rồng: 0 Trụ: 1 Vàng: 42,4k        | Rồng: 0 Trụ: 1 Vàng: 42,4k        | Rồng: 0 Trụ: 1 Vàng: 42,4k        | Rồng: 0 Trụ: 1 Vàng: 42,4k        | Rồng: 0 Trụ: 1 Vàng: 42,4k        | Sự kiện thể thao đang diễn ra | 26:39  | Rồng: 4 Trụ: 8 Vàng: 54,2k             | Rồng: 4 Trụ: 8 Vàng: 54,2k             | Rồng: 4 Trụ: 8 Vàng: 54,2k             | Rồng: 4 Trụ: 8 Vàng: 54,2k             | Rồng: 4 Trụ: 8 Vàng: 54,2k             | Rồng: 4 Trụ: 8 Vàng: 54,2k             | Rồng: 4 Trụ: 8 Vàng: 54,2k             |
| Orianna Xayah Kalista Olaf Azir   | Orianna Xayah Kalista Olaf Azir   | Orianna Xayah Kalista Olaf Azir   | Orianna Xayah Kalista Olaf Azir   | Orianna Xayah Kalista Olaf Azir   | Orianna Xayah Kalista Olaf Azir   | Orianna Xayah Kalista Olaf Azir   | Cấm                           | Cấm    | Rumble Kennen Neeko Braum Gnar         | Rumble Kennen Neeko Braum Gnar         | Rumble Kennen Neeko Braum Gnar         | Rumble Kennen Neeko Braum Gnar         | Rumble Kennen Neeko Braum Gnar         | Rumble Kennen Neeko Braum Gnar         | Rumble Kennen Neeko Braum Gnar         |
| Jax Maokai Jayce Aphelios Alistar | Jax Maokai Jayce Aphelios Alistar | Jax Maokai Jayce Aphelios Alistar | Jax Maokai Jayce Aphelios Alistar | Jax Maokai Jayce Aphelios Alistar | Jax Maokai Jayce Aphelios Alistar | Jax Maokai Jayce Aphelios Alistar | Chọn                          | Chọn   | Garen Ivern Cassiopeia Kai'Sa Nautilus | Garen Ivern Cassiopeia Kai'Sa Nautilus | Garen Ivern Cassiopeia Kai'Sa Nautilus | Garen Ivern Cassiopeia Kai'Sa Nautilus | Garen Ivern Cassiopeia Kai'Sa Nautilus | Garen Ivern Cassiopeia Kai'Sa Nautilus | Garen Ivern Cassiopeia Kai'Sa Nautilus |
|                                   |                                   |                                   |                                   |                                   |                                   |                                   | MVP                           | MVP    | '''''Sheo'''''                         | '''''Sheo'''''                         | '''''Sheo'''''                         | '''''Sheo'''''                         | '''''Sheo'''''                         | '''''Sheo'''''                         | '''''Sheo'''''                         |

| 8/11/26                               | 8/11/26                               | 8/11/26                               | 8/11/26                               | 8/11/26                               | 8/11/26                               | 8/11/26                               | Trận 5                        | Trận 5 | 11/8/34                             | 11/8/34                             | 11/8/34                             | 11/8/34                             | 11/8/34                             | 11/8/34                             | 11/8/34                             |
| Rồng: 3 Trụ: 9 Vàng: 74,1k            | Rồng: 3 Trụ: 9 Vàng: 74,1k            | Rồng: 3 Trụ: 9 Vàng: 74,1k            | Rồng: 3 Trụ: 9 Vàng: 74,1k            | Rồng: 3 Trụ: 9 Vàng: 74,1k            | Rồng: 3 Trụ: 9 Vàng: 74,1k            | Rồng: 3 Trụ: 9 Vàng: 74,1k            | Sự kiện thể thao đang diễn ra | 43:54  | Rồng: 4 Trụ: 8 Vàng: 79,2k          | Rồng: 4 Trụ: 8 Vàng: 79,2k          | Rồng: 4 Trụ: 8 Vàng: 79,2k          | Rồng: 4 Trụ: 8 Vàng: 79,2k          | Rồng: 4 Trụ: 8 Vàng: 79,2k          | Rồng: 4 Trụ: 8 Vàng: 79,2k          | Rồng: 4 Trụ: 8 Vàng: 79,2k          |
| Orianna Xayah Kalista Azir Cassiopeia | Orianna Xayah Kalista Azir Cassiopeia | Orianna Xayah Kalista Azir Cassiopeia | Orianna Xayah Kalista Azir Cassiopeia | Orianna Xayah Kalista Azir Cassiopeia | Orianna Xayah Kalista Azir Cassiopeia | Orianna Xayah Kalista Azir Cassiopeia | Cấm                           | Cấm    | Rumble Kennen Kai'Sa Neeko LeBlanc  | Rumble Kennen Kai'Sa Neeko LeBlanc  | Rumble Kennen Kai'Sa Neeko LeBlanc  | Rumble Kennen Kai'Sa Neeko LeBlanc  | Rumble Kennen Kai'Sa Neeko LeBlanc  | Rumble Kennen Kai'Sa Neeko LeBlanc  | Rumble Kennen Kai'Sa Neeko LeBlanc  |
| Gnar Jarvan IV Taliyah Aphelios Rell  | Gnar Jarvan IV Taliyah Aphelios Rell  | Gnar Jarvan IV Taliyah Aphelios Rell  | Gnar Jarvan IV Taliyah Aphelios Rell  | Gnar Jarvan IV Taliyah Aphelios Rell  | Gnar Jarvan IV Taliyah Aphelios Rell  | Gnar Jarvan IV Taliyah Aphelios Rell  | Chọn                          | Chọn   | Darius Maokai Tristana Zeri Alistar | Darius Maokai Tristana Zeri Alistar | Darius Maokai Tristana Zeri Alistar | Darius Maokai Tristana Zeri Alistar | Darius Maokai Tristana Zeri Alistar | Darius Maokai Tristana Zeri Alistar | Darius Maokai Tristana Zeri Alistar |
|                                       |                                       |                                       |                                       |                                       |                                       |                                       | MVP                           | MVP    | '''''Sheo'''''                      | '''''Sheo'''''                      | '''''Sheo'''''                      | '''''Sheo'''''                      | '''''Sheo'''''                      | '''''Sheo'''''                      | '''''Sheo'''''                      |

| Bo5 MVP: | Sheo |  |

| PSG Talon | 2 – 3 | Team BDS |

| 11/3/30                              | 11/3/30                              | 11/3/30                              | 11/3/30                              | 11/3/30                              | 11/3/30                              | 11/3/30                              | Trận 1                        | Trận 1 | 3/11/6                               | 3/11/6                               | 3/11/6                               | 3/11/6                               | 3/11/6                               | 3/11/6                               | 3/11/6                               |
| Rồng: 4 Trụ: 11 Vàng: 68,8k          | Rồng: 4 Trụ: 11 Vàng: 68,8k          | Rồng: 4 Trụ: 11 Vàng: 68,8k          | Rồng: 4 Trụ: 11 Vàng: 68,8k          | Rồng: 4 Trụ: 11 Vàng: 68,8k          | Rồng: 4 Trụ: 11 Vàng: 68,8k          | Rồng: 4 Trụ: 11 Vàng: 68,8k          | Sự kiện thể thao đang diễn ra | 34:28  | Rồng: 1 Trụ: 2 Vàng: 65,6k           | Rồng: 1 Trụ: 2 Vàng: 65,6k           | Rồng: 1 Trụ: 2 Vàng: 65,6k           | Rồng: 1 Trụ: 2 Vàng: 65,6k           | Rồng: 1 Trụ: 2 Vàng: 65,6k           | Rồng: 1 Trụ: 2 Vàng: 65,6k           | Rồng: 1 Trụ: 2 Vàng: 65,6k           |
| Orianna Ivern Xayah Kalista Renekton | Orianna Ivern Xayah Kalista Renekton | Orianna Ivern Xayah Kalista Renekton | Orianna Ivern Xayah Kalista Renekton | Orianna Ivern Xayah Kalista Renekton | Orianna Ivern Xayah Kalista Renekton | Orianna Ivern Xayah Kalista Renekton | Cấm                           | Cấm    | Rumble Jarvan IV Neeko Rell Nautilus | Rumble Jarvan IV Neeko Rell Nautilus | Rumble Jarvan IV Neeko Rell Nautilus | Rumble Jarvan IV Neeko Rell Nautilus | Rumble Jarvan IV Neeko Rell Nautilus | Rumble Jarvan IV Neeko Rell Nautilus | Rumble Jarvan IV Neeko Rell Nautilus |
| Kennen Maokai Jayce Kai'Sa Alistar   | Kennen Maokai Jayce Kai'Sa Alistar   | Kennen Maokai Jayce Kai'Sa Alistar   | Kennen Maokai Jayce Kai'Sa Alistar   | Kennen Maokai Jayce Kai'Sa Alistar   | Kennen Maokai Jayce Kai'Sa Alistar   | Kennen Maokai Jayce Kai'Sa Alistar   | Chọn                          | Chọn   | Sion Sejuani Azir Zeri Rakan         | Sion Sejuani Azir Zeri Rakan         | Sion Sejuani Azir Zeri Rakan         | Sion Sejuani Azir Zeri Rakan         | Sion Sejuani Azir Zeri Rakan         | Sion Sejuani Azir Zeri Rakan         | Sion Sejuani Azir Zeri Rakan         |
| '''''JunJia'''''                     | '''''JunJia'''''                     | '''''JunJia'''''                     | '''''JunJia'''''                     | '''''JunJia'''''                     | '''''JunJia'''''                     | '''''JunJia'''''                     | MVP                           | MVP    |                                      |                                      |                                      |                                      |                                      |                                      |                                      |

| 19/3/31                            | 19/3/31                            | 19/3/31                            | 19/3/31                            | 19/3/31                            | 19/3/31                            | 19/3/31                            | Trận 2                        | Trận 2 | 3/19/7                                   | 3/19/7                                   | 3/19/7                                   | 3/19/7                                   | 3/19/7                                   | 3/19/7                                   | 3/19/7                                   |
| Rồng: 4 Trụ: 11 Vàng: 57,9k        | Rồng: 4 Trụ: 11 Vàng: 57,9k        | Rồng: 4 Trụ: 11 Vàng: 57,9k        | Rồng: 4 Trụ: 11 Vàng: 57,9k        | Rồng: 4 Trụ: 11 Vàng: 57,9k        | Rồng: 4 Trụ: 11 Vàng: 57,9k        | Rồng: 4 Trụ: 11 Vàng: 57,9k        | Sự kiện thể thao đang diễn ra | 28:11  | Rồng: 0 Trụ: 1 Vàng: 44,9k               | Rồng: 0 Trụ: 1 Vàng: 44,9k               | Rồng: 0 Trụ: 1 Vàng: 44,9k               | Rồng: 0 Trụ: 1 Vàng: 44,9k               | Rồng: 0 Trụ: 1 Vàng: 44,9k               | Rồng: 0 Trụ: 1 Vàng: 44,9k               | Rồng: 0 Trụ: 1 Vàng: 44,9k               |
| Orianna Xayah Maokai Sejuani Ivern | Orianna Xayah Maokai Sejuani Ivern | Orianna Xayah Maokai Sejuani Ivern | Orianna Xayah Maokai Sejuani Ivern | Orianna Xayah Maokai Sejuani Ivern | Orianna Xayah Maokai Sejuani Ivern | Orianna Xayah Maokai Sejuani Ivern | Cấm                           | Cấm    | Rumble Neeko Kennen K'Sante LeBlanc      | Rumble Neeko Kennen K'Sante LeBlanc      | Rumble Neeko Kennen K'Sante LeBlanc      | Rumble Neeko Kennen K'Sante LeBlanc      | Rumble Neeko Kennen K'Sante LeBlanc      | Rumble Neeko Kennen K'Sante LeBlanc      | Rumble Neeko Kennen K'Sante LeBlanc      |
| Jax Poppy Akali Kai'Sa Rell        | Jax Poppy Akali Kai'Sa Rell        | Jax Poppy Akali Kai'Sa Rell        | Jax Poppy Akali Kai'Sa Rell        | Jax Poppy Akali Kai'Sa Rell        | Jax Poppy Akali Kai'Sa Rell        | Jax Poppy Akali Kai'Sa Rell        | Chọn                          | Chọn   | Renekton Taliyah Syndra Kalista Nautilus | Renekton Taliyah Syndra Kalista Nautilus | Renekton Taliyah Syndra Kalista Nautilus | Renekton Taliyah Syndra Kalista Nautilus | Renekton Taliyah Syndra Kalista Nautilus | Renekton Taliyah Syndra Kalista Nautilus | Renekton Taliyah Syndra Kalista Nautilus |
| '''''Woody'''''                    | '''''Woody'''''                    | '''''Woody'''''                    | '''''Woody'''''                    | '''''Woody'''''                    | '''''Woody'''''                    | '''''Woody'''''                    | MVP                           | MVP    |                                          |                                          |                                          |                                          |                                          |                                          |                                          |

| 18/25/40                               | 18/25/40                               | 18/25/40                               | 18/25/40                               | 18/25/40                               | 18/25/40                               | 18/25/40                               | Trận 3                        | Trận 3 | 25/18/66                        | 25/18/66                        | 25/18/66                        | 25/18/66                        | 25/18/66                        | 25/18/66                        | 25/18/66                        |
| Rồng: 2 Trụ: 5 Vàng: 70k               | Rồng: 2 Trụ: 5 Vàng: 70k               | Rồng: 2 Trụ: 5 Vàng: 70k               | Rồng: 2 Trụ: 5 Vàng: 70k               | Rồng: 2 Trụ: 5 Vàng: 70k               | Rồng: 2 Trụ: 5 Vàng: 70k               | Rồng: 2 Trụ: 5 Vàng: 70k               | Sự kiện thể thao đang diễn ra | 40:39  | Rồng: 4 Trụ: 10 Vàng: 78,7k     | Rồng: 4 Trụ: 10 Vàng: 78,7k     | Rồng: 4 Trụ: 10 Vàng: 78,7k     | Rồng: 4 Trụ: 10 Vàng: 78,7k     | Rồng: 4 Trụ: 10 Vàng: 78,7k     | Rồng: 4 Trụ: 10 Vàng: 78,7k     | Rồng: 4 Trụ: 10 Vàng: 78,7k     |
| Orianna Xayah Kalista Cassiopeia Jayce | Orianna Xayah Kalista Cassiopeia Jayce | Orianna Xayah Kalista Cassiopeia Jayce | Orianna Xayah Kalista Cassiopeia Jayce | Orianna Xayah Kalista Cassiopeia Jayce | Orianna Xayah Kalista Cassiopeia Jayce | Orianna Xayah Kalista Cassiopeia Jayce | Cấm                           | Cấm    | Rumble Kennen Neeko Jax LeBlanc | Rumble Kennen Neeko Jax LeBlanc | Rumble Kennen Neeko Jax LeBlanc | Rumble Kennen Neeko Jax LeBlanc | Rumble Kennen Neeko Jax LeBlanc | Rumble Kennen Neeko Jax LeBlanc | Rumble Kennen Neeko Jax LeBlanc |
| Gnar Jarvan IV Sylas Caitlyn Rell      | Gnar Jarvan IV Sylas Caitlyn Rell      | Gnar Jarvan IV Sylas Caitlyn Rell      | Gnar Jarvan IV Sylas Caitlyn Rell      | Gnar Jarvan IV Sylas Caitlyn Rell      | Gnar Jarvan IV Sylas Caitlyn Rell      | Gnar Jarvan IV Sylas Caitlyn Rell      | Chọn                          | Chọn   | Olaf Maokai Azir Kai'Sa Alistar | Olaf Maokai Azir Kai'Sa Alistar | Olaf Maokai Azir Kai'Sa Alistar | Olaf Maokai Azir Kai'Sa Alistar | Olaf Maokai Azir Kai'Sa Alistar | Olaf Maokai Azir Kai'Sa Alistar | Olaf Maokai Azir Kai'Sa Alistar |
|                                        |                                        |                                        |                                        |                                        |                                        |                                        | MVP                           | MVP    | '''''Sheo'''''                  | '''''Sheo'''''                  | '''''Sheo'''''                  | '''''Sheo'''''                  | '''''Sheo'''''                  | '''''Sheo'''''                  | '''''Sheo'''''                  |

| 7/25/18                           | 7/25/18                           | 7/25/18                           | 7/25/18                           | 7/25/18                           | 7/25/18                           | 7/25/18                           | Trận 4                        | Trận 4 | 25/7/50                                | 25/7/50                                | 25/7/50                                | 25/7/50                                | 25/7/50                                | 25/7/50                                | 25/7/50                                |
| Rồng: 0 Trụ: 1 Vàng: 42,4k        | Rồng: 0 Trụ: 1 Vàng: 42,4k        | Rồng: 0 Trụ: 1 Vàng: 42,4k        | Rồng: 0 Trụ: 1 Vàng: 42,4k        | Rồng: 0 Trụ: 1 Vàng: 42,4k        | Rồng: 0 Trụ: 1 Vàng: 42,4k        | Rồng: 0 Trụ: 1 Vàng: 42,4k        | Sự kiện thể thao đang diễn ra | 26:39  | Rồng: 4 Trụ: 8 Vàng: 54,2k             | Rồng: 4 Trụ: 8 Vàng: 54,2k             | Rồng: 4 Trụ: 8 Vàng: 54,2k             | Rồng: 4 Trụ: 8 Vàng: 54,2k             | Rồng: 4 Trụ: 8 Vàng: 54,2k             | Rồng: 4 Trụ: 8 Vàng: 54,2k             | Rồng: 4 Trụ: 8 Vàng: 54,2k             |
| Orianna Xayah Kalista Olaf Azir   | Orianna Xayah Kalista Olaf Azir   | Orianna Xayah Kalista Olaf Azir   | Orianna Xayah Kalista Olaf Azir   | Orianna Xayah Kalista Olaf Azir   | Orianna Xayah Kalista Olaf Azir   | Orianna Xayah Kalista Olaf Azir   | Cấm                           | Cấm    | Rumble Kennen Neeko Braum Gnar         | Rumble Kennen Neeko Braum Gnar         | Rumble Kennen Neeko Braum Gnar         | Rumble Kennen Neeko Braum Gnar         | Rumble Kennen Neeko Braum Gnar         | Rumble Kennen Neeko Braum Gnar         | Rumble Kennen Neeko Braum Gnar         |
| Jax Maokai Jayce Aphelios Alistar | Jax Maokai Jayce Aphelios Alistar | Jax Maokai Jayce Aphelios Alistar | Jax Maokai Jayce Aphelios Alistar | Jax Maokai Jayce Aphelios Alistar | Jax Maokai Jayce Aphelios Alistar | Jax Maokai Jayce Aphelios Alistar | Chọn                          | Chọn   | Garen Ivern Cassiopeia Kai'Sa Nautilus | Garen Ivern Cassiopeia Kai'Sa Nautilus | Garen Ivern Cassiopeia Kai'Sa Nautilus | Garen Ivern Cassiopeia Kai'Sa Nautilus | Garen Ivern Cassiopeia Kai'Sa Nautilus | Garen Ivern Cassiopeia Kai'Sa Nautilus | Garen Ivern Cassiopeia Kai'Sa Nautilus |
|                                   |                                   |                                   |                                   |                                   |                                   |                                   | MVP                           | MVP    | '''''Sheo'''''                         | '''''Sheo'''''                         | '''''Sheo'''''                         | '''''Sheo'''''                         | '''''Sheo'''''                         | '''''Sheo'''''                         | '''''Sheo'''''                         |

| 8/11/26                               | 8/11/26                               | 8/11/26                               | 8/11/26                               | 8/11/26                               | 8/11/26                               | 8/11/26                               | Trận 5                        | Trận 5 | 11/8/34                             | 11/8/34                             | 11/8/34                             | 11/8/34                             | 11/8/34                             | 11/8/34                             | 11/8/34                             |
| Rồng: 3 Trụ: 9 Vàng: 74,1k            | Rồng: 3 Trụ: 9 Vàng: 74,1k            | Rồng: 3 Trụ: 9 Vàng: 74,1k            | Rồng: 3 Trụ: 9 Vàng: 74,1k            | Rồng: 3 Trụ: 9 Vàng: 74,1k            | Rồng: 3 Trụ: 9 Vàng: 74,1k            | Rồng: 3 Trụ: 9 Vàng: 74,1k            | Sự kiện thể thao đang diễn ra | 43:54  | Rồng: 4 Trụ: 8 Vàng: 79,2k          | Rồng: 4 Trụ: 8 Vàng: 79,2k          | Rồng: 4 Trụ: 8 Vàng: 79,2k          | Rồng: 4 Trụ: 8 Vàng: 79,2k          | Rồng: 4 Trụ: 8 Vàng: 79,2k          | Rồng: 4 Trụ: 8 Vàng: 79,2k          | Rồng: 4 Trụ: 8 Vàng: 79,2k          |
| Orianna Xayah Kalista Azir Cassiopeia | Orianna Xayah Kalista Azir Cassiopeia | Orianna Xayah Kalista Azir Cassiopeia | Orianna Xayah Kalista Azir Cassiopeia | Orianna Xayah Kalista Azir Cassiopeia | Orianna Xayah Kalista Azir Cassiopeia | Orianna Xayah Kalista Azir Cassiopeia | Cấm                           | Cấm    | Rumble Kennen Kai'Sa Neeko LeBlanc  | Rumble Kennen Kai'Sa Neeko LeBlanc  | Rumble Kennen Kai'Sa Neeko LeBlanc  | Rumble Kennen Kai'Sa Neeko LeBlanc  | Rumble Kennen Kai'Sa Neeko LeBlanc  | Rumble Kennen Kai'Sa Neeko LeBlanc  | Rumble Kennen Kai'Sa Neeko LeBlanc  |
| Gnar Jarvan IV Taliyah Aphelios Rell  | Gnar Jarvan IV Taliyah Aphelios Rell  | Gnar Jarvan IV Taliyah Aphelios Rell  | Gnar Jarvan IV Taliyah Aphelios Rell  | Gnar Jarvan IV Taliyah Aphelios Rell  | Gnar Jarvan IV Taliyah Aphelios Rell  | Gnar Jarvan IV Taliyah Aphelios Rell  | Chọn                          | Chọn   | Darius Maokai Tristana Zeri Alistar | Darius Maokai Tristana Zeri Alistar | Darius Maokai Tristana Zeri Alistar | Darius Maokai Tristana Zeri Alistar | Darius Maokai Tristana Zeri Alistar | Darius Maokai Tristana Zeri Alistar | Darius Maokai Tristana Zeri Alistar |
|                                       |                                       |                                       |                                       |                                       |                                       |                                       | MVP                           | MVP    | '''''Sheo'''''                      | '''''Sheo'''''                      | '''''Sheo'''''                      | '''''Sheo'''''                      | '''''Sheo'''''                      | '''''Sheo'''''                      | '''''Sheo'''''                      |

| Bo5 MVP: | Sheo |  |

| Team Whales | 1 – 3 | GAM Esports |

| 9/16/13                                 | 9/16/13                                 | 9/16/13                                 | 9/16/13                                 | 9/16/13                                 | 9/16/13                                 | 9/16/13                                 | Trận 1                        | Trận 1 | 16/9/39                              | 16/9/39                              | 16/9/39                              | 16/9/39                              | 16/9/39                              | 16/9/39                              | 16/9/39                              |
| Rồng: 3 Trụ: 1 Vàng: 46,2k              | Rồng: 3 Trụ: 1 Vàng: 46,2k              | Rồng: 3 Trụ: 1 Vàng: 46,2k              | Rồng: 3 Trụ: 1 Vàng: 46,2k              | Rồng: 3 Trụ: 1 Vàng: 46,2k              | Rồng: 3 Trụ: 1 Vàng: 46,2k              | Rồng: 3 Trụ: 1 Vàng: 46,2k              | Sự kiện thể thao đang diễn ra | 27:07  | Rồng: 2 Trụ: 10 Vàng: 55,6k          | Rồng: 2 Trụ: 10 Vàng: 55,6k          | Rồng: 2 Trụ: 10 Vàng: 55,6k          | Rồng: 2 Trụ: 10 Vàng: 55,6k          | Rồng: 2 Trụ: 10 Vàng: 55,6k          | Rồng: 2 Trụ: 10 Vàng: 55,6k          | Rồng: 2 Trụ: 10 Vàng: 55,6k          |
| Nocturne Vi Wukong Jax Maokai           | Nocturne Vi Wukong Jax Maokai           | Nocturne Vi Wukong Jax Maokai           | Nocturne Vi Wukong Jax Maokai           | Nocturne Vi Wukong Jax Maokai           | Nocturne Vi Wukong Jax Maokai           | Nocturne Vi Wukong Jax Maokai           | Cấm                           | Cấm    | Ahri Jarvan IV Alistar LeBlanc Neeko | Ahri Jarvan IV Alistar LeBlanc Neeko | Ahri Jarvan IV Alistar LeBlanc Neeko | Ahri Jarvan IV Alistar LeBlanc Neeko | Ahri Jarvan IV Alistar LeBlanc Neeko | Ahri Jarvan IV Alistar LeBlanc Neeko | Ahri Jarvan IV Alistar LeBlanc Neeko |
| K'Sante Lee Sin Orianna Kai'Sa Nautilus | K'Sante Lee Sin Orianna Kai'Sa Nautilus | K'Sante Lee Sin Orianna Kai'Sa Nautilus | K'Sante Lee Sin Orianna Kai'Sa Nautilus | K'Sante Lee Sin Orianna Kai'Sa Nautilus | K'Sante Lee Sin Orianna Kai'Sa Nautilus | K'Sante Lee Sin Orianna Kai'Sa Nautilus | Chọn                          | Chọn   | Renekton Viego Syndra Xayah Rakan    | Renekton Viego Syndra Xayah Rakan    | Renekton Viego Syndra Xayah Rakan    | Renekton Viego Syndra Xayah Rakan    | Renekton Viego Syndra Xayah Rakan    | Renekton Viego Syndra Xayah Rakan    | Renekton Viego Syndra Xayah Rakan    |
|                                         |                                         |                                         |                                         |                                         |                                         |                                         | MVP                           | MVP    | '''''Palette'''''                    | '''''Palette'''''                    | '''''Palette'''''                    | '''''Palette'''''                    | '''''Palette'''''                    | '''''Palette'''''                    | '''''Palette'''''                    |

| 20/3/41                            | 20/3/41                            | 20/3/41                            | 20/3/41                            | 20/3/41                            | 20/3/41                            | 20/3/41                            | Trận 2                        | Trận 2 | 3/20/6                                | 3/20/6                                | 3/20/6                                | 3/20/6                                | 3/20/6                                | 3/20/6                                | 3/20/6                                |
| Rồng: 4 Trụ: 11 Vàng: 58k          | Rồng: 4 Trụ: 11 Vàng: 58k          | Rồng: 4 Trụ: 11 Vàng: 58k          | Rồng: 4 Trụ: 11 Vàng: 58k          | Rồng: 4 Trụ: 11 Vàng: 58k          | Rồng: 4 Trụ: 11 Vàng: 58k          | Rồng: 4 Trụ: 11 Vàng: 58k          | Sự kiện thể thao đang diễn ra | 27:30  | Rồng: 3 Trụ: 0 Vàng: 44,8k            | Rồng: 3 Trụ: 0 Vàng: 44,8k            | Rồng: 3 Trụ: 0 Vàng: 44,8k            | Rồng: 3 Trụ: 0 Vàng: 44,8k            | Rồng: 3 Trụ: 0 Vàng: 44,8k            | Rồng: 3 Trụ: 0 Vàng: 44,8k            | Rồng: 3 Trụ: 0 Vàng: 44,8k            |
| Maokai Syndra Rakan Sejuani Wukong | Maokai Syndra Rakan Sejuani Wukong | Maokai Syndra Rakan Sejuani Wukong | Maokai Syndra Rakan Sejuani Wukong | Maokai Syndra Rakan Sejuani Wukong | Maokai Syndra Rakan Sejuani Wukong | Maokai Syndra Rakan Sejuani Wukong | Cấm                           | Cấm    | Ahri Jarvan IV Alistar Neeko Nocturne | Ahri Jarvan IV Alistar Neeko Nocturne | Ahri Jarvan IV Alistar Neeko Nocturne | Ahri Jarvan IV Alistar Neeko Nocturne | Ahri Jarvan IV Alistar Neeko Nocturne | Ahri Jarvan IV Alistar Neeko Nocturne | Ahri Jarvan IV Alistar Neeko Nocturne |
| K'Sante Viego Taliyah Kai'Sa Rell  | K'Sante Viego Taliyah Kai'Sa Rell  | K'Sante Viego Taliyah Kai'Sa Rell  | K'Sante Viego Taliyah Kai'Sa Rell  | K'Sante Viego Taliyah Kai'Sa Rell  | K'Sante Viego Taliyah Kai'Sa Rell  | K'Sante Viego Taliyah Kai'Sa Rell  | Chọn                          | Chọn   | Jax Lee Sin Viktor Xayah Leona        | Jax Lee Sin Viktor Xayah Leona        | Jax Lee Sin Viktor Xayah Leona        | Jax Lee Sin Viktor Xayah Leona        | Jax Lee Sin Viktor Xayah Leona        | Jax Lee Sin Viktor Xayah Leona        | Jax Lee Sin Viktor Xayah Leona        |
| '''''Sparda'''''                   | '''''Sparda'''''                   | '''''Sparda'''''                   | '''''Sparda'''''                   | '''''Sparda'''''                   | '''''Sparda'''''                   | '''''Sparda'''''                   | MVP                           | MVP    |                                       |                                       |                                       |                                       |                                       |                                       |                                       |

| 13/24/30                               | 13/24/30                               | 13/24/30                               | 13/24/30                               | 13/24/30                               | 13/24/30                               | 13/24/30                               | Trận 3                        | Trận 3 | 24/13/55                         | 24/13/55                         | 24/13/55                         | 24/13/55                         | 24/13/55                         | 24/13/55                         | 24/13/55                         |
| Rồng: 1 Trụ: 7 Vàng: 57,3k             | Rồng: 1 Trụ: 7 Vàng: 57,3k             | Rồng: 1 Trụ: 7 Vàng: 57,3k             | Rồng: 1 Trụ: 7 Vàng: 57,3k             | Rồng: 1 Trụ: 7 Vàng: 57,3k             | Rồng: 1 Trụ: 7 Vàng: 57,3k             | Rồng: 1 Trụ: 7 Vàng: 57,3k             | Sự kiện thể thao đang diễn ra | 32:47  | Rồng: 2 Trụ: 3 Vàng: 45,8k       | Rồng: 2 Trụ: 3 Vàng: 45,8k       | Rồng: 2 Trụ: 3 Vàng: 45,8k       | Rồng: 2 Trụ: 3 Vàng: 45,8k       | Rồng: 2 Trụ: 3 Vàng: 45,8k       | Rồng: 2 Trụ: 3 Vàng: 45,8k       | Rồng: 2 Trụ: 3 Vàng: 45,8k       |
| Syndra Maokai Rakan Nocturne Wukong    | Syndra Maokai Rakan Nocturne Wukong    | Syndra Maokai Rakan Nocturne Wukong    | Syndra Maokai Rakan Nocturne Wukong    | Syndra Maokai Rakan Nocturne Wukong    | Syndra Maokai Rakan Nocturne Wukong    | Syndra Maokai Rakan Nocturne Wukong    | Cấm                           | Cấm    | Ahri Viego K'Sante Poppy Orianna | Ahri Viego K'Sante Poppy Orianna | Ahri Viego K'Sante Poppy Orianna | Ahri Viego K'Sante Poppy Orianna | Ahri Viego K'Sante Poppy Orianna | Ahri Viego K'Sante Poppy Orianna | Ahri Viego K'Sante Poppy Orianna |
| Renekton Jarvan IV Taliyah Kai'Sa Rell | Renekton Jarvan IV Taliyah Kai'Sa Rell | Renekton Jarvan IV Taliyah Kai'Sa Rell | Renekton Jarvan IV Taliyah Kai'Sa Rell | Renekton Jarvan IV Taliyah Kai'Sa Rell | Renekton Jarvan IV Taliyah Kai'Sa Rell | Renekton Jarvan IV Taliyah Kai'Sa Rell | Chọn                          | Chọn   | Jax Sejuani Jayce Xayah Nautilus | Jax Sejuani Jayce Xayah Nautilus | Jax Sejuani Jayce Xayah Nautilus | Jax Sejuani Jayce Xayah Nautilus | Jax Sejuani Jayce Xayah Nautilus | Jax Sejuani Jayce Xayah Nautilus | Jax Sejuani Jayce Xayah Nautilus |
|                                        |                                        |                                        |                                        |                                        |                                        |                                        | MVP                           | MVP    | '''''Kati'''''                   | '''''Kati'''''                   | '''''Kati'''''                   | '''''Kati'''''                   | '''''Kati'''''                   | '''''Kati'''''                   | '''''Kati'''''                   |

| 14/25/29                                 | 14/25/29                                 | 14/25/29                                 | 14/25/29                                 | 14/25/29                                 | 14/25/29                                 | 14/25/29                                 | Trận 4                        | Trận 4 | 25/14/60                            | 25/14/60                            | 25/14/60                            | 25/14/60                            | 25/14/60                            | 25/14/60                            | 25/14/60                            |
| Rồng: 3 Trụ: 4 Vàng: 65,1k               | Rồng: 3 Trụ: 4 Vàng: 65,1k               | Rồng: 3 Trụ: 4 Vàng: 65,1k               | Rồng: 3 Trụ: 4 Vàng: 65,1k               | Rồng: 3 Trụ: 4 Vàng: 65,1k               | Rồng: 3 Trụ: 4 Vàng: 65,1k               | Rồng: 3 Trụ: 4 Vàng: 65,1k               | Sự kiện thể thao đang diễn ra | 27:32  | Rồng: 3 Trụ: 10 Vàng: 68,7k         | Rồng: 3 Trụ: 10 Vàng: 68,7k         | Rồng: 3 Trụ: 10 Vàng: 68,7k         | Rồng: 3 Trụ: 10 Vàng: 68,7k         | Rồng: 3 Trụ: 10 Vàng: 68,7k         | Rồng: 3 Trụ: 10 Vàng: 68,7k         | Rồng: 3 Trụ: 10 Vàng: 68,7k         |
| Maokai Jax Xayah Nocturne Sejuani        | Maokai Jax Xayah Nocturne Sejuani        | Maokai Jax Xayah Nocturne Sejuani        | Maokai Jax Xayah Nocturne Sejuani        | Maokai Jax Xayah Nocturne Sejuani        | Maokai Jax Xayah Nocturne Sejuani        | Maokai Jax Xayah Nocturne Sejuani        | Cấm                           | Cấm    | Ahri K'Sante Viego Tristana Aatrox  | Ahri K'Sante Viego Tristana Aatrox  | Ahri K'Sante Viego Tristana Aatrox  | Ahri K'Sante Viego Tristana Aatrox  | Ahri K'Sante Viego Tristana Aatrox  | Ahri K'Sante Viego Tristana Aatrox  | Ahri K'Sante Viego Tristana Aatrox  |
| Malphite Lee Sin Syndra Kalista Nautilus | Malphite Lee Sin Syndra Kalista Nautilus | Malphite Lee Sin Syndra Kalista Nautilus | Malphite Lee Sin Syndra Kalista Nautilus | Malphite Lee Sin Syndra Kalista Nautilus | Malphite Lee Sin Syndra Kalista Nautilus | Malphite Lee Sin Syndra Kalista Nautilus | Chọn                          | Chọn   | Renekton Wukong Orianna Kai'Sa Sett | Renekton Wukong Orianna Kai'Sa Sett | Renekton Wukong Orianna Kai'Sa Sett | Renekton Wukong Orianna Kai'Sa Sett | Renekton Wukong Orianna Kai'Sa Sett | Renekton Wukong Orianna Kai'Sa Sett | Renekton Wukong Orianna Kai'Sa Sett |
|                                          |                                          |                                          |                                          |                                          |                                          |                                          | MVP                           | MVP    | '''''Kati'''''                      | '''''Kati'''''                      | '''''Kati'''''                      | '''''Kati'''''                      | '''''Kati'''''                      | '''''Kati'''''                      | '''''Kati'''''                      |

| Bo5 MVP: | Kati |  |

| Team Whales | 1 – 3 | GAM Esports |

| 9/16/13                                 | 9/16/13                                 | 9/16/13                                 | 9/16/13                                 | 9/16/13                                 | 9/16/13                                 | 9/16/13                                 | Trận 1                        | Trận 1 | 16/9/39                              | 16/9/39                              | 16/9/39                              | 16/9/39                              | 16/9/39                              | 16/9/39                              | 16/9/39                              |
| Rồng: 3 Trụ: 1 Vàng: 46,2k              | Rồng: 3 Trụ: 1 Vàng: 46,2k              | Rồng: 3 Trụ: 1 Vàng: 46,2k              | Rồng: 3 Trụ: 1 Vàng: 46,2k              | Rồng: 3 Trụ: 1 Vàng: 46,2k              | Rồng: 3 Trụ: 1 Vàng: 46,2k              | Rồng: 3 Trụ: 1 Vàng: 46,2k              | Sự kiện thể thao đang diễn ra | 27:07  | Rồng: 2 Trụ: 10 Vàng: 55,6k          | Rồng: 2 Trụ: 10 Vàng: 55,6k          | Rồng: 2 Trụ: 10 Vàng: 55,6k          | Rồng: 2 Trụ: 10 Vàng: 55,6k          | Rồng: 2 Trụ: 10 Vàng: 55,6k          | Rồng: 2 Trụ: 10 Vàng: 55,6k          | Rồng: 2 Trụ: 10 Vàng: 55,6k          |
| Nocturne Vi Wukong Jax Maokai           | Nocturne Vi Wukong Jax Maokai           | Nocturne Vi Wukong Jax Maokai           | Nocturne Vi Wukong Jax Maokai           | Nocturne Vi Wukong Jax Maokai           | Nocturne Vi Wukong Jax Maokai           | Nocturne Vi Wukong Jax Maokai           | Cấm                           | Cấm    | Ahri Jarvan IV Alistar LeBlanc Neeko | Ahri Jarvan IV Alistar LeBlanc Neeko | Ahri Jarvan IV Alistar LeBlanc Neeko | Ahri Jarvan IV Alistar LeBlanc Neeko | Ahri Jarvan IV Alistar LeBlanc Neeko | Ahri Jarvan IV Alistar LeBlanc Neeko | Ahri Jarvan IV Alistar LeBlanc Neeko |
| K'Sante Lee Sin Orianna Kai'Sa Nautilus | K'Sante Lee Sin Orianna Kai'Sa Nautilus | K'Sante Lee Sin Orianna Kai'Sa Nautilus | K'Sante Lee Sin Orianna Kai'Sa Nautilus | K'Sante Lee Sin Orianna Kai'Sa Nautilus | K'Sante Lee Sin Orianna Kai'Sa Nautilus | K'Sante Lee Sin Orianna Kai'Sa Nautilus | Chọn                          | Chọn   | Renekton Viego Syndra Xayah Rakan    | Renekton Viego Syndra Xayah Rakan    | Renekton Viego Syndra Xayah Rakan    | Renekton Viego Syndra Xayah Rakan    | Renekton Viego Syndra Xayah Rakan    | Renekton Viego Syndra Xayah Rakan    | Renekton Viego Syndra Xayah Rakan    |
|                                         |                                         |                                         |                                         |                                         |                                         |                                         | MVP                           | MVP    | '''''Palette'''''                    | '''''Palette'''''                    | '''''Palette'''''                    | '''''Palette'''''                    | '''''Palette'''''                    | '''''Palette'''''                    | '''''Palette'''''                    |

| 20/3/41                            | 20/3/41                            | 20/3/41                            | 20/3/41                            | 20/3/41                            | 20/3/41                            | 20/3/41                            | Trận 2                        | Trận 2 | 3/20/6                                | 3/20/6                                | 3/20/6                                | 3/20/6                                | 3/20/6                                | 3/20/6                                | 3/20/6                                |
| Rồng: 4 Trụ: 11 Vàng: 58k          | Rồng: 4 Trụ: 11 Vàng: 58k          | Rồng: 4 Trụ: 11 Vàng: 58k          | Rồng: 4 Trụ: 11 Vàng: 58k          | Rồng: 4 Trụ: 11 Vàng: 58k          | Rồng: 4 Trụ: 11 Vàng: 58k          | Rồng: 4 Trụ: 11 Vàng: 58k          | Sự kiện thể thao đang diễn ra | 27:30  | Rồng: 3 Trụ: 0 Vàng: 44,8k            | Rồng: 3 Trụ: 0 Vàng: 44,8k            | Rồng: 3 Trụ: 0 Vàng: 44,8k            | Rồng: 3 Trụ: 0 Vàng: 44,8k            | Rồng: 3 Trụ: 0 Vàng: 44,8k            | Rồng: 3 Trụ: 0 Vàng: 44,8k            | Rồng: 3 Trụ: 0 Vàng: 44,8k            |
| Maokai Syndra Rakan Sejuani Wukong | Maokai Syndra Rakan Sejuani Wukong | Maokai Syndra Rakan Sejuani Wukong | Maokai Syndra Rakan Sejuani Wukong | Maokai Syndra Rakan Sejuani Wukong | Maokai Syndra Rakan Sejuani Wukong | Maokai Syndra Rakan Sejuani Wukong | Cấm                           | Cấm    | Ahri Jarvan IV Alistar Neeko Nocturne | Ahri Jarvan IV Alistar Neeko Nocturne | Ahri Jarvan IV Alistar Neeko Nocturne | Ahri Jarvan IV Alistar Neeko Nocturne | Ahri Jarvan IV Alistar Neeko Nocturne | Ahri Jarvan IV Alistar Neeko Nocturne | Ahri Jarvan IV Alistar Neeko Nocturne |
| K'Sante Viego Taliyah Kai'Sa Rell  | K'Sante Viego Taliyah Kai'Sa Rell  | K'Sante Viego Taliyah Kai'Sa Rell  | K'Sante Viego Taliyah Kai'Sa Rell  | K'Sante Viego Taliyah Kai'Sa Rell  | K'Sante Viego Taliyah Kai'Sa Rell  | K'Sante Viego Taliyah Kai'Sa Rell  | Chọn                          | Chọn   | Jax Lee Sin Viktor Xayah Leona        | Jax Lee Sin Viktor Xayah Leona        | Jax Lee Sin Viktor Xayah Leona        | Jax Lee Sin Viktor Xayah Leona        | Jax Lee Sin Viktor Xayah Leona        | Jax Lee Sin Viktor Xayah Leona        | Jax Lee Sin Viktor Xayah Leona        |
| '''''Sparda'''''                   | '''''Sparda'''''                   | '''''Sparda'''''                   | '''''Sparda'''''                   | '''''Sparda'''''                   | '''''Sparda'''''                   | '''''Sparda'''''                   | MVP                           | MVP    |                                       |                                       |                                       |                                       |                                       |                                       |                                       |

| 13/24/30                               | 13/24/30                               | 13/24/30                               | 13/24/30                               | 13/24/30                               | 13/24/30                               | 13/24/30                               | Trận 3                        | Trận 3 | 24/13/55                         | 24/13/55                         | 24/13/55                         | 24/13/55                         | 24/13/55                         | 24/13/55                         | 24/13/55                         |
| Rồng: 1 Trụ: 7 Vàng: 57,3k             | Rồng: 1 Trụ: 7 Vàng: 57,3k             | Rồng: 1 Trụ: 7 Vàng: 57,3k             | Rồng: 1 Trụ: 7 Vàng: 57,3k             | Rồng: 1 Trụ: 7 Vàng: 57,3k             | Rồng: 1 Trụ: 7 Vàng: 57,3k             | Rồng: 1 Trụ: 7 Vàng: 57,3k             | Sự kiện thể thao đang diễn ra | 32:47  | Rồng: 2 Trụ: 3 Vàng: 45,8k       | Rồng: 2 Trụ: 3 Vàng: 45,8k       | Rồng: 2 Trụ: 3 Vàng: 45,8k       | Rồng: 2 Trụ: 3 Vàng: 45,8k       | Rồng: 2 Trụ: 3 Vàng: 45,8k       | Rồng: 2 Trụ: 3 Vàng: 45,8k       | Rồng: 2 Trụ: 3 Vàng: 45,8k       |
| Syndra Maokai Rakan Nocturne Wukong    | Syndra Maokai Rakan Nocturne Wukong    | Syndra Maokai Rakan Nocturne Wukong    | Syndra Maokai Rakan Nocturne Wukong    | Syndra Maokai Rakan Nocturne Wukong    | Syndra Maokai Rakan Nocturne Wukong    | Syndra Maokai Rakan Nocturne Wukong    | Cấm                           | Cấm    | Ahri Viego K'Sante Poppy Orianna | Ahri Viego K'Sante Poppy Orianna | Ahri Viego K'Sante Poppy Orianna | Ahri Viego K'Sante Poppy Orianna | Ahri Viego K'Sante Poppy Orianna | Ahri Viego K'Sante Poppy Orianna | Ahri Viego K'Sante Poppy Orianna |
| Renekton Jarvan IV Taliyah Kai'Sa Rell | Renekton Jarvan IV Taliyah Kai'Sa Rell | Renekton Jarvan IV Taliyah Kai'Sa Rell | Renekton Jarvan IV Taliyah Kai'Sa Rell | Renekton Jarvan IV Taliyah Kai'Sa Rell | Renekton Jarvan IV Taliyah Kai'Sa Rell | Renekton Jarvan IV Taliyah Kai'Sa Rell | Chọn                          | Chọn   | Jax Sejuani Jayce Xayah Nautilus | Jax Sejuani Jayce Xayah Nautilus | Jax Sejuani Jayce Xayah Nautilus | Jax Sejuani Jayce Xayah Nautilus | Jax Sejuani Jayce Xayah Nautilus | Jax Sejuani Jayce Xayah Nautilus | Jax Sejuani Jayce Xayah Nautilus |
|                                        |                                        |                                        |                                        |                                        |                                        |                                        | MVP                           | MVP    | '''''Kati'''''                   | '''''Kati'''''                   | '''''Kati'''''                   | '''''Kati'''''                   | '''''Kati'''''                   | '''''Kati'''''                   | '''''Kati'''''                   |

| 14/25/29                                 | 14/25/29                                 | 14/25/29                                 | 14/25/29                                 | 14/25/29                                 | 14/25/29                                 | 14/25/29                                 | Trận 4                        | Trận 4 | 25/14/60                            | 25/14/60                            | 25/14/60                            | 25/14/60                            | 25/14/60                            | 25/14/60                            | 25/14/60                            |
| Rồng: 3 Trụ: 4 Vàng: 65,1k               | Rồng: 3 Trụ: 4 Vàng: 65,1k               | Rồng: 3 Trụ: 4 Vàng: 65,1k               | Rồng: 3 Trụ: 4 Vàng: 65,1k               | Rồng: 3 Trụ: 4 Vàng: 65,1k               | Rồng: 3 Trụ: 4 Vàng: 65,1k               | Rồng: 3 Trụ: 4 Vàng: 65,1k               | Sự kiện thể thao đang diễn ra | 27:32  | Rồng: 3 Trụ: 10 Vàng: 68,7k         | Rồng: 3 Trụ: 10 Vàng: 68,7k         | Rồng: 3 Trụ: 10 Vàng: 68,7k         | Rồng: 3 Trụ: 10 Vàng: 68,7k         | Rồng: 3 Trụ: 10 Vàng: 68,7k         | Rồng: 3 Trụ: 10 Vàng: 68,7k         | Rồng: 3 Trụ: 10 Vàng: 68,7k         |
| Maokai Jax Xayah Nocturne Sejuani        | Maokai Jax Xayah Nocturne Sejuani        | Maokai Jax Xayah Nocturne Sejuani        | Maokai Jax Xayah Nocturne Sejuani        | Maokai Jax Xayah Nocturne Sejuani        | Maokai Jax Xayah Nocturne Sejuani        | Maokai Jax Xayah Nocturne Sejuani        | Cấm                           | Cấm    | Ahri K'Sante Viego Tristana Aatrox  | Ahri K'Sante Viego Tristana Aatrox  | Ahri K'Sante Viego Tristana Aatrox  | Ahri K'Sante Viego Tristana Aatrox  | Ahri K'Sante Viego Tristana Aatrox  | Ahri K'Sante Viego Tristana Aatrox  | Ahri K'Sante Viego Tristana Aatrox  |
| Malphite Lee Sin Syndra Kalista Nautilus | Malphite Lee Sin Syndra Kalista Nautilus | Malphite Lee Sin Syndra Kalista Nautilus | Malphite Lee Sin Syndra Kalista Nautilus | Malphite Lee Sin Syndra Kalista Nautilus | Malphite Lee Sin Syndra Kalista Nautilus | Malphite Lee Sin Syndra Kalista Nautilus | Chọn                          | Chọn   | Renekton Wukong Orianna Kai'Sa Sett | Renekton Wukong Orianna Kai'Sa Sett | Renekton Wukong Orianna Kai'Sa Sett | Renekton Wukong Orianna Kai'Sa Sett | Renekton Wukong Orianna Kai'Sa Sett | Renekton Wukong Orianna Kai'Sa Sett | Renekton Wukong Orianna Kai'Sa Sett |
|                                          |                                          |                                          |                                          |                                          |                                          |                                          | MVP                           | MVP    | '''''Kati'''''                      | '''''Kati'''''                      | '''''Kati'''''                      | '''''Kati'''''                      | '''''Kati'''''                      | '''''Kati'''''                      | '''''Kati'''''                      |

| Bo5 MVP: | Kati |  |

## Vòng Thụy Sĩ
Vòng Thụy Sĩ diễn ra từ ngày 19 tháng 10 đến ngày 29 tháng 10 tại KBS Arena Hall (Seoul).
| \| LCK (4) - Gen.G Esports (GEN) - T1 (T1) - KT Rolster (KT) - Dplus KIA (DK) \| LPL (4) - JingDong Gaming (JDG) - Bilibili Gaming (BLG) - LNG Esports (LNG) - Weibo Gaming (WBG) \| LEC (4) - G2 Esports (G2) - Fnatic (FNC) - MAD Lions (MAD) - Team BDS (BDS) \| LCS (3) - NRG (NRG) - Cloud9 (C9) - Team Liquid (TL) \| VCS (1) - GAM Esports (GAM) \| |                                                                                                  |                                                                             |                                                      |                             |
| LCK (4) - Gen.G Esports (GEN) - T1 (T1) - KT Rolster (KT) - Dplus KIA (DK) | LPL (4) - JingDong Gaming (JDG) - Bilibili Gaming (BLG) - LNG Esports (LNG) - Weibo Gaming (WBG) | LEC (4) - G2 Esports (G2) - Fnatic (FNC) - MAD Lions (MAD) - Team BDS (BDS) | LCS (3) - NRG (NRG) - Cloud9 (C9) - Team Liquid (TL) | VCS (1) - GAM Esports (GAM) |

|  |       |       |       |  |  |       |       |       |  |  |       |       |       |  |  |       |       |       |  |  |       |                                         |                                         |
|  |       |       |       |  |  |       |       |       |  |  | 2 - 0 | 2 - 0 | 2 - 0 |  |  |       |       |       |  |  |       | - #1, 2 - #3, 4, 5 - #6, 7, 8 - Bị loại | - #1, 2 - #3, 4, 5 - #6, 7, 8 - Bị loại |
|  |       |       |       |  |  | 1 - 0 | 1 - 0 | 1 - 0 |  |  | G2    | vs    | GEN   |  |  |       |       |       |  |  |       | - #1, 2 - #3, 4, 5 - #6, 7, 8 - Bị loại | - #1, 2 - #3, 4, 5 - #6, 7, 8 - Bị loại |
|  | 0 - 0 | 0 - 0 | 0 - 0 |  |  | G2    | vs    | WBG   |  |  | JDG   | vs    | LNG   |  |  | 2 - 1 | 2 - 1 | 2 - 1 |  |  |       | - #1, 2 - #3, 4, 5 - #6, 7, 8 - Bị loại | - #1, 2 - #3, 4, 5 - #6, 7, 8 - Bị loại |
|  | GEN   | vs    | GAM   |  |  | JDG   | vs    | BLG   |  |  | BO3   | BO3   | BO3   |  |  | KT    | vs    | LNG   |  |  |       | - #1, 2 - #3, 4, 5 - #6, 7, 8 - Bị loại | - #1, 2 - #3, 4, 5 - #6, 7, 8 - Bị loại |
|  | NRG   | vs    | WBG   |  |  | C9    | vs    | LNG   |  |  | 1 - 1 | 1 - 1 | 1 - 1 |  |  | T1    | vs    | BLG   |  |  |       | - #1, 2 - #3, 4, 5 - #6, 7, 8 - Bị loại | - #1, 2 - #3, 4, 5 - #6, 7, 8 - Bị loại |
|  | G2    | vs    | DK    |  |  | GEN   | vs    | T1    |  |  | NRG   | vs    | MAD   |  |  | NRG   | vs    | G2    |  |  | 2 - 2 | 2 - 2                                   | 2 - 2                                   |
|  | JDG   | vs    | BDS   |  |  | BO1   | BO1   | BO1   |  |  | T1    | vs    | C9    |  |  | BO3   | BO3   | BO3   |  |  | DK    | vs                                      | KT                                      |
|  | T1    | vs    | TL    |  |  | 0 - 1 | 0 - 1 | 0 - 1 |  |  | KT    | vs    | WBG   |  |  |       |       |       |  |  | G2    | vs                                      | BLG                                     |
|  | C9    | vs    | MAD   |  |  | NRG   | vs    | TL    |  |  | BLG   | vs    | FNC   |  |  | 1 - 2 | 1 - 2 | 1 - 2 |  |  | FNC   | vs                                      | WBG                                     |
|  | BLG   | vs    | KT    |  |  | KT    | vs    | DK    |  |  | BO1   | BO1   | BO1   |  |  | C9    | vs    | FNC   |  |  | BO3   | BO3                                     | BO3                                     |
|  | FNC   | vs    | LNG   |  |  | MAD   | vs    | BDS   |  |  | 0 - 2 | 0 - 2 | 0 - 2 |  |  | DK    | vs    | GAM   |  |  |       |                                         |                                         |
|  | BO1   | BO1   | BO1   |  |  | FNC   | vs    | GAM   |  |  | DK    | vs    | BDS   |  |  | MAD   | vs    | WBG   |  |  |       |                                         |                                         |
|  |       |       |       |  |  | BO1   | BO1   | BO1   |  |  | TL    | vs    | GAM   |  |  | BO3   | BO3   | BO3   |  |  |       |                                         |                                         |
|  |       |       |       |  |  |       |       |       |  |  | BO3   |       |       |  |  |       |       |       |  |  |       |                                         |                                         |

### Vòng đấu 1

#### Nhóm hiệu số 0-0
| 12:00 (19 tháng 10) \| T1 \| 1 – 0 \| Team Liquid \| |       |             |
| T1                                                   | 1 – 0 | Team Liquid |

| T1 | 1 – 0 | Team Liquid |

| 13:00 \| Cloud9 \| 1 – 0 \| MAD Lions \| |       |           |
| Cloud9                                   | 1 – 0 | MAD Lions |

| Cloud9 | 1 – 0 | MAD Lions |

| 14:00 \| Gen.G Esports \| 1 – 0 \| GAM Esports \| |       |             |
| Gen.G Esports                                     | 1 – 0 | GAM Esports |

| Gen.G Esports | 1 – 0 | GAM Esports |

| 15:00 \| JingDong Gaming \| 1 – 0 \| Team BDS \| |       |          |
| JingDong Gaming                                  | 1 – 0 | Team BDS |

| JingDong Gaming | 1 – 0 | Team BDS |

| 16:00 \| G2 Esports \| 1 – 0 \| Dplus KIA \| |       |           |
| G2 Esports                                   | 1 – 0 | Dplus KIA |

| G2 Esports | 1 – 0 | Dplus KIA |

| 17:00 \| NRG \| 0 – 1 \| Weibo Gaming \| |       |              |
| NRG                                      | 0 – 1 | Weibo Gaming |

| NRG | 0 – 1 | Weibo Gaming |

| 18:00 \| Fnatic \| 0 – 1 \| LNG Esports \| |       |             |
| Fnatic                                     | 0 – 1 | LNG Esports |

| Fnatic | 0 – 1 | LNG Esports |

| 19:00 \| Bilibili Gaming \| 1 – 0 \| KT Rolster \| |       |            |
| Bilibili Gaming                                    | 1 – 0 | KT Rolster |

| Bilibili Gaming | 1 – 0 | KT Rolster |

### Vòng đấu 2

#### Nhóm hiệu số 1-0
| 13:00 (20 tháng 10) \| Cloud9 \| 0 – 1 \| LNG Esports \| |       |             |
| Cloud9                                                   | 0 – 1 | LNG Esports |

| Cloud9 | 0 – 1 | LNG Esports |

| 16:00 \| Gen.G Esports \| 1 – 0 \| T1 \| |       |    |
| Gen.G Esports                            | 1 – 0 | T1 |

| Gen.G Esports | 1 – 0 | T1 |

| 17:00 \| G2 Esports \| 1 – 0 \| Weibo Gaming \| |       |              |
| G2 Esports                                      | 1 – 0 | Weibo Gaming |

| G2 Esports | 1 – 0 | Weibo Gaming |

| 18:00 \| JingDong Gaming \| 1 – 0 \| Bilibili Gaming \| |       |                 |
| JingDong Gaming                                         | 1 – 0 | Bilibili Gaming |

| JingDong Gaming | 1 – 0 | Bilibili Gaming |

#### Nhóm hiệu số 0-1
| 12:00 (20 tháng 10) \| NRG \| 1 – 0 \| Team Liquid \| |       |             |
| NRG                                                   | 1 – 0 | Team Liquid |

| NRG | 1 – 0 | Team Liquid |

| 14:00 \| MAD Lions \| 1 – 0 \| Team BDS \| |       |          |
| MAD Lions                                  | 1 – 0 | Team BDS |

| MAD Lions | 1 – 0 | Team BDS |

| 15:00 \| Fnatic \| 1 – 0 \| GAM Esports \| |       |             |
| Fnatic                                     | 1 – 0 | GAM Esports |

| Fnatic | 1 – 0 | GAM Esports |

| 19:00 \| KT Rolster \| 1 – 0 \| Dplus KIA \| |       |           |
| KT Rolster                                   | 1 – 0 | Dplus KIA |

| KT Rolster | 1 – 0 | Dplus KIA |

### Vòng đấu 3

#### Nhóm hiệu số 2-0
| 14:00 (21 tháng 10) - Bo3 - Quyền tham dự vòng Loại Trực Tiếp \| JingDong Gaming \| 2 – 1 \| LNG Esports \| |       |             |
| JingDong Gaming                                                                                             | 2 – 1 | LNG Esports |

| JingDong Gaming | 2 – 1 | LNG Esports |

| 17:00 - Bo3 - Quyền tham dự vòng Loại Trực Tiếp \| G2 Esports \| 0 – 2 \| Gen.G Esports \| |       |               |
| G2 Esports                                                                                 | 0 – 2 | Gen.G Esports |

| G2 Esports | 0 – 2 | Gen.G Esports |

#### Nhóm hiệu số 1-1
| 14:00 (22 tháng 10) \| T1 \| 1 – 0 \| Cloud9 \| |       |        |
| T1                                              | 1 – 0 | Cloud9 |

| T1 | 1 – 0 | Cloud9 |

| 15:00 \| NRG \| 1 – 0 \| MAD Lions \| |       |           |
| NRG                                   | 1 – 0 | MAD Lions |

| NRG | 1 – 0 | MAD Lions |

| 16:00 \| Bilibili Gaming \| 1 – 0 \| Fnatic \| |       |        |
| Bilibili Gaming                                | 1 – 0 | Fnatic |

| Bilibili Gaming | 1 – 0 | Fnatic |

| 17:00 \| KT Rolster \| 1 – 0 \| Weibo Gaming \| |       |              |
| KT Rolster                                      | 1 – 0 | Weibo Gaming |

| KT Rolster | 1 – 0 | Weibo Gaming |

#### Nhóm hiệu số 0-2
| 14:00 (23 tháng 10) - Bo3 - Loại trực tiếp \| Team Liquid \| 1 – 2 \| GAM Esports \| |       |             |
| Team Liquid                                                                          | 1 – 2 | GAM Esports |

| Team Liquid | 1 – 2 | GAM Esports |

| 17:00 - Bo3 - Loại trực tiếp \| Dplus KIA \| 2 – 0 \| Team BDS \| |       |          |
| Dplus KIA                                                         | 2 – 0 | Team BDS |

| Dplus KIA | 2 – 0 | Team BDS |

### Vòng đấu 4

#### Nhóm hiệu số 2-1
| 17:00 (27 tháng 10) - Bo3 - Quyền tham dự vòng Loại Trực Tiếp \| KT Rolster \| 1 – 2 \| LNG Esports \| |       |             |
| KT Rolster                                                                                             | 1 – 2 | LNG Esports |

| KT Rolster | 1 – 2 | LNG Esports |

| 14:00 (28 tháng 10) - Bo3 - Quyền tham dự vòng Loại Trực Tiếp \| NRG \| 2 – 0 \| G2 Esports \| |       |            |
| NRG                                                                                            | 2 – 0 | G2 Esports |

| NRG | 2 – 0 | G2 Esports |

| 17:00 - Bo3 - Quyền tham dự vòng Loại Trực Tiếp \| T1 \| 2 – 0 \| Bilibili Gaming \| |       |                 |
| T1                                                                                   | 2 – 0 | Bilibili Gaming |

#### Nhóm hiệu số 1-2
| 14:00 (26 tháng 10) - Bo3 - Loại trực tiếp \| Cloud9 \| 1 – 2 \| Fnatic \| |       |        |
| Cloud9                                                                     | 1 – 2 | Fnatic |

| Cloud9 | 1 – 2 | Fnatic |

| 17:00 - Bo3 - Loại trực tiếp \| MAD Lions \| 0 – 2 \| Weibo Gaming \| |       |              |
| MAD Lions                                                             | 0 – 2 | Weibo Gaming |

| MAD Lions | 0 – 2 | Weibo Gaming |

| 14:00 (27 tháng 10) - Bo3 - Loại trực tiếp \| Dplus KIA \| 2 – 0 \| GAM Esports \| |       |             |
| Dplus KIA                                                                          | 2 – 0 | GAM Esports |

### Vòng đấu 5

#### Nhóm hiệu số 2-2
| 11:00 (29 tháng 10) - Bo3 - Quyền tham dự vòng Loại Trực Tiếp / Loại trực tiếp \| Dplus KIA \| 0 – 2 \| KT Rolster \| |       |            |
| Dplus KIA | 0 – 2 | KT Rolster |

| Dplus KIA | 0 – 2 | KT Rolster |

| 14:00 - Bo3 - Quyền tham dự vòng Loại Trực Tiếp / Loại trực tiếp \| Fnatic \| 1 – 2 \| Weibo Gaming \| |       |              |
| Fnatic                                                                                                 | 1 – 2 | Weibo Gaming |

| Fnatic | 1 – 2 | Weibo Gaming |

| 17:00 - Bo3 - Quyền tham dự vòng Loại Trực Tiếp / Loại trực tiếp \| G2 Esports \| 1 – 2 \| Bilibili Gaming \| |       |                 |
| G2 Esports | 1 – 2 | Bilibili Gaming |

## Vòng loại trực tiếp
Vòng loại trực tiếp diễn ra từ ngày 2 tháng 11 đến ngày 19 tháng 11 tại Sajik Arena (Busan) và Gocheok Sky Dome (Seoul).
|  |        |                 |        |              |   |         |                 |         |              |   |           |           |           |
|  | Tứ kết | Tứ kết          | Tứ kết |              |   | Bán kết | Bán kết         | Bán kết |              |   | Chung kết | Chung kết | Chung kết |
|  | Tứ kết | Tứ kết          | Tứ kết |              |   | Bán kết | Bán kết         | Bán kết |              |   | Chung kết | Chung kết | Chung kết |
|  |        |                 |        |              |   |         |                 |         |              |   |           |           |           |
|  |        |                 |        |              |   |         |                 |         |              |   |           |           |           |
|  | LCK#1  | Gen.G Esports   | 2      |              |   |         |                 |         |              |   |           |           |           |
|  | LCK#1  | Gen.G Esports   | 2      |              |   |         |                 |         |              |   |           |           |           |
|  | LPL#2  | Bilibili Gaming | 3      |              |   |         |                 |         |              |   |           |           |           |
|  | LPL#2  | Bilibili Gaming | 3      |              |   | LPL#2   | Bilibili Gaming | 2       |              |   |           |           |           |
|  |        |                 |        |              |   | LPL#2   | Bilibili Gaming | 2       |              |   |           |           |           |
|  |        |                 | LPL#4  | Weibo Gaming | 3 |         |                 |         |              |   |           |           |           |
|  | LCS#1  | NRG             | LPL#4  | Weibo Gaming | 3 | 0       |                 |         |              |   |           |           |           |
|  | LCS#1  | NRG             |        |              |   |         |                 |         |              |   |           |           |           |
|  | LPL#4  | Weibo Gaming    | 3      |              |   |         |                 |         |              |   |           |           |           |
|  | LPL#4  | Weibo Gaming    | 3      |              |   |         |                 | LPL#4   | Weibo Gaming | 0 |           |           |           |
|  |        |                 |        |              |   |         |                 |         | Weibo Gaming | 0 |           |           |           |
|  |        |                 | LCK#2  | T1           | 3 |         |                 |         |              |   |           |           |           |
|  | LPL#1  | JingDong Gaming | LCK#2  | T1           | 3 | 3       |                 |         |              |   |           |           |           |
|  | LPL#1  | JingDong Gaming |        |              |   |         |                 |         |              |   |           |           |           |
|  | LCK#3  | KT Rolster      | 1      |              |   |         |                 |         |              |   |           |           |           |
|  | LCK#3  | KT Rolster      | 1      |              |   | LPL#1   | JingDong Gaming | 1       |              |   |           |           |           |
|  |        |                 |        |              |   | LPL#1   | JingDong Gaming | 1       |              |   |           |           |           |
|  |        |                 | LCK#2  | T1           | 3 |         |                 |         |              |   |           |           |           |
|  | LPL#3  | LNG Esports     | LCK#2  | T1           | 3 | 0       |                 |         |              |   |           |           |           |
|  | LPL#3  | LNG Esports     |        |              |   |         |                 |         |              |   |           |           |           |
|  | LCK#2  | T1              | 3      |              |   |         |                 |         |              |   |           |           |           |
|  | LCK#2  | T1              | 3      |              |   |         |                 |         |              |   |           |           |           |
|  |        |                 |        |              |   |         |                 |         |              |   |           |           |           |

### Tứ kết
| NRG | 0 – 3 | Weibo Gaming |

| 6/9/13                                  | 6/9/13                                  | 6/9/13                                  | 6/9/13                                  | 6/9/13                                  | 6/9/13                                  | 6/9/13                                  | Trận 1                        | Trận 1 | 9/6/22                            | 9/6/22                            | 9/6/22                            | 9/6/22                            | 9/6/22                            | 9/6/22                            | 9/6/22                            |
| Rồng: 3 Trụ: 4 Vàng: 65,1k              | Rồng: 3 Trụ: 4 Vàng: 65,1k              | Rồng: 3 Trụ: 4 Vàng: 65,1k              | Rồng: 3 Trụ: 4 Vàng: 65,1k              | Rồng: 3 Trụ: 4 Vàng: 65,1k              | Rồng: 3 Trụ: 4 Vàng: 65,1k              | Rồng: 3 Trụ: 4 Vàng: 65,1k              | Sự kiện thể thao đang diễn ra | 39:12  | Rồng: 3 Trụ: 10 Vàng: 68,7k       | Rồng: 3 Trụ: 10 Vàng: 68,7k       | Rồng: 3 Trụ: 10 Vàng: 68,7k       | Rồng: 3 Trụ: 10 Vàng: 68,7k       | Rồng: 3 Trụ: 10 Vàng: 68,7k       | Rồng: 3 Trụ: 10 Vàng: 68,7k       | Rồng: 3 Trụ: 10 Vàng: 68,7k       |
| Renata Glasc Rumble Azir Nocturne Gnar  | Renata Glasc Rumble Azir Nocturne Gnar  | Renata Glasc Rumble Azir Nocturne Gnar  | Renata Glasc Rumble Azir Nocturne Gnar  | Renata Glasc Rumble Azir Nocturne Gnar  | Renata Glasc Rumble Azir Nocturne Gnar  | Renata Glasc Rumble Azir Nocturne Gnar  | Cấm                           | Cấm    | Xayah Jarvan IV Maokai Vi Jax     | Xayah Jarvan IV Maokai Vi Jax     | Xayah Jarvan IV Maokai Vi Jax     | Xayah Jarvan IV Maokai Vi Jax     | Xayah Jarvan IV Maokai Vi Jax     | Xayah Jarvan IV Maokai Vi Jax     | Xayah Jarvan IV Maokai Vi Jax     |
| Renekton Viego Orianna Senna Tahm Kench | Renekton Viego Orianna Senna Tahm Kench | Renekton Viego Orianna Senna Tahm Kench | Renekton Viego Orianna Senna Tahm Kench | Renekton Viego Orianna Senna Tahm Kench | Renekton Viego Orianna Senna Tahm Kench | Renekton Viego Orianna Senna Tahm Kench | Chọn                          | Chọn   | K'Sante Rell Neeko Aphelios Milio | K'Sante Rell Neeko Aphelios Milio | K'Sante Rell Neeko Aphelios Milio | K'Sante Rell Neeko Aphelios Milio | K'Sante Rell Neeko Aphelios Milio | K'Sante Rell Neeko Aphelios Milio | K'Sante Rell Neeko Aphelios Milio |
|                                         |                                         |                                         |                                         |                                         |                                         |                                         | MVP                           | MVP    | '''''Light'''''                   | '''''Light'''''                   | '''''Light'''''                   | '''''Light'''''                   | '''''Light'''''                   | '''''Light'''''                   | '''''Light'''''                   |

| 9/20/21                             | 9/20/21                             | 9/20/21                             | 9/20/21                             | 9/20/21                             | 9/20/21                             | 9/20/21                             | Trận 2                        | Trận 2 | 20/9/52                            | 20/9/52                            | 20/9/52                            | 20/9/52                            | 20/9/52                            | 20/9/52                            | 20/9/52                            |
| Rồng: 1 Trụ: 1 Vàng: 53,9k          | Rồng: 1 Trụ: 1 Vàng: 53,9k          | Rồng: 1 Trụ: 1 Vàng: 53,9k          | Rồng: 1 Trụ: 1 Vàng: 53,9k          | Rồng: 1 Trụ: 1 Vàng: 53,9k          | Rồng: 1 Trụ: 1 Vàng: 53,9k          | Rồng: 1 Trụ: 1 Vàng: 53,9k          | Sự kiện thể thao đang diễn ra | 33:23  | Rồng: 4 Trụ: 8 Vàng: 64k           | Rồng: 4 Trụ: 8 Vàng: 64k           | Rồng: 4 Trụ: 8 Vàng: 64k           | Rồng: 4 Trụ: 8 Vàng: 64k           | Rồng: 4 Trụ: 8 Vàng: 64k           | Rồng: 4 Trụ: 8 Vàng: 64k           | Rồng: 4 Trụ: 8 Vàng: 64k           |
| Renata Glasc Rumble Azir Gnar Viego | Renata Glasc Rumble Azir Gnar Viego | Renata Glasc Rumble Azir Gnar Viego | Renata Glasc Rumble Azir Gnar Viego | Renata Glasc Rumble Azir Gnar Viego | Renata Glasc Rumble Azir Gnar Viego | Renata Glasc Rumble Azir Gnar Viego | Cấm                           | Cấm    | Xayah Jarvan IV Maokai Senna Ziggs | Xayah Jarvan IV Maokai Senna Ziggs | Xayah Jarvan IV Maokai Senna Ziggs | Xayah Jarvan IV Maokai Senna Ziggs | Xayah Jarvan IV Maokai Senna Ziggs | Xayah Jarvan IV Maokai Senna Ziggs | Xayah Jarvan IV Maokai Senna Ziggs |
| K'Sante Vi Orianna Kai'Sa Alistar   | K'Sante Vi Orianna Kai'Sa Alistar   | K'Sante Vi Orianna Kai'Sa Alistar   | K'Sante Vi Orianna Kai'Sa Alistar   | K'Sante Vi Orianna Kai'Sa Alistar   | K'Sante Vi Orianna Kai'Sa Alistar   | K'Sante Vi Orianna Kai'Sa Alistar   | Chọn                          | Chọn   | Aatrox Rell Neeko Aphelios Milio   | Aatrox Rell Neeko Aphelios Milio   | Aatrox Rell Neeko Aphelios Milio   | Aatrox Rell Neeko Aphelios Milio   | Aatrox Rell Neeko Aphelios Milio   | Aatrox Rell Neeko Aphelios Milio   | Aatrox Rell Neeko Aphelios Milio   |
|                                     |                                     |                                     |                                     |                                     |                                     |                                     | MVP                           | MVP    | '''''Crisp'''''                    | '''''Crisp'''''                    | '''''Crisp'''''                    | '''''Crisp'''''                    | '''''Crisp'''''                    | '''''Crisp'''''                    | '''''Crisp'''''                    |

| 7/19/18                                     | 7/19/18                                     | 7/19/18                                     | 7/19/18                                     | 7/19/18                                     | 7/19/18                                     | 7/19/18                                     | Trận 3                        | Trận 3 | 19/7/37                                | 19/7/37                                | 19/7/37                                | 19/7/37                                | 19/7/37                                | 19/7/37                                | 19/7/37                                |
| Rồng: 0 Trụ: 0 Vàng: 40,9k                  | Rồng: 0 Trụ: 0 Vàng: 40,9k                  | Rồng: 0 Trụ: 0 Vàng: 40,9k                  | Rồng: 0 Trụ: 0 Vàng: 40,9k                  | Rồng: 0 Trụ: 0 Vàng: 40,9k                  | Rồng: 0 Trụ: 0 Vàng: 40,9k                  | Rồng: 0 Trụ: 0 Vàng: 40,9k                  | Sự kiện thể thao đang diễn ra | 26:23  | Rồng: 4 Trụ: 8 Vàng: 54,1k             | Rồng: 4 Trụ: 8 Vàng: 54,1k             | Rồng: 4 Trụ: 8 Vàng: 54,1k             | Rồng: 4 Trụ: 8 Vàng: 54,1k             | Rồng: 4 Trụ: 8 Vàng: 54,1k             | Rồng: 4 Trụ: 8 Vàng: 54,1k             | Rồng: 4 Trụ: 8 Vàng: 54,1k             |
| Renata Glasc Azir Aphelios K'Sante Tristana | Renata Glasc Azir Aphelios K'Sante Tristana | Renata Glasc Azir Aphelios K'Sante Tristana | Renata Glasc Azir Aphelios K'Sante Tristana | Renata Glasc Azir Aphelios K'Sante Tristana | Renata Glasc Azir Aphelios K'Sante Tristana | Renata Glasc Azir Aphelios K'Sante Tristana | Cấm                           | Cấm    | Xayah Neeko Orianna Jarvan IV Poppy    | Xayah Neeko Orianna Jarvan IV Poppy    | Xayah Neeko Orianna Jarvan IV Poppy    | Xayah Neeko Orianna Jarvan IV Poppy    | Xayah Neeko Orianna Jarvan IV Poppy    | Xayah Neeko Orianna Jarvan IV Poppy    | Xayah Neeko Orianna Jarvan IV Poppy    |
| Rumble Sejuani Yone Ezreal Karma            | Rumble Sejuani Yone Ezreal Karma            | Rumble Sejuani Yone Ezreal Karma            | Rumble Sejuani Yone Ezreal Karma            | Rumble Sejuani Yone Ezreal Karma            | Rumble Sejuani Yone Ezreal Karma            | Rumble Sejuani Yone Ezreal Karma            | Chọn                          | Chọn   | Gnar Maokai Jayce Caitlyn Heimerdinger | Gnar Maokai Jayce Caitlyn Heimerdinger | Gnar Maokai Jayce Caitlyn Heimerdinger | Gnar Maokai Jayce Caitlyn Heimerdinger | Gnar Maokai Jayce Caitlyn Heimerdinger | Gnar Maokai Jayce Caitlyn Heimerdinger | Gnar Maokai Jayce Caitlyn Heimerdinger |
|                                             |                                             |                                             |                                             |                                             |                                             |                                             | MVP                           | MVP    | '''''xiaohu'''''                       | '''''xiaohu'''''                       | '''''xiaohu'''''                       | '''''xiaohu'''''                       | '''''xiaohu'''''                       | '''''xiaohu'''''                       | '''''xiaohu'''''                       |

| Bo5 MVP: | Light |  |

| NRG | 0 – 3 | Weibo Gaming |

| 6/9/13                                  | 6/9/13                                  | 6/9/13                                  | 6/9/13                                  | 6/9/13                                  | 6/9/13                                  | 6/9/13                                  | Trận 1                        | Trận 1 | 9/6/22                            | 9/6/22                            | 9/6/22                            | 9/6/22                            | 9/6/22                            | 9/6/22                            | 9/6/22                            |
| Rồng: 3 Trụ: 4 Vàng: 65,1k              | Rồng: 3 Trụ: 4 Vàng: 65,1k              | Rồng: 3 Trụ: 4 Vàng: 65,1k              | Rồng: 3 Trụ: 4 Vàng: 65,1k              | Rồng: 3 Trụ: 4 Vàng: 65,1k              | Rồng: 3 Trụ: 4 Vàng: 65,1k              | Rồng: 3 Trụ: 4 Vàng: 65,1k              | Sự kiện thể thao đang diễn ra | 39:12  | Rồng: 3 Trụ: 10 Vàng: 68,7k       | Rồng: 3 Trụ: 10 Vàng: 68,7k       | Rồng: 3 Trụ: 10 Vàng: 68,7k       | Rồng: 3 Trụ: 10 Vàng: 68,7k       | Rồng: 3 Trụ: 10 Vàng: 68,7k       | Rồng: 3 Trụ: 10 Vàng: 68,7k       | Rồng: 3 Trụ: 10 Vàng: 68,7k       |
| Renata Glasc Rumble Azir Nocturne Gnar  | Renata Glasc Rumble Azir Nocturne Gnar  | Renata Glasc Rumble Azir Nocturne Gnar  | Renata Glasc Rumble Azir Nocturne Gnar  | Renata Glasc Rumble Azir Nocturne Gnar  | Renata Glasc Rumble Azir Nocturne Gnar  | Renata Glasc Rumble Azir Nocturne Gnar  | Cấm                           | Cấm    | Xayah Jarvan IV Maokai Vi Jax     | Xayah Jarvan IV Maokai Vi Jax     | Xayah Jarvan IV Maokai Vi Jax     | Xayah Jarvan IV Maokai Vi Jax     | Xayah Jarvan IV Maokai Vi Jax     | Xayah Jarvan IV Maokai Vi Jax     | Xayah Jarvan IV Maokai Vi Jax     |
| Renekton Viego Orianna Senna Tahm Kench | Renekton Viego Orianna Senna Tahm Kench | Renekton Viego Orianna Senna Tahm Kench | Renekton Viego Orianna Senna Tahm Kench | Renekton Viego Orianna Senna Tahm Kench | Renekton Viego Orianna Senna Tahm Kench | Renekton Viego Orianna Senna Tahm Kench | Chọn                          | Chọn   | K'Sante Rell Neeko Aphelios Milio | K'Sante Rell Neeko Aphelios Milio | K'Sante Rell Neeko Aphelios Milio | K'Sante Rell Neeko Aphelios Milio | K'Sante Rell Neeko Aphelios Milio | K'Sante Rell Neeko Aphelios Milio | K'Sante Rell Neeko Aphelios Milio |
|                                         |                                         |                                         |                                         |                                         |                                         |                                         | MVP                           | MVP    | '''''Light'''''                   | '''''Light'''''                   | '''''Light'''''                   | '''''Light'''''                   | '''''Light'''''                   | '''''Light'''''                   | '''''Light'''''                   |

| 9/20/21                             | 9/20/21                             | 9/20/21                             | 9/20/21                             | 9/20/21                             | 9/20/21                             | 9/20/21                             | Trận 2                        | Trận 2 | 20/9/52                            | 20/9/52                            | 20/9/52                            | 20/9/52                            | 20/9/52                            | 20/9/52                            | 20/9/52                            |
| Rồng: 1 Trụ: 1 Vàng: 53,9k          | Rồng: 1 Trụ: 1 Vàng: 53,9k          | Rồng: 1 Trụ: 1 Vàng: 53,9k          | Rồng: 1 Trụ: 1 Vàng: 53,9k          | Rồng: 1 Trụ: 1 Vàng: 53,9k          | Rồng: 1 Trụ: 1 Vàng: 53,9k          | Rồng: 1 Trụ: 1 Vàng: 53,9k          | Sự kiện thể thao đang diễn ra | 33:23  | Rồng: 4 Trụ: 8 Vàng: 64k           | Rồng: 4 Trụ: 8 Vàng: 64k           | Rồng: 4 Trụ: 8 Vàng: 64k           | Rồng: 4 Trụ: 8 Vàng: 64k           | Rồng: 4 Trụ: 8 Vàng: 64k           | Rồng: 4 Trụ: 8 Vàng: 64k           | Rồng: 4 Trụ: 8 Vàng: 64k           |
| Renata Glasc Rumble Azir Gnar Viego | Renata Glasc Rumble Azir Gnar Viego | Renata Glasc Rumble Azir Gnar Viego | Renata Glasc Rumble Azir Gnar Viego | Renata Glasc Rumble Azir Gnar Viego | Renata Glasc Rumble Azir Gnar Viego | Renata Glasc Rumble Azir Gnar Viego | Cấm                           | Cấm    | Xayah Jarvan IV Maokai Senna Ziggs | Xayah Jarvan IV Maokai Senna Ziggs | Xayah Jarvan IV Maokai Senna Ziggs | Xayah Jarvan IV Maokai Senna Ziggs | Xayah Jarvan IV Maokai Senna Ziggs | Xayah Jarvan IV Maokai Senna Ziggs | Xayah Jarvan IV Maokai Senna Ziggs |
| K'Sante Vi Orianna Kai'Sa Alistar   | K'Sante Vi Orianna Kai'Sa Alistar   | K'Sante Vi Orianna Kai'Sa Alistar   | K'Sante Vi Orianna Kai'Sa Alistar   | K'Sante Vi Orianna Kai'Sa Alistar   | K'Sante Vi Orianna Kai'Sa Alistar   | K'Sante Vi Orianna Kai'Sa Alistar   | Chọn                          | Chọn   | Aatrox Rell Neeko Aphelios Milio   | Aatrox Rell Neeko Aphelios Milio   | Aatrox Rell Neeko Aphelios Milio   | Aatrox Rell Neeko Aphelios Milio   | Aatrox Rell Neeko Aphelios Milio   | Aatrox Rell Neeko Aphelios Milio   | Aatrox Rell Neeko Aphelios Milio   |
|                                     |                                     |                                     |                                     |                                     |                                     |                                     | MVP                           | MVP    | '''''Crisp'''''                    | '''''Crisp'''''                    | '''''Crisp'''''                    | '''''Crisp'''''                    | '''''Crisp'''''                    | '''''Crisp'''''                    | '''''Crisp'''''                    |

| 7/19/18                                     | 7/19/18                                     | 7/19/18                                     | 7/19/18                                     | 7/19/18                                     | 7/19/18                                     | 7/19/18                                     | Trận 3                        | Trận 3 | 19/7/37                                | 19/7/37                                | 19/7/37                                | 19/7/37                                | 19/7/37                                | 19/7/37                                | 19/7/37                                |
| Rồng: 0 Trụ: 0 Vàng: 40,9k                  | Rồng: 0 Trụ: 0 Vàng: 40,9k                  | Rồng: 0 Trụ: 0 Vàng: 40,9k                  | Rồng: 0 Trụ: 0 Vàng: 40,9k                  | Rồng: 0 Trụ: 0 Vàng: 40,9k                  | Rồng: 0 Trụ: 0 Vàng: 40,9k                  | Rồng: 0 Trụ: 0 Vàng: 40,9k                  | Sự kiện thể thao đang diễn ra | 26:23  | Rồng: 4 Trụ: 8 Vàng: 54,1k             | Rồng: 4 Trụ: 8 Vàng: 54,1k             | Rồng: 4 Trụ: 8 Vàng: 54,1k             | Rồng: 4 Trụ: 8 Vàng: 54,1k             | Rồng: 4 Trụ: 8 Vàng: 54,1k             | Rồng: 4 Trụ: 8 Vàng: 54,1k             | Rồng: 4 Trụ: 8 Vàng: 54,1k             |
| Renata Glasc Azir Aphelios K'Sante Tristana | Renata Glasc Azir Aphelios K'Sante Tristana | Renata Glasc Azir Aphelios K'Sante Tristana | Renata Glasc Azir Aphelios K'Sante Tristana | Renata Glasc Azir Aphelios K'Sante Tristana | Renata Glasc Azir Aphelios K'Sante Tristana | Renata Glasc Azir Aphelios K'Sante Tristana | Cấm                           | Cấm    | Xayah Neeko Orianna Jarvan IV Poppy    | Xayah Neeko Orianna Jarvan IV Poppy    | Xayah Neeko Orianna Jarvan IV Poppy    | Xayah Neeko Orianna Jarvan IV Poppy    | Xayah Neeko Orianna Jarvan IV Poppy    | Xayah Neeko Orianna Jarvan IV Poppy    | Xayah Neeko Orianna Jarvan IV Poppy    |
| Rumble Sejuani Yone Ezreal Karma            | Rumble Sejuani Yone Ezreal Karma            | Rumble Sejuani Yone Ezreal Karma            | Rumble Sejuani Yone Ezreal Karma            | Rumble Sejuani Yone Ezreal Karma            | Rumble Sejuani Yone Ezreal Karma            | Rumble Sejuani Yone Ezreal Karma            | Chọn                          | Chọn   | Gnar Maokai Jayce Caitlyn Heimerdinger | Gnar Maokai Jayce Caitlyn Heimerdinger | Gnar Maokai Jayce Caitlyn Heimerdinger | Gnar Maokai Jayce Caitlyn Heimerdinger | Gnar Maokai Jayce Caitlyn Heimerdinger | Gnar Maokai Jayce Caitlyn Heimerdinger | Gnar Maokai Jayce Caitlyn Heimerdinger |
|                                             |                                             |                                             |                                             |                                             |                                             |                                             | MVP                           | MVP    | '''''xiaohu'''''                       | '''''xiaohu'''''                       | '''''xiaohu'''''                       | '''''xiaohu'''''                       | '''''xiaohu'''''                       | '''''xiaohu'''''                       | '''''xiaohu'''''                       |

| Bo5 MVP: | Light |  |

| Gen.G Esports | 2 – 3 | Bilibili Gaming |

| 5/14/6                              | 5/14/6                              | 5/14/6                              | 5/14/6                              | 5/14/6                              | 5/14/6                              | 5/14/6                              | Trận 1                        | Trận 1 | 14/5/36                                       | 14/5/36                                       | 14/5/36                                       | 14/5/36                                       | 14/5/36                                       | 14/5/36                                       | 14/5/36                                       |
| Rồng: 0 Trụ: 0 Vàng: 48,6k          | Rồng: 0 Trụ: 0 Vàng: 48,6k          | Rồng: 0 Trụ: 0 Vàng: 48,6k          | Rồng: 0 Trụ: 0 Vàng: 48,6k          | Rồng: 0 Trụ: 0 Vàng: 48,6k          | Rồng: 0 Trụ: 0 Vàng: 48,6k          | Rồng: 0 Trụ: 0 Vàng: 48,6k          | Sự kiện thể thao đang diễn ra | 29:41  | Rồng: 5 Trụ: 8 Vàng: 59,2k                    | Rồng: 5 Trụ: 8 Vàng: 59,2k                    | Rồng: 5 Trụ: 8 Vàng: 59,2k                    | Rồng: 5 Trụ: 8 Vàng: 59,2k                    | Rồng: 5 Trụ: 8 Vàng: 59,2k                    | Rồng: 5 Trụ: 8 Vàng: 59,2k                    | Rồng: 5 Trụ: 8 Vàng: 59,2k                    |
| Neeko Renekton Xayah Rumble K'Sante | Neeko Renekton Xayah Rumble K'Sante | Neeko Renekton Xayah Rumble K'Sante | Neeko Renekton Xayah Rumble K'Sante | Neeko Renekton Xayah Rumble K'Sante | Neeko Renekton Xayah Rumble K'Sante | Neeko Renekton Xayah Rumble K'Sante | Cấm                           | Cấm    | Rakan Maokai Sylas Poppy Sejuani              | Rakan Maokai Sylas Poppy Sejuani              | Rakan Maokai Sylas Poppy Sejuani              | Rakan Maokai Sylas Poppy Sejuani              | Rakan Maokai Sylas Poppy Sejuani              | Rakan Maokai Sylas Poppy Sejuani              | Rakan Maokai Sylas Poppy Sejuani              |
| Jax Rell Azir Aphelios Tahm Kench   | Jax Rell Azir Aphelios Tahm Kench   | Jax Rell Azir Aphelios Tahm Kench   | Jax Rell Azir Aphelios Tahm Kench   | Jax Rell Azir Aphelios Tahm Kench   | Jax Rell Azir Aphelios Tahm Kench   | Jax Rell Azir Aphelios Tahm Kench   | Chọn                          | Chọn   | Aatrox Jarvan IV Orianna Kalista Renata Glasc | Aatrox Jarvan IV Orianna Kalista Renata Glasc | Aatrox Jarvan IV Orianna Kalista Renata Glasc | Aatrox Jarvan IV Orianna Kalista Renata Glasc | Aatrox Jarvan IV Orianna Kalista Renata Glasc | Aatrox Jarvan IV Orianna Kalista Renata Glasc | Aatrox Jarvan IV Orianna Kalista Renata Glasc |
|                                     |                                     |                                     |                                     |                                     |                                     |                                     | MVP                           | MVP    | '''''XUN'''''                                 | '''''XUN'''''                                 | '''''XUN'''''                                 | '''''XUN'''''                                 | '''''XUN'''''                                 | '''''XUN'''''                                 | '''''XUN'''''                                 |

| 3/15/5                             | 3/15/5                             | 3/15/5                             | 3/15/5                             | 3/15/5                             | 3/15/5                             | 3/15/5                             | Trận 2                        | Trận 2 | 15/3/29                                     | 15/3/29                                     | 15/3/29                                     | 15/3/29                                     | 15/3/29                                     | 15/3/29                                     | 15/3/29                                     |
| Rồng: 0 Trụ: 0 Vàng: 42,4k         | Rồng: 0 Trụ: 0 Vàng: 42,4k         | Rồng: 0 Trụ: 0 Vàng: 42,4k         | Rồng: 0 Trụ: 0 Vàng: 42,4k         | Rồng: 0 Trụ: 0 Vàng: 42,4k         | Rồng: 0 Trụ: 0 Vàng: 42,4k         | Rồng: 0 Trụ: 0 Vàng: 42,4k         | Sự kiện thể thao đang diễn ra | 28:00  | Rồng: 4 Trụ: 10 Vàng: 58,8k                 | Rồng: 4 Trụ: 10 Vàng: 58,8k                 | Rồng: 4 Trụ: 10 Vàng: 58,8k                 | Rồng: 4 Trụ: 10 Vàng: 58,8k                 | Rồng: 4 Trụ: 10 Vàng: 58,8k                 | Rồng: 4 Trụ: 10 Vàng: 58,8k                 | Rồng: 4 Trụ: 10 Vàng: 58,8k                 |
| Jax Neeko Kalista Jinx Ashe        | Jax Neeko Kalista Jinx Ashe        | Jax Neeko Kalista Jinx Ashe        | Jax Neeko Kalista Jinx Ashe        | Jax Neeko Kalista Jinx Ashe        | Jax Neeko Kalista Jinx Ashe        | Jax Neeko Kalista Jinx Ashe        | Cấm                           | Cấm    | Sylas Rakan Poppy Yone Akali                | Sylas Rakan Poppy Yone Akali                | Sylas Rakan Poppy Yone Akali                | Sylas Rakan Poppy Yone Akali                | Sylas Rakan Poppy Yone Akali                | Sylas Rakan Poppy Yone Akali                | Sylas Rakan Poppy Yone Akali                |
| Aatrox Maokai Azir Aphelios Millio | Aatrox Maokai Azir Aphelios Millio | Aatrox Maokai Azir Aphelios Millio | Aatrox Maokai Azir Aphelios Millio | Aatrox Maokai Azir Aphelios Millio | Aatrox Maokai Azir Aphelios Millio | Aatrox Maokai Azir Aphelios Millio | Chọn                          | Chọn   | Rumble Jarvan IV Orianna Xayah Renata Glasc | Rumble Jarvan IV Orianna Xayah Renata Glasc | Rumble Jarvan IV Orianna Xayah Renata Glasc | Rumble Jarvan IV Orianna Xayah Renata Glasc | Rumble Jarvan IV Orianna Xayah Renata Glasc | Rumble Jarvan IV Orianna Xayah Renata Glasc | Rumble Jarvan IV Orianna Xayah Renata Glasc |
|                                    |                                    |                                    |                                    |                                    |                                    |                                    | MVP                           | MVP    | '''''XUN'''''                               | '''''XUN'''''                               | '''''XUN'''''                               | '''''XUN'''''                               | '''''XUN'''''                               | '''''XUN'''''                               | '''''XUN'''''                               |

| 13/9/33                                 | 13/9/33                                 | 13/9/33                                 | 13/9/33                                 | 13/9/33                                 | 13/9/33                                 | 13/9/33                                 | Trận 3                        | Trận 3 | 9/13/19                                  | 9/13/19                                  | 9/13/19                                  | 9/13/19                                  | 9/13/19                                  | 9/13/19                                  | 9/13/19                                  |
| Rồng: 4 Trụ: 11 Vàng: 90,3k             | Rồng: 4 Trụ: 11 Vàng: 90,3k             | Rồng: 4 Trụ: 11 Vàng: 90,3k             | Rồng: 4 Trụ: 11 Vàng: 90,3k             | Rồng: 4 Trụ: 11 Vàng: 90,3k             | Rồng: 4 Trụ: 11 Vàng: 90,3k             | Rồng: 4 Trụ: 11 Vàng: 90,3k             | Sự kiện thể thao đang diễn ra | 46:10  | Rồng: 3 Trụ: 5 Vàng: 77,1k               | Rồng: 3 Trụ: 5 Vàng: 77,1k               | Rồng: 3 Trụ: 5 Vàng: 77,1k               | Rồng: 3 Trụ: 5 Vàng: 77,1k               | Rồng: 3 Trụ: 5 Vàng: 77,1k               | Rồng: 3 Trụ: 5 Vàng: 77,1k               | Rồng: 3 Trụ: 5 Vàng: 77,1k               |
| Jax Xayah Renata Glasc Aphelios Kalista | Jax Xayah Renata Glasc Aphelios Kalista | Jax Xayah Renata Glasc Aphelios Kalista | Jax Xayah Renata Glasc Aphelios Kalista | Jax Xayah Renata Glasc Aphelios Kalista | Jax Xayah Renata Glasc Aphelios Kalista | Jax Xayah Renata Glasc Aphelios Kalista | Cấm                           | Cấm    | Rakan Sylas Rumble Zeri Draven           | Rakan Sylas Rumble Zeri Draven           | Rakan Sylas Rumble Zeri Draven           | Rakan Sylas Rumble Zeri Draven           | Rakan Sylas Rumble Zeri Draven           | Rakan Sylas Rumble Zeri Draven           | Rakan Sylas Rumble Zeri Draven           |
| Aatrox Maokai Yone Kai'Sa Nautilus      | Aatrox Maokai Yone Kai'Sa Nautilus      | Aatrox Maokai Yone Kai'Sa Nautilus      | Aatrox Maokai Yone Kai'Sa Nautilus      | Aatrox Maokai Yone Kai'Sa Nautilus      | Aatrox Maokai Yone Kai'Sa Nautilus      | Aatrox Maokai Yone Kai'Sa Nautilus      | Chọn                          | Chọn   | Renekton Jarvan IV Orianna Caitlyn Braum | Renekton Jarvan IV Orianna Caitlyn Braum | Renekton Jarvan IV Orianna Caitlyn Braum | Renekton Jarvan IV Orianna Caitlyn Braum | Renekton Jarvan IV Orianna Caitlyn Braum | Renekton Jarvan IV Orianna Caitlyn Braum | Renekton Jarvan IV Orianna Caitlyn Braum |
| '''''Doran'''''                         | '''''Doran'''''                         | '''''Doran'''''                         | '''''Doran'''''                         | '''''Doran'''''                         | '''''Doran'''''                         | '''''Doran'''''                         | MVP                           | MVP    |                                          |                                          |                                          |                                          |                                          |                                          |                                          |

| 20/11/58                                | 20/11/58                                | 20/11/58                                | 20/11/58                                | 20/11/58                                | 20/11/58                                | 20/11/58                                | Trận 4                        | Trận 4 | 11/20/30                                | 11/20/30                                | 11/20/30                                | 11/20/30                                | 11/20/30                                | 11/20/30                                | 11/20/30                                |
| Rồng: 3 Trụ: 8 Vàng: 69,3k              | Rồng: 3 Trụ: 8 Vàng: 69,3k              | Rồng: 3 Trụ: 8 Vàng: 69,3k              | Rồng: 3 Trụ: 8 Vàng: 69,3k              | Rồng: 3 Trụ: 8 Vàng: 69,3k              | Rồng: 3 Trụ: 8 Vàng: 69,3k              | Rồng: 3 Trụ: 8 Vàng: 69,3k              | Sự kiện thể thao đang diễn ra | 35:50  | Rồng: 2 Trụ: 4 Vàng: 60,2k              | Rồng: 2 Trụ: 4 Vàng: 60,2k              | Rồng: 2 Trụ: 4 Vàng: 60,2k              | Rồng: 2 Trụ: 4 Vàng: 60,2k              | Rồng: 2 Trụ: 4 Vàng: 60,2k              | Rồng: 2 Trụ: 4 Vàng: 60,2k              | Rồng: 2 Trụ: 4 Vàng: 60,2k              |
| Xayah Renata Glasc Jax Caitlyn Aphelios | Xayah Renata Glasc Jax Caitlyn Aphelios | Xayah Renata Glasc Jax Caitlyn Aphelios | Xayah Renata Glasc Jax Caitlyn Aphelios | Xayah Renata Glasc Jax Caitlyn Aphelios | Xayah Renata Glasc Jax Caitlyn Aphelios | Xayah Renata Glasc Jax Caitlyn Aphelios | Cấm                           | Cấm    | Sylas Rakan Yone Nautilus Kai'Sa        | Sylas Rakan Yone Nautilus Kai'Sa        | Sylas Rakan Yone Nautilus Kai'Sa        | Sylas Rakan Yone Nautilus Kai'Sa        | Sylas Rakan Yone Nautilus Kai'Sa        | Sylas Rakan Yone Nautilus Kai'Sa        | Sylas Rakan Yone Nautilus Kai'Sa        |
| Rumble Vi Akali Kalista Rell            | Rumble Vi Akali Kalista Rell            | Rumble Vi Akali Kalista Rell            | Rumble Vi Akali Kalista Rell            | Rumble Vi Akali Kalista Rell            | Rumble Vi Akali Kalista Rell            | Rumble Vi Akali Kalista Rell            | Chọn                          | Chọn   | K'Sante Jarvan IV Neeko Ashe Tahm Kench | K'Sante Jarvan IV Neeko Ashe Tahm Kench | K'Sante Jarvan IV Neeko Ashe Tahm Kench | K'Sante Jarvan IV Neeko Ashe Tahm Kench | K'Sante Jarvan IV Neeko Ashe Tahm Kench | K'Sante Jarvan IV Neeko Ashe Tahm Kench | K'Sante Jarvan IV Neeko Ashe Tahm Kench |
| '''''Delight'''''                       | '''''Delight'''''                       | '''''Delight'''''                       | '''''Delight'''''                       | '''''Delight'''''                       | '''''Delight'''''                       | '''''Delight'''''                       | MVP                           | MVP    |                                         |                                         |                                         |                                         |                                         |                                         |                                         |

| 6/14/14                                 | 6/14/14                                 | 6/14/14                                 | 6/14/14                                 | 6/14/14                                 | 6/14/14                                 | 6/14/14                                 | Trận 5                        | Trận 5 | 14/6/45                                   | 14/6/45                                   | 14/6/45                                   | 14/6/45                                   | 14/6/45                                   | 14/6/45                                   | 14/6/45                                   |
| Rồng: 2 Trụ: 4 Vàng: 56,1k              | Rồng: 2 Trụ: 4 Vàng: 56,1k              | Rồng: 2 Trụ: 4 Vàng: 56,1k              | Rồng: 2 Trụ: 4 Vàng: 56,1k              | Rồng: 2 Trụ: 4 Vàng: 56,1k              | Rồng: 2 Trụ: 4 Vàng: 56,1k              | Rồng: 2 Trụ: 4 Vàng: 56,1k              | Sự kiện thể thao đang diễn ra | 33:42  | Rồng: 3 Trụ: 10 Vàng: 63,4k               | Rồng: 3 Trụ: 10 Vàng: 63,4k               | Rồng: 3 Trụ: 10 Vàng: 63,4k               | Rồng: 3 Trụ: 10 Vàng: 63,4k               | Rồng: 3 Trụ: 10 Vàng: 63,4k               | Rồng: 3 Trụ: 10 Vàng: 63,4k               | Rồng: 3 Trụ: 10 Vàng: 63,4k               |
| Xayah Renata Glasc Jax Caitlyn Aphelios | Xayah Renata Glasc Jax Caitlyn Aphelios | Xayah Renata Glasc Jax Caitlyn Aphelios | Xayah Renata Glasc Jax Caitlyn Aphelios | Xayah Renata Glasc Jax Caitlyn Aphelios | Xayah Renata Glasc Jax Caitlyn Aphelios | Xayah Renata Glasc Jax Caitlyn Aphelios | Cấm                           | Cấm    | Sylas Rakan Aatrox Nautilus Kalista       | Sylas Rakan Aatrox Nautilus Kalista       | Sylas Rakan Aatrox Nautilus Kalista       | Sylas Rakan Aatrox Nautilus Kalista       | Sylas Rakan Aatrox Nautilus Kalista       | Sylas Rakan Aatrox Nautilus Kalista       | Sylas Rakan Aatrox Nautilus Kalista       |
| Gnar Vi Akali Kai'Sa Rell               | Gnar Vi Akali Kai'Sa Rell               | Gnar Vi Akali Kai'Sa Rell               | Gnar Vi Akali Kai'Sa Rell               | Gnar Vi Akali Kai'Sa Rell               | Gnar Vi Akali Kai'Sa Rell               | Gnar Vi Akali Kai'Sa Rell               | Chọn                          | Chọn   | Rumble Jarvan IV Orianna Senna Tahm Kench | Rumble Jarvan IV Orianna Senna Tahm Kench | Rumble Jarvan IV Orianna Senna Tahm Kench | Rumble Jarvan IV Orianna Senna Tahm Kench | Rumble Jarvan IV Orianna Senna Tahm Kench | Rumble Jarvan IV Orianna Senna Tahm Kench | Rumble Jarvan IV Orianna Senna Tahm Kench |
|                                         |                                         |                                         |                                         |                                         |                                         |                                         | MVP                           | MVP    | '''''Elk'''''                             | '''''Elk'''''                             | '''''Elk'''''                             | '''''Elk'''''                             | '''''Elk'''''                             | '''''Elk'''''                             | '''''Elk'''''                             |

| Bo5 MVP: | Elk |  |

| Gen.G Esports | 2 – 3 | Bilibili Gaming |

| 5/14/6                              | 5/14/6                              | 5/14/6                              | 5/14/6                              | 5/14/6                              | 5/14/6                              | 5/14/6                              | Trận 1                        | Trận 1 | 14/5/36                                       | 14/5/36                                       | 14/5/36                                       | 14/5/36                                       | 14/5/36                                       | 14/5/36                                       | 14/5/36                                       |
| Rồng: 0 Trụ: 0 Vàng: 48,6k          | Rồng: 0 Trụ: 0 Vàng: 48,6k          | Rồng: 0 Trụ: 0 Vàng: 48,6k          | Rồng: 0 Trụ: 0 Vàng: 48,6k          | Rồng: 0 Trụ: 0 Vàng: 48,6k          | Rồng: 0 Trụ: 0 Vàng: 48,6k          | Rồng: 0 Trụ: 0 Vàng: 48,6k          | Sự kiện thể thao đang diễn ra | 29:41  | Rồng: 5 Trụ: 8 Vàng: 59,2k                    | Rồng: 5 Trụ: 8 Vàng: 59,2k                    | Rồng: 5 Trụ: 8 Vàng: 59,2k                    | Rồng: 5 Trụ: 8 Vàng: 59,2k                    | Rồng: 5 Trụ: 8 Vàng: 59,2k                    | Rồng: 5 Trụ: 8 Vàng: 59,2k                    | Rồng: 5 Trụ: 8 Vàng: 59,2k                    |
| Neeko Renekton Xayah Rumble K'Sante | Neeko Renekton Xayah Rumble K'Sante | Neeko Renekton Xayah Rumble K'Sante | Neeko Renekton Xayah Rumble K'Sante | Neeko Renekton Xayah Rumble K'Sante | Neeko Renekton Xayah Rumble K'Sante | Neeko Renekton Xayah Rumble K'Sante | Cấm                           | Cấm    | Rakan Maokai Sylas Poppy Sejuani              | Rakan Maokai Sylas Poppy Sejuani              | Rakan Maokai Sylas Poppy Sejuani              | Rakan Maokai Sylas Poppy Sejuani              | Rakan Maokai Sylas Poppy Sejuani              | Rakan Maokai Sylas Poppy Sejuani              | Rakan Maokai Sylas Poppy Sejuani              |
| Jax Rell Azir Aphelios Tahm Kench   | Jax Rell Azir Aphelios Tahm Kench   | Jax Rell Azir Aphelios Tahm Kench   | Jax Rell Azir Aphelios Tahm Kench   | Jax Rell Azir Aphelios Tahm Kench   | Jax Rell Azir Aphelios Tahm Kench   | Jax Rell Azir Aphelios Tahm Kench   | Chọn                          | Chọn   | Aatrox Jarvan IV Orianna Kalista Renata Glasc | Aatrox Jarvan IV Orianna Kalista Renata Glasc | Aatrox Jarvan IV Orianna Kalista Renata Glasc | Aatrox Jarvan IV Orianna Kalista Renata Glasc | Aatrox Jarvan IV Orianna Kalista Renata Glasc | Aatrox Jarvan IV Orianna Kalista Renata Glasc | Aatrox Jarvan IV Orianna Kalista Renata Glasc |
|                                     |                                     |                                     |                                     |                                     |                                     |                                     | MVP                           | MVP    | '''''XUN'''''                                 | '''''XUN'''''                                 | '''''XUN'''''                                 | '''''XUN'''''                                 | '''''XUN'''''                                 | '''''XUN'''''                                 | '''''XUN'''''                                 |

| 3/15/5                             | 3/15/5                             | 3/15/5                             | 3/15/5                             | 3/15/5                             | 3/15/5                             | 3/15/5                             | Trận 2                        | Trận 2 | 15/3/29                                     | 15/3/29                                     | 15/3/29                                     | 15/3/29                                     | 15/3/29                                     | 15/3/29                                     | 15/3/29                                     |
| Rồng: 0 Trụ: 0 Vàng: 42,4k         | Rồng: 0 Trụ: 0 Vàng: 42,4k         | Rồng: 0 Trụ: 0 Vàng: 42,4k         | Rồng: 0 Trụ: 0 Vàng: 42,4k         | Rồng: 0 Trụ: 0 Vàng: 42,4k         | Rồng: 0 Trụ: 0 Vàng: 42,4k         | Rồng: 0 Trụ: 0 Vàng: 42,4k         | Sự kiện thể thao đang diễn ra | 28:00  | Rồng: 4 Trụ: 10 Vàng: 58,8k                 | Rồng: 4 Trụ: 10 Vàng: 58,8k                 | Rồng: 4 Trụ: 10 Vàng: 58,8k                 | Rồng: 4 Trụ: 10 Vàng: 58,8k                 | Rồng: 4 Trụ: 10 Vàng: 58,8k                 | Rồng: 4 Trụ: 10 Vàng: 58,8k                 | Rồng: 4 Trụ: 10 Vàng: 58,8k                 |
| Jax Neeko Kalista Jinx Ashe        | Jax Neeko Kalista Jinx Ashe        | Jax Neeko Kalista Jinx Ashe        | Jax Neeko Kalista Jinx Ashe        | Jax Neeko Kalista Jinx Ashe        | Jax Neeko Kalista Jinx Ashe        | Jax Neeko Kalista Jinx Ashe        | Cấm                           | Cấm    | Sylas Rakan Poppy Yone Akali                | Sylas Rakan Poppy Yone Akali                | Sylas Rakan Poppy Yone Akali                | Sylas Rakan Poppy Yone Akali                | Sylas Rakan Poppy Yone Akali                | Sylas Rakan Poppy Yone Akali                | Sylas Rakan Poppy Yone Akali                |
| Aatrox Maokai Azir Aphelios Millio | Aatrox Maokai Azir Aphelios Millio | Aatrox Maokai Azir Aphelios Millio | Aatrox Maokai Azir Aphelios Millio | Aatrox Maokai Azir Aphelios Millio | Aatrox Maokai Azir Aphelios Millio | Aatrox Maokai Azir Aphelios Millio | Chọn                          | Chọn   | Rumble Jarvan IV Orianna Xayah Renata Glasc | Rumble Jarvan IV Orianna Xayah Renata Glasc | Rumble Jarvan IV Orianna Xayah Renata Glasc | Rumble Jarvan IV Orianna Xayah Renata Glasc | Rumble Jarvan IV Orianna Xayah Renata Glasc | Rumble Jarvan IV Orianna Xayah Renata Glasc | Rumble Jarvan IV Orianna Xayah Renata Glasc |
|                                    |                                    |                                    |                                    |                                    |                                    |                                    | MVP                           | MVP    | '''''XUN'''''                               | '''''XUN'''''                               | '''''XUN'''''                               | '''''XUN'''''                               | '''''XUN'''''                               | '''''XUN'''''                               | '''''XUN'''''                               |

| 13/9/33                                 | 13/9/33                                 | 13/9/33                                 | 13/9/33                                 | 13/9/33                                 | 13/9/33                                 | 13/9/33                                 | Trận 3                        | Trận 3 | 9/13/19                                  | 9/13/19                                  | 9/13/19                                  | 9/13/19                                  | 9/13/19                                  | 9/13/19                                  | 9/13/19                                  |
| Rồng: 4 Trụ: 11 Vàng: 90,3k             | Rồng: 4 Trụ: 11 Vàng: 90,3k             | Rồng: 4 Trụ: 11 Vàng: 90,3k             | Rồng: 4 Trụ: 11 Vàng: 90,3k             | Rồng: 4 Trụ: 11 Vàng: 90,3k             | Rồng: 4 Trụ: 11 Vàng: 90,3k             | Rồng: 4 Trụ: 11 Vàng: 90,3k             | Sự kiện thể thao đang diễn ra | 46:10  | Rồng: 3 Trụ: 5 Vàng: 77,1k               | Rồng: 3 Trụ: 5 Vàng: 77,1k               | Rồng: 3 Trụ: 5 Vàng: 77,1k               | Rồng: 3 Trụ: 5 Vàng: 77,1k               | Rồng: 3 Trụ: 5 Vàng: 77,1k               | Rồng: 3 Trụ: 5 Vàng: 77,1k               | Rồng: 3 Trụ: 5 Vàng: 77,1k               |
| Jax Xayah Renata Glasc Aphelios Kalista | Jax Xayah Renata Glasc Aphelios Kalista | Jax Xayah Renata Glasc Aphelios Kalista | Jax Xayah Renata Glasc Aphelios Kalista | Jax Xayah Renata Glasc Aphelios Kalista | Jax Xayah Renata Glasc Aphelios Kalista | Jax Xayah Renata Glasc Aphelios Kalista | Cấm                           | Cấm    | Rakan Sylas Rumble Zeri Draven           | Rakan Sylas Rumble Zeri Draven           | Rakan Sylas Rumble Zeri Draven           | Rakan Sylas Rumble Zeri Draven           | Rakan Sylas Rumble Zeri Draven           | Rakan Sylas Rumble Zeri Draven           | Rakan Sylas Rumble Zeri Draven           |
| Aatrox Maokai Yone Kai'Sa Nautilus      | Aatrox Maokai Yone Kai'Sa Nautilus      | Aatrox Maokai Yone Kai'Sa Nautilus      | Aatrox Maokai Yone Kai'Sa Nautilus      | Aatrox Maokai Yone Kai'Sa Nautilus      | Aatrox Maokai Yone Kai'Sa Nautilus      | Aatrox Maokai Yone Kai'Sa Nautilus      | Chọn                          | Chọn   | Renekton Jarvan IV Orianna Caitlyn Braum | Renekton Jarvan IV Orianna Caitlyn Braum | Renekton Jarvan IV Orianna Caitlyn Braum | Renekton Jarvan IV Orianna Caitlyn Braum | Renekton Jarvan IV Orianna Caitlyn Braum | Renekton Jarvan IV Orianna Caitlyn Braum | Renekton Jarvan IV Orianna Caitlyn Braum |
| '''''Doran'''''                         | '''''Doran'''''                         | '''''Doran'''''                         | '''''Doran'''''                         | '''''Doran'''''                         | '''''Doran'''''                         | '''''Doran'''''                         | MVP                           | MVP    |                                          |                                          |                                          |                                          |                                          |                                          |                                          |

| 20/11/58                                | 20/11/58                                | 20/11/58                                | 20/11/58                                | 20/11/58                                | 20/11/58                                | 20/11/58                                | Trận 4                        | Trận 4 | 11/20/30                                | 11/20/30                                | 11/20/30                                | 11/20/30                                | 11/20/30                                | 11/20/30                                | 11/20/30                                |
| Rồng: 3 Trụ: 8 Vàng: 69,3k              | Rồng: 3 Trụ: 8 Vàng: 69,3k              | Rồng: 3 Trụ: 8 Vàng: 69,3k              | Rồng: 3 Trụ: 8 Vàng: 69,3k              | Rồng: 3 Trụ: 8 Vàng: 69,3k              | Rồng: 3 Trụ: 8 Vàng: 69,3k              | Rồng: 3 Trụ: 8 Vàng: 69,3k              | Sự kiện thể thao đang diễn ra | 35:50  | Rồng: 2 Trụ: 4 Vàng: 60,2k              | Rồng: 2 Trụ: 4 Vàng: 60,2k              | Rồng: 2 Trụ: 4 Vàng: 60,2k              | Rồng: 2 Trụ: 4 Vàng: 60,2k              | Rồng: 2 Trụ: 4 Vàng: 60,2k              | Rồng: 2 Trụ: 4 Vàng: 60,2k              | Rồng: 2 Trụ: 4 Vàng: 60,2k              |
| Xayah Renata Glasc Jax Caitlyn Aphelios | Xayah Renata Glasc Jax Caitlyn Aphelios | Xayah Renata Glasc Jax Caitlyn Aphelios | Xayah Renata Glasc Jax Caitlyn Aphelios | Xayah Renata Glasc Jax Caitlyn Aphelios | Xayah Renata Glasc Jax Caitlyn Aphelios | Xayah Renata Glasc Jax Caitlyn Aphelios | Cấm                           | Cấm    | Sylas Rakan Yone Nautilus Kai'Sa        | Sylas Rakan Yone Nautilus Kai'Sa        | Sylas Rakan Yone Nautilus Kai'Sa        | Sylas Rakan Yone Nautilus Kai'Sa        | Sylas Rakan Yone Nautilus Kai'Sa        | Sylas Rakan Yone Nautilus Kai'Sa        | Sylas Rakan Yone Nautilus Kai'Sa        |
| Rumble Vi Akali Kalista Rell            | Rumble Vi Akali Kalista Rell            | Rumble Vi Akali Kalista Rell            | Rumble Vi Akali Kalista Rell            | Rumble Vi Akali Kalista Rell            | Rumble Vi Akali Kalista Rell            | Rumble Vi Akali Kalista Rell            | Chọn                          | Chọn   | K'Sante Jarvan IV Neeko Ashe Tahm Kench | K'Sante Jarvan IV Neeko Ashe Tahm Kench | K'Sante Jarvan IV Neeko Ashe Tahm Kench | K'Sante Jarvan IV Neeko Ashe Tahm Kench | K'Sante Jarvan IV Neeko Ashe Tahm Kench | K'Sante Jarvan IV Neeko Ashe Tahm Kench | K'Sante Jarvan IV Neeko Ashe Tahm Kench |
| '''''Delight'''''                       | '''''Delight'''''                       | '''''Delight'''''                       | '''''Delight'''''                       | '''''Delight'''''                       | '''''Delight'''''                       | '''''Delight'''''                       | MVP                           | MVP    |                                         |                                         |                                         |                                         |                                         |                                         |                                         |

| 6/14/14                                 | 6/14/14                                 | 6/14/14                                 | 6/14/14                                 | 6/14/14                                 | 6/14/14                                 | 6/14/14                                 | Trận 5                        | Trận 5 | 14/6/45                                   | 14/6/45                                   | 14/6/45                                   | 14/6/45                                   | 14/6/45                                   | 14/6/45                                   | 14/6/45                                   |
| Rồng: 2 Trụ: 4 Vàng: 56,1k              | Rồng: 2 Trụ: 4 Vàng: 56,1k              | Rồng: 2 Trụ: 4 Vàng: 56,1k              | Rồng: 2 Trụ: 4 Vàng: 56,1k              | Rồng: 2 Trụ: 4 Vàng: 56,1k              | Rồng: 2 Trụ: 4 Vàng: 56,1k              | Rồng: 2 Trụ: 4 Vàng: 56,1k              | Sự kiện thể thao đang diễn ra | 33:42  | Rồng: 3 Trụ: 10 Vàng: 63,4k               | Rồng: 3 Trụ: 10 Vàng: 63,4k               | Rồng: 3 Trụ: 10 Vàng: 63,4k               | Rồng: 3 Trụ: 10 Vàng: 63,4k               | Rồng: 3 Trụ: 10 Vàng: 63,4k               | Rồng: 3 Trụ: 10 Vàng: 63,4k               | Rồng: 3 Trụ: 10 Vàng: 63,4k               |
| Xayah Renata Glasc Jax Caitlyn Aphelios | Xayah Renata Glasc Jax Caitlyn Aphelios | Xayah Renata Glasc Jax Caitlyn Aphelios | Xayah Renata Glasc Jax Caitlyn Aphelios | Xayah Renata Glasc Jax Caitlyn Aphelios | Xayah Renata Glasc Jax Caitlyn Aphelios | Xayah Renata Glasc Jax Caitlyn Aphelios | Cấm                           | Cấm    | Sylas Rakan Aatrox Nautilus Kalista       | Sylas Rakan Aatrox Nautilus Kalista       | Sylas Rakan Aatrox Nautilus Kalista       | Sylas Rakan Aatrox Nautilus Kalista       | Sylas Rakan Aatrox Nautilus Kalista       | Sylas Rakan Aatrox Nautilus Kalista       | Sylas Rakan Aatrox Nautilus Kalista       |
| Gnar Vi Akali Kai'Sa Rell               | Gnar Vi Akali Kai'Sa Rell               | Gnar Vi Akali Kai'Sa Rell               | Gnar Vi Akali Kai'Sa Rell               | Gnar Vi Akali Kai'Sa Rell               | Gnar Vi Akali Kai'Sa Rell               | Gnar Vi Akali Kai'Sa Rell               | Chọn                          | Chọn   | Rumble Jarvan IV Orianna Senna Tahm Kench | Rumble Jarvan IV Orianna Senna Tahm Kench | Rumble Jarvan IV Orianna Senna Tahm Kench | Rumble Jarvan IV Orianna Senna Tahm Kench | Rumble Jarvan IV Orianna Senna Tahm Kench | Rumble Jarvan IV Orianna Senna Tahm Kench | Rumble Jarvan IV Orianna Senna Tahm Kench |
|                                         |                                         |                                         |                                         |                                         |                                         |                                         | MVP                           | MVP    | '''''Elk'''''                             | '''''Elk'''''                             | '''''Elk'''''                             | '''''Elk'''''                             | '''''Elk'''''                             | '''''Elk'''''                             | '''''Elk'''''                             |

| Bo5 MVP: | Elk |  |

| JingDong Gaming | 3 – 1 | KT Rolster |

| 4/15/6                             | 4/15/6                             | 4/15/6                             | 4/15/6                             | 4/15/6                             | 4/15/6                             | 4/15/6                             | Trận 1                        | Trận 1 | 15/4/40                           | 15/4/40                           | 15/4/40                           | 15/4/40                           | 15/4/40                           | 15/4/40                           | 15/4/40                           |
| Rồng: 2 Trụ: 2 Vàng: 48,1k         | Rồng: 2 Trụ: 2 Vàng: 48,1k         | Rồng: 2 Trụ: 2 Vàng: 48,1k         | Rồng: 2 Trụ: 2 Vàng: 48,1k         | Rồng: 2 Trụ: 2 Vàng: 48,1k         | Rồng: 2 Trụ: 2 Vàng: 48,1k         | Rồng: 2 Trụ: 2 Vàng: 48,1k         | Sự kiện thể thao đang diễn ra | 29:39  | Rồng: 2 Trụ: 7 Vàng: 59,1k        | Rồng: 2 Trụ: 7 Vàng: 59,1k        | Rồng: 2 Trụ: 7 Vàng: 59,1k        | Rồng: 2 Trụ: 7 Vàng: 59,1k        | Rồng: 2 Trụ: 7 Vàng: 59,1k        | Rồng: 2 Trụ: 7 Vàng: 59,1k        | Rồng: 2 Trụ: 7 Vàng: 59,1k        |
| Rumble Neeko Azir Nautilus Taliyah | Rumble Neeko Azir Nautilus Taliyah | Rumble Neeko Azir Nautilus Taliyah | Rumble Neeko Azir Nautilus Taliyah | Rumble Neeko Azir Nautilus Taliyah | Rumble Neeko Azir Nautilus Taliyah | Rumble Neeko Azir Nautilus Taliyah | Cấm                           | Cấm    | Xayah Kalista Jarvan IV Vi Wukong | Xayah Kalista Jarvan IV Vi Wukong | Xayah Kalista Jarvan IV Vi Wukong | Xayah Kalista Jarvan IV Vi Wukong | Xayah Kalista Jarvan IV Vi Wukong | Xayah Kalista Jarvan IV Vi Wukong | Xayah Kalista Jarvan IV Vi Wukong |
| Renekton Rell Orianna Zeri Rakan   | Renekton Rell Orianna Zeri Rakan   | Renekton Rell Orianna Zeri Rakan   | Renekton Rell Orianna Zeri Rakan   | Renekton Rell Orianna Zeri Rakan   | Renekton Rell Orianna Zeri Rakan   | Renekton Rell Orianna Zeri Rakan   | Chọn                          | Chọn   | Jax Sejuani Akali Aphelios Lulu   | Jax Sejuani Akali Aphelios Lulu   | Jax Sejuani Akali Aphelios Lulu   | Jax Sejuani Akali Aphelios Lulu   | Jax Sejuani Akali Aphelios Lulu   | Jax Sejuani Akali Aphelios Lulu   | Jax Sejuani Akali Aphelios Lulu   |
|                                    |                                    |                                    |                                    |                                    |                                    |                                    | MVP                           | MVP    | '''''Aiming'''''                  | '''''Aiming'''''                  | '''''Aiming'''''                  | '''''Aiming'''''                  | '''''Aiming'''''                  | '''''Aiming'''''                  | '''''Aiming'''''                  |

| 18/4/45                        | 18/4/45                        | 18/4/45                        | 18/4/45                        | 18/4/45                        | 18/4/45                        | 18/4/45                        | Trận 2                        | Trận 2 | 4/18/4                                       | 4/18/4                                       | 4/18/4                                       | 4/18/4                                       | 4/18/4                                       | 4/18/4                                       | 4/18/4                                       |
| Rồng: 3 Trụ: 9 Vàng: 54,4k     | Rồng: 3 Trụ: 9 Vàng: 54,4k     | Rồng: 3 Trụ: 9 Vàng: 54,4k     | Rồng: 3 Trụ: 9 Vàng: 54,4k     | Rồng: 3 Trụ: 9 Vàng: 54,4k     | Rồng: 3 Trụ: 9 Vàng: 54,4k     | Rồng: 3 Trụ: 9 Vàng: 54,4k     | Sự kiện thể thao đang diễn ra | 25:51  | Rồng: 1 Trụ: 1 Vàng: 41,6k                   | Rồng: 1 Trụ: 1 Vàng: 41,6k                   | Rồng: 1 Trụ: 1 Vàng: 41,6k                   | Rồng: 1 Trụ: 1 Vàng: 41,6k                   | Rồng: 1 Trụ: 1 Vàng: 41,6k                   | Rồng: 1 Trụ: 1 Vàng: 41,6k                   | Rồng: 1 Trụ: 1 Vàng: 41,6k                   |
| Rumble Sejuani Azir Poppy Rell | Rumble Sejuani Azir Poppy Rell | Rumble Sejuani Azir Poppy Rell | Rumble Sejuani Azir Poppy Rell | Rumble Sejuani Azir Poppy Rell | Rumble Sejuani Azir Poppy Rell | Rumble Sejuani Azir Poppy Rell | Cấm                           | Cấm    | Xayah Kalista Jarvan IV Kai'Sa Zeri          | Xayah Kalista Jarvan IV Kai'Sa Zeri          | Xayah Kalista Jarvan IV Kai'Sa Zeri          | Xayah Kalista Jarvan IV Kai'Sa Zeri          | Xayah Kalista Jarvan IV Kai'Sa Zeri          | Xayah Kalista Jarvan IV Kai'Sa Zeri          | Xayah Kalista Jarvan IV Kai'Sa Zeri          |
| Aatrox Vi Neeko Jinx Rakan     | Aatrox Vi Neeko Jinx Rakan     | Aatrox Vi Neeko Jinx Rakan     | Aatrox Vi Neeko Jinx Rakan     | Aatrox Vi Neeko Jinx Rakan     | Aatrox Vi Neeko Jinx Rakan     | Aatrox Vi Neeko Jinx Rakan     | Chọn                          | Chọn   | Renekton Viego Orianna Aphelios Renata Glasc | Renekton Viego Orianna Aphelios Renata Glasc | Renekton Viego Orianna Aphelios Renata Glasc | Renekton Viego Orianna Aphelios Renata Glasc | Renekton Viego Orianna Aphelios Renata Glasc | Renekton Viego Orianna Aphelios Renata Glasc | Renekton Viego Orianna Aphelios Renata Glasc |
| '''''Ruler'''''                | '''''Ruler'''''                | '''''Ruler'''''                | '''''Ruler'''''                | '''''Ruler'''''                | '''''Ruler'''''                | '''''Ruler'''''                | MVP                           | MVP    |                                              |                                              |                                              |                                              |                                              |                                              |                                              |

| 14/6/35                           | 14/6/35                           | 14/6/35                           | 14/6/35                           | 14/6/35                           | 14/6/35                           | 14/6/35                           | Trận 3                        | Trận 3 | 6/14/12                                    | 6/14/12                                    | 6/14/12                                    | 6/14/12                                    | 6/14/12                                    | 6/14/12                                    | 6/14/12                                    |
| Rồng: 4 Trụ: 7 Vàng: 52k          | Rồng: 4 Trụ: 7 Vàng: 52k          | Rồng: 4 Trụ: 7 Vàng: 52k          | Rồng: 4 Trụ: 7 Vàng: 52k          | Rồng: 4 Trụ: 7 Vàng: 52k          | Rồng: 4 Trụ: 7 Vàng: 52k          | Rồng: 4 Trụ: 7 Vàng: 52k          | Sự kiện thể thao đang diễn ra | 27:21  | Rồng: 0 Trụ: 1 Vàng: 44,4k                 | Rồng: 0 Trụ: 1 Vàng: 44,4k                 | Rồng: 0 Trụ: 1 Vàng: 44,4k                 | Rồng: 0 Trụ: 1 Vàng: 44,4k                 | Rồng: 0 Trụ: 1 Vàng: 44,4k                 | Rồng: 0 Trụ: 1 Vàng: 44,4k                 | Rồng: 0 Trụ: 1 Vàng: 44,4k                 |
| Rumble Neeko Sejuani Viego Poppy  | Rumble Neeko Sejuani Viego Poppy  | Rumble Neeko Sejuani Viego Poppy  | Rumble Neeko Sejuani Viego Poppy  | Rumble Neeko Sejuani Viego Poppy  | Rumble Neeko Sejuani Viego Poppy  | Rumble Neeko Sejuani Viego Poppy  | Cấm                           | Cấm    | Kalista Jarvan IV Renata Glasc Kai'Sa Zeri | Kalista Jarvan IV Renata Glasc Kai'Sa Zeri | Kalista Jarvan IV Renata Glasc Kai'Sa Zeri | Kalista Jarvan IV Renata Glasc Kai'Sa Zeri | Kalista Jarvan IV Renata Glasc Kai'Sa Zeri | Kalista Jarvan IV Renata Glasc Kai'Sa Zeri | Kalista Jarvan IV Renata Glasc Kai'Sa Zeri |
| Aatrox Wukong Orianna Sivir Rakan | Aatrox Wukong Orianna Sivir Rakan | Aatrox Wukong Orianna Sivir Rakan | Aatrox Wukong Orianna Sivir Rakan | Aatrox Wukong Orianna Sivir Rakan | Aatrox Wukong Orianna Sivir Rakan | Aatrox Wukong Orianna Sivir Rakan | Chọn                          | Chọn   | Jax Rell Azir Xayah Nautilus               | Jax Rell Azir Xayah Nautilus               | Jax Rell Azir Xayah Nautilus               | Jax Rell Azir Xayah Nautilus               | Jax Rell Azir Xayah Nautilus               | Jax Rell Azir Xayah Nautilus               | Jax Rell Azir Xayah Nautilus               |
| '''''knight'''''                  | '''''knight'''''                  | '''''knight'''''                  | '''''knight'''''                  | '''''knight'''''                  | '''''knight'''''                  | '''''knight'''''                  | MVP                           | MVP    |                                            |                                            |                                            |                                            |                                            |                                            |                                            |

| 14/15/32                            | 14/15/32                            | 14/15/32                            | 14/15/32                            | 14/15/32                            | 14/15/32                            | 14/15/32                            | Trận 4                        | Trận 4 | 15/14/36                             | 15/14/36                             | 15/14/36                             | 15/14/36                             | 15/14/36                             | 15/14/36                             | 15/14/36                             |
| Rồng: 3 Trụ: 9 Vàng: 63,4k          | Rồng: 3 Trụ: 9 Vàng: 63,4k          | Rồng: 3 Trụ: 9 Vàng: 63,4k          | Rồng: 3 Trụ: 9 Vàng: 63,4k          | Rồng: 3 Trụ: 9 Vàng: 63,4k          | Rồng: 3 Trụ: 9 Vàng: 63,4k          | Rồng: 3 Trụ: 9 Vàng: 63,4k          | Sự kiện thể thao đang diễn ra | 33:39  | Rồng: 2 Trụ: 5 Vàng: 60,2k           | Rồng: 2 Trụ: 5 Vàng: 60,2k           | Rồng: 2 Trụ: 5 Vàng: 60,2k           | Rồng: 2 Trụ: 5 Vàng: 60,2k           | Rồng: 2 Trụ: 5 Vàng: 60,2k           | Rồng: 2 Trụ: 5 Vàng: 60,2k           | Rồng: 2 Trụ: 5 Vàng: 60,2k           |
| Rumble Neeko Sejuani Akali Azir     | Rumble Neeko Sejuani Akali Azir     | Rumble Neeko Sejuani Akali Azir     | Rumble Neeko Sejuani Akali Azir     | Rumble Neeko Sejuani Akali Azir     | Rumble Neeko Sejuani Akali Azir     | Rumble Neeko Sejuani Akali Azir     | Cấm                           | Cấm    | Kalista Jarvan IV Wukong Aatrox Rell | Kalista Jarvan IV Wukong Aatrox Rell | Kalista Jarvan IV Wukong Aatrox Rell | Kalista Jarvan IV Wukong Aatrox Rell | Kalista Jarvan IV Wukong Aatrox Rell | Kalista Jarvan IV Wukong Aatrox Rell | Kalista Jarvan IV Wukong Aatrox Rell |
| Gragas Lee Sin Orianna Kai'Sa Rakan | Gragas Lee Sin Orianna Kai'Sa Rakan | Gragas Lee Sin Orianna Kai'Sa Rakan | Gragas Lee Sin Orianna Kai'Sa Rakan | Gragas Lee Sin Orianna Kai'Sa Rakan | Gragas Lee Sin Orianna Kai'Sa Rakan | Gragas Lee Sin Orianna Kai'Sa Rakan | Chọn                          | Chọn   | Jax Vi Syndra Xayah Lulu             | Jax Vi Syndra Xayah Lulu             | Jax Vi Syndra Xayah Lulu             | Jax Vi Syndra Xayah Lulu             | Jax Vi Syndra Xayah Lulu             | Jax Vi Syndra Xayah Lulu             | Jax Vi Syndra Xayah Lulu             |
| '''''Ruler'''''                     | '''''Ruler'''''                     | '''''Ruler'''''                     | '''''Ruler'''''                     | '''''Ruler'''''                     | '''''Ruler'''''                     | '''''Ruler'''''                     | MVP                           | MVP    |                                      |                                      |                                      |                                      |                                      |                                      |                                      |

| Bo5 MVP: | MISSING |  |

| JingDong Gaming | 3 – 1 | KT Rolster |

| 4/15/6                             | 4/15/6                             | 4/15/6                             | 4/15/6                             | 4/15/6                             | 4/15/6                             | 4/15/6                             | Trận 1                        | Trận 1 | 15/4/40                           | 15/4/40                           | 15/4/40                           | 15/4/40                           | 15/4/40                           | 15/4/40                           | 15/4/40                           |
| Rồng: 2 Trụ: 2 Vàng: 48,1k         | Rồng: 2 Trụ: 2 Vàng: 48,1k         | Rồng: 2 Trụ: 2 Vàng: 48,1k         | Rồng: 2 Trụ: 2 Vàng: 48,1k         | Rồng: 2 Trụ: 2 Vàng: 48,1k         | Rồng: 2 Trụ: 2 Vàng: 48,1k         | Rồng: 2 Trụ: 2 Vàng: 48,1k         | Sự kiện thể thao đang diễn ra | 29:39  | Rồng: 2 Trụ: 7 Vàng: 59,1k        | Rồng: 2 Trụ: 7 Vàng: 59,1k        | Rồng: 2 Trụ: 7 Vàng: 59,1k        | Rồng: 2 Trụ: 7 Vàng: 59,1k        | Rồng: 2 Trụ: 7 Vàng: 59,1k        | Rồng: 2 Trụ: 7 Vàng: 59,1k        | Rồng: 2 Trụ: 7 Vàng: 59,1k        |
| Rumble Neeko Azir Nautilus Taliyah | Rumble Neeko Azir Nautilus Taliyah | Rumble Neeko Azir Nautilus Taliyah | Rumble Neeko Azir Nautilus Taliyah | Rumble Neeko Azir Nautilus Taliyah | Rumble Neeko Azir Nautilus Taliyah | Rumble Neeko Azir Nautilus Taliyah | Cấm                           | Cấm    | Xayah Kalista Jarvan IV Vi Wukong | Xayah Kalista Jarvan IV Vi Wukong | Xayah Kalista Jarvan IV Vi Wukong | Xayah Kalista Jarvan IV Vi Wukong | Xayah Kalista Jarvan IV Vi Wukong | Xayah Kalista Jarvan IV Vi Wukong | Xayah Kalista Jarvan IV Vi Wukong |
| Renekton Rell Orianna Zeri Rakan   | Renekton Rell Orianna Zeri Rakan   | Renekton Rell Orianna Zeri Rakan   | Renekton Rell Orianna Zeri Rakan   | Renekton Rell Orianna Zeri Rakan   | Renekton Rell Orianna Zeri Rakan   | Renekton Rell Orianna Zeri Rakan   | Chọn                          | Chọn   | Jax Sejuani Akali Aphelios Lulu   | Jax Sejuani Akali Aphelios Lulu   | Jax Sejuani Akali Aphelios Lulu   | Jax Sejuani Akali Aphelios Lulu   | Jax Sejuani Akali Aphelios Lulu   | Jax Sejuani Akali Aphelios Lulu   | Jax Sejuani Akali Aphelios Lulu   |
|                                    |                                    |                                    |                                    |                                    |                                    |                                    | MVP                           | MVP    | '''''Aiming'''''                  | '''''Aiming'''''                  | '''''Aiming'''''                  | '''''Aiming'''''                  | '''''Aiming'''''                  | '''''Aiming'''''                  | '''''Aiming'''''                  |

| 18/4/45                        | 18/4/45                        | 18/4/45                        | 18/4/45                        | 18/4/45                        | 18/4/45                        | 18/4/45                        | Trận 2                        | Trận 2 | 4/18/4                                       | 4/18/4                                       | 4/18/4                                       | 4/18/4                                       | 4/18/4                                       | 4/18/4                                       | 4/18/4                                       |
| Rồng: 3 Trụ: 9 Vàng: 54,4k     | Rồng: 3 Trụ: 9 Vàng: 54,4k     | Rồng: 3 Trụ: 9 Vàng: 54,4k     | Rồng: 3 Trụ: 9 Vàng: 54,4k     | Rồng: 3 Trụ: 9 Vàng: 54,4k     | Rồng: 3 Trụ: 9 Vàng: 54,4k     | Rồng: 3 Trụ: 9 Vàng: 54,4k     | Sự kiện thể thao đang diễn ra | 25:51  | Rồng: 1 Trụ: 1 Vàng: 41,6k                   | Rồng: 1 Trụ: 1 Vàng: 41,6k                   | Rồng: 1 Trụ: 1 Vàng: 41,6k                   | Rồng: 1 Trụ: 1 Vàng: 41,6k                   | Rồng: 1 Trụ: 1 Vàng: 41,6k                   | Rồng: 1 Trụ: 1 Vàng: 41,6k                   | Rồng: 1 Trụ: 1 Vàng: 41,6k                   |
| Rumble Sejuani Azir Poppy Rell | Rumble Sejuani Azir Poppy Rell | Rumble Sejuani Azir Poppy Rell | Rumble Sejuani Azir Poppy Rell | Rumble Sejuani Azir Poppy Rell | Rumble Sejuani Azir Poppy Rell | Rumble Sejuani Azir Poppy Rell | Cấm                           | Cấm    | Xayah Kalista Jarvan IV Kai'Sa Zeri          | Xayah Kalista Jarvan IV Kai'Sa Zeri          | Xayah Kalista Jarvan IV Kai'Sa Zeri          | Xayah Kalista Jarvan IV Kai'Sa Zeri          | Xayah Kalista Jarvan IV Kai'Sa Zeri          | Xayah Kalista Jarvan IV Kai'Sa Zeri          | Xayah Kalista Jarvan IV Kai'Sa Zeri          |
| Aatrox Vi Neeko Jinx Rakan     | Aatrox Vi Neeko Jinx Rakan     | Aatrox Vi Neeko Jinx Rakan     | Aatrox Vi Neeko Jinx Rakan     | Aatrox Vi Neeko Jinx Rakan     | Aatrox Vi Neeko Jinx Rakan     | Aatrox Vi Neeko Jinx Rakan     | Chọn                          | Chọn   | Renekton Viego Orianna Aphelios Renata Glasc | Renekton Viego Orianna Aphelios Renata Glasc | Renekton Viego Orianna Aphelios Renata Glasc | Renekton Viego Orianna Aphelios Renata Glasc | Renekton Viego Orianna Aphelios Renata Glasc | Renekton Viego Orianna Aphelios Renata Glasc | Renekton Viego Orianna Aphelios Renata Glasc |
| '''''Ruler'''''                | '''''Ruler'''''                | '''''Ruler'''''                | '''''Ruler'''''                | '''''Ruler'''''                | '''''Ruler'''''                | '''''Ruler'''''                | MVP                           | MVP    |                                              |                                              |                                              |                                              |                                              |                                              |                                              |

| 14/6/35                           | 14/6/35                           | 14/6/35                           | 14/6/35                           | 14/6/35                           | 14/6/35                           | 14/6/35                           | Trận 3                        | Trận 3 | 6/14/12                                    | 6/14/12                                    | 6/14/12                                    | 6/14/12                                    | 6/14/12                                    | 6/14/12                                    | 6/14/12                                    |
| Rồng: 4 Trụ: 7 Vàng: 52k          | Rồng: 4 Trụ: 7 Vàng: 52k          | Rồng: 4 Trụ: 7 Vàng: 52k          | Rồng: 4 Trụ: 7 Vàng: 52k          | Rồng: 4 Trụ: 7 Vàng: 52k          | Rồng: 4 Trụ: 7 Vàng: 52k          | Rồng: 4 Trụ: 7 Vàng: 52k          | Sự kiện thể thao đang diễn ra | 27:21  | Rồng: 0 Trụ: 1 Vàng: 44,4k                 | Rồng: 0 Trụ: 1 Vàng: 44,4k                 | Rồng: 0 Trụ: 1 Vàng: 44,4k                 | Rồng: 0 Trụ: 1 Vàng: 44,4k                 | Rồng: 0 Trụ: 1 Vàng: 44,4k                 | Rồng: 0 Trụ: 1 Vàng: 44,4k                 | Rồng: 0 Trụ: 1 Vàng: 44,4k                 |
| Rumble Neeko Sejuani Viego Poppy  | Rumble Neeko Sejuani Viego Poppy  | Rumble Neeko Sejuani Viego Poppy  | Rumble Neeko Sejuani Viego Poppy  | Rumble Neeko Sejuani Viego Poppy  | Rumble Neeko Sejuani Viego Poppy  | Rumble Neeko Sejuani Viego Poppy  | Cấm                           | Cấm    | Kalista Jarvan IV Renata Glasc Kai'Sa Zeri | Kalista Jarvan IV Renata Glasc Kai'Sa Zeri | Kalista Jarvan IV Renata Glasc Kai'Sa Zeri | Kalista Jarvan IV Renata Glasc Kai'Sa Zeri | Kalista Jarvan IV Renata Glasc Kai'Sa Zeri | Kalista Jarvan IV Renata Glasc Kai'Sa Zeri | Kalista Jarvan IV Renata Glasc Kai'Sa Zeri |
| Aatrox Wukong Orianna Sivir Rakan | Aatrox Wukong Orianna Sivir Rakan | Aatrox Wukong Orianna Sivir Rakan | Aatrox Wukong Orianna Sivir Rakan | Aatrox Wukong Orianna Sivir Rakan | Aatrox Wukong Orianna Sivir Rakan | Aatrox Wukong Orianna Sivir Rakan | Chọn                          | Chọn   | Jax Rell Azir Xayah Nautilus               | Jax Rell Azir Xayah Nautilus               | Jax Rell Azir Xayah Nautilus               | Jax Rell Azir Xayah Nautilus               | Jax Rell Azir Xayah Nautilus               | Jax Rell Azir Xayah Nautilus               | Jax Rell Azir Xayah Nautilus               |
| '''''knight'''''                  | '''''knight'''''                  | '''''knight'''''                  | '''''knight'''''                  | '''''knight'''''                  | '''''knight'''''                  | '''''knight'''''                  | MVP                           | MVP    |                                            |                                            |                                            |                                            |                                            |                                            |                                            |

| 14/15/32                            | 14/15/32                            | 14/15/32                            | 14/15/32                            | 14/15/32                            | 14/15/32                            | 14/15/32                            | Trận 4                        | Trận 4 | 15/14/36                             | 15/14/36                             | 15/14/36                             | 15/14/36                             | 15/14/36                             | 15/14/36                             | 15/14/36                             |
| Rồng: 3 Trụ: 9 Vàng: 63,4k          | Rồng: 3 Trụ: 9 Vàng: 63,4k          | Rồng: 3 Trụ: 9 Vàng: 63,4k          | Rồng: 3 Trụ: 9 Vàng: 63,4k          | Rồng: 3 Trụ: 9 Vàng: 63,4k          | Rồng: 3 Trụ: 9 Vàng: 63,4k          | Rồng: 3 Trụ: 9 Vàng: 63,4k          | Sự kiện thể thao đang diễn ra | 33:39  | Rồng: 2 Trụ: 5 Vàng: 60,2k           | Rồng: 2 Trụ: 5 Vàng: 60,2k           | Rồng: 2 Trụ: 5 Vàng: 60,2k           | Rồng: 2 Trụ: 5 Vàng: 60,2k           | Rồng: 2 Trụ: 5 Vàng: 60,2k           | Rồng: 2 Trụ: 5 Vàng: 60,2k           | Rồng: 2 Trụ: 5 Vàng: 60,2k           |
| Rumble Neeko Sejuani Akali Azir     | Rumble Neeko Sejuani Akali Azir     | Rumble Neeko Sejuani Akali Azir     | Rumble Neeko Sejuani Akali Azir     | Rumble Neeko Sejuani Akali Azir     | Rumble Neeko Sejuani Akali Azir     | Rumble Neeko Sejuani Akali Azir     | Cấm                           | Cấm    | Kalista Jarvan IV Wukong Aatrox Rell | Kalista Jarvan IV Wukong Aatrox Rell | Kalista Jarvan IV Wukong Aatrox Rell | Kalista Jarvan IV Wukong Aatrox Rell | Kalista Jarvan IV Wukong Aatrox Rell | Kalista Jarvan IV Wukong Aatrox Rell | Kalista Jarvan IV Wukong Aatrox Rell |
| Gragas Lee Sin Orianna Kai'Sa Rakan | Gragas Lee Sin Orianna Kai'Sa Rakan | Gragas Lee Sin Orianna Kai'Sa Rakan | Gragas Lee Sin Orianna Kai'Sa Rakan | Gragas Lee Sin Orianna Kai'Sa Rakan | Gragas Lee Sin Orianna Kai'Sa Rakan | Gragas Lee Sin Orianna Kai'Sa Rakan | Chọn                          | Chọn   | Jax Vi Syndra Xayah Lulu             | Jax Vi Syndra Xayah Lulu             | Jax Vi Syndra Xayah Lulu             | Jax Vi Syndra Xayah Lulu             | Jax Vi Syndra Xayah Lulu             | Jax Vi Syndra Xayah Lulu             | Jax Vi Syndra Xayah Lulu             |
| '''''Ruler'''''                     | '''''Ruler'''''                     | '''''Ruler'''''                     | '''''Ruler'''''                     | '''''Ruler'''''                     | '''''Ruler'''''                     | '''''Ruler'''''                     | MVP                           | MVP    |                                      |                                      |                                      |                                      |                                      |                                      |                                      |

| Bo5 MVP: | MISSING |  |

| LNG Esports | 0 – 3 | T1 |

| 2/13/2                                     | 2/13/2                                     | 2/13/2                                     | 2/13/2                                     | 2/13/2                                     | 2/13/2                                     | 2/13/2                                     | Trận 1                        | Trận 1 | 13/2/39                          | 13/2/39                          | 13/2/39                          | 13/2/39                          | 13/2/39                          | 13/2/39                          | 13/2/39                          |
| Rồng: 0 Trụ: 2 Vàng: 41,5k                 | Rồng: 0 Trụ: 2 Vàng: 41,5k                 | Rồng: 0 Trụ: 2 Vàng: 41,5k                 | Rồng: 0 Trụ: 2 Vàng: 41,5k                 | Rồng: 0 Trụ: 2 Vàng: 41,5k                 | Rồng: 0 Trụ: 2 Vàng: 41,5k                 | Rồng: 0 Trụ: 2 Vàng: 41,5k                 | Sự kiện thể thao đang diễn ra | 26:37  | Rồng: 4 Trụ: 8 Vàng: 54,1k       | Rồng: 4 Trụ: 8 Vàng: 54,1k       | Rồng: 4 Trụ: 8 Vàng: 54,1k       | Rồng: 4 Trụ: 8 Vàng: 54,1k       | Rồng: 4 Trụ: 8 Vàng: 54,1k       | Rồng: 4 Trụ: 8 Vàng: 54,1k       | Rồng: 4 Trụ: 8 Vàng: 54,1k       |
| Caitlyn Renata Glasc Rumble Aphelios Rakan | Caitlyn Renata Glasc Rumble Aphelios Rakan | Caitlyn Renata Glasc Rumble Aphelios Rakan | Caitlyn Renata Glasc Rumble Aphelios Rakan | Caitlyn Renata Glasc Rumble Aphelios Rakan | Caitlyn Renata Glasc Rumble Aphelios Rakan | Caitlyn Renata Glasc Rumble Aphelios Rakan | Cấm                           | Cấm    | Xayah Neeko Jax Nautilus Alistar | Xayah Neeko Jax Nautilus Alistar | Xayah Neeko Jax Nautilus Alistar | Xayah Neeko Jax Nautilus Alistar | Xayah Neeko Jax Nautilus Alistar | Xayah Neeko Jax Nautilus Alistar | Xayah Neeko Jax Nautilus Alistar |
| Gwen Jarvan IV Azir Kai'Sa Blitzcrank      | Gwen Jarvan IV Azir Kai'Sa Blitzcrank      | Gwen Jarvan IV Azir Kai'Sa Blitzcrank      | Gwen Jarvan IV Azir Kai'Sa Blitzcrank      | Gwen Jarvan IV Azir Kai'Sa Blitzcrank      | Gwen Jarvan IV Azir Kai'Sa Blitzcrank      | Gwen Jarvan IV Azir Kai'Sa Blitzcrank      | Chọn                          | Chọn   | Aatrox Rell Orianna Nilah Senna  | Aatrox Rell Orianna Nilah Senna  | Aatrox Rell Orianna Nilah Senna  | Aatrox Rell Orianna Nilah Senna  | Aatrox Rell Orianna Nilah Senna  | Aatrox Rell Orianna Nilah Senna  | Aatrox Rell Orianna Nilah Senna  |
|                                            |                                            |                                            |                                            |                                            |                                            |                                            | MVP                           | MVP    | '''''Oner'''''                   | '''''Oner'''''                   | '''''Oner'''''                   | '''''Oner'''''                   | '''''Oner'''''                   | '''''Oner'''''                   | '''''Oner'''''                   |

| 3/8/6                                      | 3/8/6                                      | 3/8/6                                      | 3/8/6                                      | 3/8/6                                      | 3/8/6                                      | 3/8/6                                      | Trận 2                        | Trận 2 | 8/3/18                              | 8/3/18                              | 8/3/18                              | 8/3/18                              | 8/3/18                              | 8/3/18                              | 8/3/18                              |
| Rồng: 0 Trụ: 2 Vàng: 49,1k                 | Rồng: 0 Trụ: 2 Vàng: 49,1k                 | Rồng: 0 Trụ: 2 Vàng: 49,1k                 | Rồng: 0 Trụ: 2 Vàng: 49,1k                 | Rồng: 0 Trụ: 2 Vàng: 49,1k                 | Rồng: 0 Trụ: 2 Vàng: 49,1k                 | Rồng: 0 Trụ: 2 Vàng: 49,1k                 | Sự kiện thể thao đang diễn ra | 31:40  | Rồng: 4 Trụ: 7 Vàng: 56,1k          | Rồng: 4 Trụ: 7 Vàng: 56,1k          | Rồng: 4 Trụ: 7 Vàng: 56,1k          | Rồng: 4 Trụ: 7 Vàng: 56,1k          | Rồng: 4 Trụ: 7 Vàng: 56,1k          | Rồng: 4 Trụ: 7 Vàng: 56,1k          | Rồng: 4 Trụ: 7 Vàng: 56,1k          |
| Rumble Jarvan IV Azir Caitlyn Renata Glasc | Rumble Jarvan IV Azir Caitlyn Renata Glasc | Rumble Jarvan IV Azir Caitlyn Renata Glasc | Rumble Jarvan IV Azir Caitlyn Renata Glasc | Rumble Jarvan IV Azir Caitlyn Renata Glasc | Rumble Jarvan IV Azir Caitlyn Renata Glasc | Rumble Jarvan IV Azir Caitlyn Renata Glasc | Cấm                           | Cấm    | Xayah Neeko Orianna Kai'Sa Nautilus | Xayah Neeko Orianna Kai'Sa Nautilus | Xayah Neeko Orianna Kai'Sa Nautilus | Xayah Neeko Orianna Kai'Sa Nautilus | Xayah Neeko Orianna Kai'Sa Nautilus | Xayah Neeko Orianna Kai'Sa Nautilus | Xayah Neeko Orianna Kai'Sa Nautilus |
| Gwen Maokai Jayce Aphelios Rakan           | Gwen Maokai Jayce Aphelios Rakan           | Gwen Maokai Jayce Aphelios Rakan           | Gwen Maokai Jayce Aphelios Rakan           | Gwen Maokai Jayce Aphelios Rakan           | Gwen Maokai Jayce Aphelios Rakan           | Gwen Maokai Jayce Aphelios Rakan           | Chọn                          | Chọn   | Aatrox Rell Sylas Varus Ashe        | Aatrox Rell Sylas Varus Ashe        | Aatrox Rell Sylas Varus Ashe        | Aatrox Rell Sylas Varus Ashe        | Aatrox Rell Sylas Varus Ashe        | Aatrox Rell Sylas Varus Ashe        | Aatrox Rell Sylas Varus Ashe        |
|                                            |                                            |                                            |                                            |                                            |                                            |                                            | MVP                           | MVP    | '''''Oner'''''                      | '''''Oner'''''                      | '''''Oner'''''                      | '''''Oner'''''                      | '''''Oner'''''                      | '''''Oner'''''                      | '''''Oner'''''                      |

| 3/13/7                                  | 3/13/7                                  | 3/13/7                                  | 3/13/7                                  | 3/13/7                                  | 3/13/7                                  | 3/13/7                                  | Trận 3                        | Trận 3 | 13/3/25                             | 13/3/25                             | 13/3/25                             | 13/3/25                             | 13/3/25                             | 13/3/25                             | 13/3/25                             |
| Rồng: 0 Trụ: 2 Vàng: 40,1k              | Rồng: 0 Trụ: 2 Vàng: 40,1k              | Rồng: 0 Trụ: 2 Vàng: 40,1k              | Rồng: 0 Trụ: 2 Vàng: 40,1k              | Rồng: 0 Trụ: 2 Vàng: 40,1k              | Rồng: 0 Trụ: 2 Vàng: 40,1k              | Rồng: 0 Trụ: 2 Vàng: 40,1k              | Sự kiện thể thao đang diễn ra | 26:18  | Rồng: 4 Trụ: 10 Vàng: 52,4k         | Rồng: 4 Trụ: 10 Vàng: 52,4k         | Rồng: 4 Trụ: 10 Vàng: 52,4k         | Rồng: 4 Trụ: 10 Vàng: 52,4k         | Rồng: 4 Trụ: 10 Vàng: 52,4k         | Rồng: 4 Trụ: 10 Vàng: 52,4k         | Rồng: 4 Trụ: 10 Vàng: 52,4k         |
| Rumble Jarvan IV Rell Kalista Gnar      | Rumble Jarvan IV Rell Kalista Gnar      | Rumble Jarvan IV Rell Kalista Gnar      | Rumble Jarvan IV Rell Kalista Gnar      | Rumble Jarvan IV Rell Kalista Gnar      | Rumble Jarvan IV Rell Kalista Gnar      | Rumble Jarvan IV Rell Kalista Gnar      | Cấm                           | Cấm    | Xayah Neeko Maokai Caitlyn Xayah    | Xayah Neeko Maokai Caitlyn Xayah    | Xayah Neeko Maokai Caitlyn Xayah    | Xayah Neeko Maokai Caitlyn Xayah    | Xayah Neeko Maokai Caitlyn Xayah    | Xayah Neeko Maokai Caitlyn Xayah    | Xayah Neeko Maokai Caitlyn Xayah    |
| Renekton Sejuani Orianna Aphelios Milio | Renekton Sejuani Orianna Aphelios Milio | Renekton Sejuani Orianna Aphelios Milio | Renekton Sejuani Orianna Aphelios Milio | Renekton Sejuani Orianna Aphelios Milio | Renekton Sejuani Orianna Aphelios Milio | Renekton Sejuani Orianna Aphelios Milio | Chọn                          | Chọn   | Jayce Poppy Azir Varus Renata Glasc | Jayce Poppy Azir Varus Renata Glasc | Jayce Poppy Azir Varus Renata Glasc | Jayce Poppy Azir Varus Renata Glasc | Jayce Poppy Azir Varus Renata Glasc | Jayce Poppy Azir Varus Renata Glasc | Jayce Poppy Azir Varus Renata Glasc |
|                                         |                                         |                                         |                                         |                                         |                                         |                                         | MVP                           | MVP    | '''''Zeus'''''                      | '''''Zeus'''''                      | '''''Zeus'''''                      | '''''Zeus'''''                      | '''''Zeus'''''                      | '''''Zeus'''''                      | '''''Zeus'''''                      |

| Bo5 MVP: | Oner |  |

| LNG Esports | 0 – 3 | T1 |

| 2/13/2                                     | 2/13/2                                     | 2/13/2                                     | 2/13/2                                     | 2/13/2                                     | 2/13/2                                     | 2/13/2                                     | Trận 1                        | Trận 1 | 13/2/39                          | 13/2/39                          | 13/2/39                          | 13/2/39                          | 13/2/39                          | 13/2/39                          | 13/2/39                          |
| Rồng: 0 Trụ: 2 Vàng: 41,5k                 | Rồng: 0 Trụ: 2 Vàng: 41,5k                 | Rồng: 0 Trụ: 2 Vàng: 41,5k                 | Rồng: 0 Trụ: 2 Vàng: 41,5k                 | Rồng: 0 Trụ: 2 Vàng: 41,5k                 | Rồng: 0 Trụ: 2 Vàng: 41,5k                 | Rồng: 0 Trụ: 2 Vàng: 41,5k                 | Sự kiện thể thao đang diễn ra | 26:37  | Rồng: 4 Trụ: 8 Vàng: 54,1k       | Rồng: 4 Trụ: 8 Vàng: 54,1k       | Rồng: 4 Trụ: 8 Vàng: 54,1k       | Rồng: 4 Trụ: 8 Vàng: 54,1k       | Rồng: 4 Trụ: 8 Vàng: 54,1k       | Rồng: 4 Trụ: 8 Vàng: 54,1k       | Rồng: 4 Trụ: 8 Vàng: 54,1k       |
| Caitlyn Renata Glasc Rumble Aphelios Rakan | Caitlyn Renata Glasc Rumble Aphelios Rakan | Caitlyn Renata Glasc Rumble Aphelios Rakan | Caitlyn Renata Glasc Rumble Aphelios Rakan | Caitlyn Renata Glasc Rumble Aphelios Rakan | Caitlyn Renata Glasc Rumble Aphelios Rakan | Caitlyn Renata Glasc Rumble Aphelios Rakan | Cấm                           | Cấm    | Xayah Neeko Jax Nautilus Alistar | Xayah Neeko Jax Nautilus Alistar | Xayah Neeko Jax Nautilus Alistar | Xayah Neeko Jax Nautilus Alistar | Xayah Neeko Jax Nautilus Alistar | Xayah Neeko Jax Nautilus Alistar | Xayah Neeko Jax Nautilus Alistar |
| Gwen Jarvan IV Azir Kai'Sa Blitzcrank      | Gwen Jarvan IV Azir Kai'Sa Blitzcrank      | Gwen Jarvan IV Azir Kai'Sa Blitzcrank      | Gwen Jarvan IV Azir Kai'Sa Blitzcrank      | Gwen Jarvan IV Azir Kai'Sa Blitzcrank      | Gwen Jarvan IV Azir Kai'Sa Blitzcrank      | Gwen Jarvan IV Azir Kai'Sa Blitzcrank      | Chọn                          | Chọn   | Aatrox Rell Orianna Nilah Senna  | Aatrox Rell Orianna Nilah Senna  | Aatrox Rell Orianna Nilah Senna  | Aatrox Rell Orianna Nilah Senna  | Aatrox Rell Orianna Nilah Senna  | Aatrox Rell Orianna Nilah Senna  | Aatrox Rell Orianna Nilah Senna  |
|                                            |                                            |                                            |                                            |                                            |                                            |                                            | MVP                           | MVP    | '''''Oner'''''                   | '''''Oner'''''                   | '''''Oner'''''                   | '''''Oner'''''                   | '''''Oner'''''                   | '''''Oner'''''                   | '''''Oner'''''                   |

| 3/8/6                                      | 3/8/6                                      | 3/8/6                                      | 3/8/6                                      | 3/8/6                                      | 3/8/6                                      | 3/8/6                                      | Trận 2                        | Trận 2 | 8/3/18                              | 8/3/18                              | 8/3/18                              | 8/3/18                              | 8/3/18                              | 8/3/18                              | 8/3/18                              |
| Rồng: 0 Trụ: 2 Vàng: 49,1k                 | Rồng: 0 Trụ: 2 Vàng: 49,1k                 | Rồng: 0 Trụ: 2 Vàng: 49,1k                 | Rồng: 0 Trụ: 2 Vàng: 49,1k                 | Rồng: 0 Trụ: 2 Vàng: 49,1k                 | Rồng: 0 Trụ: 2 Vàng: 49,1k                 | Rồng: 0 Trụ: 2 Vàng: 49,1k                 | Sự kiện thể thao đang diễn ra | 31:40  | Rồng: 4 Trụ: 7 Vàng: 56,1k          | Rồng: 4 Trụ: 7 Vàng: 56,1k          | Rồng: 4 Trụ: 7 Vàng: 56,1k          | Rồng: 4 Trụ: 7 Vàng: 56,1k          | Rồng: 4 Trụ: 7 Vàng: 56,1k          | Rồng: 4 Trụ: 7 Vàng: 56,1k          | Rồng: 4 Trụ: 7 Vàng: 56,1k          |
| Rumble Jarvan IV Azir Caitlyn Renata Glasc | Rumble Jarvan IV Azir Caitlyn Renata Glasc | Rumble Jarvan IV Azir Caitlyn Renata Glasc | Rumble Jarvan IV Azir Caitlyn Renata Glasc | Rumble Jarvan IV Azir Caitlyn Renata Glasc | Rumble Jarvan IV Azir Caitlyn Renata Glasc | Rumble Jarvan IV Azir Caitlyn Renata Glasc | Cấm                           | Cấm    | Xayah Neeko Orianna Kai'Sa Nautilus | Xayah Neeko Orianna Kai'Sa Nautilus | Xayah Neeko Orianna Kai'Sa Nautilus | Xayah Neeko Orianna Kai'Sa Nautilus | Xayah Neeko Orianna Kai'Sa Nautilus | Xayah Neeko Orianna Kai'Sa Nautilus | Xayah Neeko Orianna Kai'Sa Nautilus |
| Gwen Maokai Jayce Aphelios Rakan           | Gwen Maokai Jayce Aphelios Rakan           | Gwen Maokai Jayce Aphelios Rakan           | Gwen Maokai Jayce Aphelios Rakan           | Gwen Maokai Jayce Aphelios Rakan           | Gwen Maokai Jayce Aphelios Rakan           | Gwen Maokai Jayce Aphelios Rakan           | Chọn                          | Chọn   | Aatrox Rell Sylas Varus Ashe        | Aatrox Rell Sylas Varus Ashe        | Aatrox Rell Sylas Varus Ashe        | Aatrox Rell Sylas Varus Ashe        | Aatrox Rell Sylas Varus Ashe        | Aatrox Rell Sylas Varus Ashe        | Aatrox Rell Sylas Varus Ashe        |
|                                            |                                            |                                            |                                            |                                            |                                            |                                            | MVP                           | MVP    | '''''Oner'''''                      | '''''Oner'''''                      | '''''Oner'''''                      | '''''Oner'''''                      | '''''Oner'''''                      | '''''Oner'''''                      | '''''Oner'''''                      |

| 3/13/7                                  | 3/13/7                                  | 3/13/7                                  | 3/13/7                                  | 3/13/7                                  | 3/13/7                                  | 3/13/7                                  | Trận 3                        | Trận 3 | 13/3/25                             | 13/3/25                             | 13/3/25                             | 13/3/25                             | 13/3/25                             | 13/3/25                             | 13/3/25                             |
| Rồng: 0 Trụ: 2 Vàng: 40,1k              | Rồng: 0 Trụ: 2 Vàng: 40,1k              | Rồng: 0 Trụ: 2 Vàng: 40,1k              | Rồng: 0 Trụ: 2 Vàng: 40,1k              | Rồng: 0 Trụ: 2 Vàng: 40,1k              | Rồng: 0 Trụ: 2 Vàng: 40,1k              | Rồng: 0 Trụ: 2 Vàng: 40,1k              | Sự kiện thể thao đang diễn ra | 26:18  | Rồng: 4 Trụ: 10 Vàng: 52,4k         | Rồng: 4 Trụ: 10 Vàng: 52,4k         | Rồng: 4 Trụ: 10 Vàng: 52,4k         | Rồng: 4 Trụ: 10 Vàng: 52,4k         | Rồng: 4 Trụ: 10 Vàng: 52,4k         | Rồng: 4 Trụ: 10 Vàng: 52,4k         | Rồng: 4 Trụ: 10 Vàng: 52,4k         |
| Rumble Jarvan IV Rell Kalista Gnar      | Rumble Jarvan IV Rell Kalista Gnar      | Rumble Jarvan IV Rell Kalista Gnar      | Rumble Jarvan IV Rell Kalista Gnar      | Rumble Jarvan IV Rell Kalista Gnar      | Rumble Jarvan IV Rell Kalista Gnar      | Rumble Jarvan IV Rell Kalista Gnar      | Cấm                           | Cấm    | Xayah Neeko Maokai Caitlyn Xayah    | Xayah Neeko Maokai Caitlyn Xayah    | Xayah Neeko Maokai Caitlyn Xayah    | Xayah Neeko Maokai Caitlyn Xayah    | Xayah Neeko Maokai Caitlyn Xayah    | Xayah Neeko Maokai Caitlyn Xayah    | Xayah Neeko Maokai Caitlyn Xayah    |
| Renekton Sejuani Orianna Aphelios Milio | Renekton Sejuani Orianna Aphelios Milio | Renekton Sejuani Orianna Aphelios Milio | Renekton Sejuani Orianna Aphelios Milio | Renekton Sejuani Orianna Aphelios Milio | Renekton Sejuani Orianna Aphelios Milio | Renekton Sejuani Orianna Aphelios Milio | Chọn                          | Chọn   | Jayce Poppy Azir Varus Renata Glasc | Jayce Poppy Azir Varus Renata Glasc | Jayce Poppy Azir Varus Renata Glasc | Jayce Poppy Azir Varus Renata Glasc | Jayce Poppy Azir Varus Renata Glasc | Jayce Poppy Azir Varus Renata Glasc | Jayce Poppy Azir Varus Renata Glasc |
|                                         |                                         |                                         |                                         |                                         |                                         |                                         | MVP                           | MVP    | '''''Zeus'''''                      | '''''Zeus'''''                      | '''''Zeus'''''                      | '''''Zeus'''''                      | '''''Zeus'''''                      | '''''Zeus'''''                      | '''''Zeus'''''                      |

| Bo5 MVP: | Oner |  |

### Bán kết
| Bilibili Gaming | 2 – 3 | Weibo Gaming |

| 3/18/6                                      | 3/18/6                                      | 3/18/6                                      | 3/18/6                                      | 3/18/6                                      | 3/18/6                                      | 3/18/6                                      | Trận 1                        | Trận 1 | 18/3/37                                 | 18/3/37                                 | 18/3/37                                 | 18/3/37                                 | 18/3/37                                 | 18/3/37                                 | 18/3/37                                 |
| Rồng: 1 Trụ: 2 Vàng: 46,4k                  | Rồng: 1 Trụ: 2 Vàng: 46,4k                  | Rồng: 1 Trụ: 2 Vàng: 46,4k                  | Rồng: 1 Trụ: 2 Vàng: 46,4k                  | Rồng: 1 Trụ: 2 Vàng: 46,4k                  | Rồng: 1 Trụ: 2 Vàng: 46,4k                  | Rồng: 1 Trụ: 2 Vàng: 46,4k                  | Sự kiện thể thao đang diễn ra | 29:22  | Rồng: 3 Trụ: 10 Vàng: 59,2k             | Rồng: 3 Trụ: 10 Vàng: 59,2k             | Rồng: 3 Trụ: 10 Vàng: 59,2k             | Rồng: 3 Trụ: 10 Vàng: 59,2k             | Rồng: 3 Trụ: 10 Vàng: 59,2k             | Rồng: 3 Trụ: 10 Vàng: 59,2k             | Rồng: 3 Trụ: 10 Vàng: 59,2k             |
| Orianna Kalista Caitlyn Renata Glasc Wukong | Orianna Kalista Caitlyn Renata Glasc Wukong | Orianna Kalista Caitlyn Renata Glasc Wukong | Orianna Kalista Caitlyn Renata Glasc Wukong | Orianna Kalista Caitlyn Renata Glasc Wukong | Orianna Kalista Caitlyn Renata Glasc Wukong | Orianna Kalista Caitlyn Renata Glasc Wukong | Cấm                           | Cấm    | Jax Jarvan IV Rakan Nautilus Blitzcrank | Jax Jarvan IV Rakan Nautilus Blitzcrank | Jax Jarvan IV Rakan Nautilus Blitzcrank | Jax Jarvan IV Rakan Nautilus Blitzcrank | Jax Jarvan IV Rakan Nautilus Blitzcrank | Jax Jarvan IV Rakan Nautilus Blitzcrank | Jax Jarvan IV Rakan Nautilus Blitzcrank |
| Aatrox Vi Syndra Xayah Rell                 | Aatrox Vi Syndra Xayah Rell                 | Aatrox Vi Syndra Xayah Rell                 | Aatrox Vi Syndra Xayah Rell                 | Aatrox Vi Syndra Xayah Rell                 | Aatrox Vi Syndra Xayah Rell                 | Aatrox Vi Syndra Xayah Rell                 | Chọn                          | Chọn   | Rumble Belveth Neeko Aphelios Milio     | Rumble Belveth Neeko Aphelios Milio     | Rumble Belveth Neeko Aphelios Milio     | Rumble Belveth Neeko Aphelios Milio     | Rumble Belveth Neeko Aphelios Milio     | Rumble Belveth Neeko Aphelios Milio     | Rumble Belveth Neeko Aphelios Milio     |
|                                             |                                             |                                             |                                             |                                             |                                             |                                             | MVP                           | MVP    | '''''TheShy'''''                        | '''''TheShy'''''                        | '''''TheShy'''''                        | '''''TheShy'''''                        | '''''TheShy'''''                        | '''''TheShy'''''                        | '''''TheShy'''''                        |

| 24/10/46                                  | 24/10/46                                  | 24/10/46                                  | 24/10/46                                  | 24/10/46                                  | 24/10/46                                  | 24/10/46                                  | Trận 2                        | Trận 2 | 10/24/22                             | 10/24/22                             | 10/24/22                             | 10/24/22                             | 10/24/22                             | 10/24/22                             | 10/24/22                             |
| Rồng: 5 Trụ: 10 Vàng: 73,3k               | Rồng: 5 Trụ: 10 Vàng: 73,3k               | Rồng: 5 Trụ: 10 Vàng: 73,3k               | Rồng: 5 Trụ: 10 Vàng: 73,3k               | Rồng: 5 Trụ: 10 Vàng: 73,3k               | Rồng: 5 Trụ: 10 Vàng: 73,3k               | Rồng: 5 Trụ: 10 Vàng: 73,3k               | Sự kiện thể thao đang diễn ra | 30:05  | Rồng: 0 Trụ: 2 Vàng: 58,7k           | Rồng: 0 Trụ: 2 Vàng: 58,7k           | Rồng: 0 Trụ: 2 Vàng: 58,7k           | Rồng: 0 Trụ: 2 Vàng: 58,7k           | Rồng: 0 Trụ: 2 Vàng: 58,7k           | Rồng: 0 Trụ: 2 Vàng: 58,7k           | Rồng: 0 Trụ: 2 Vàng: 58,7k           |
| Rumble Belveth Renata Glasc Jayce K'Sante | Rumble Belveth Renata Glasc Jayce K'Sante | Rumble Belveth Renata Glasc Jayce K'Sante | Rumble Belveth Renata Glasc Jayce K'Sante | Rumble Belveth Renata Glasc Jayce K'Sante | Rumble Belveth Renata Glasc Jayce K'Sante | Rumble Belveth Renata Glasc Jayce K'Sante | Cấm                           | Cấm    | Jarvan IV Neeko Orianna Rell Sejuani | Jarvan IV Neeko Orianna Rell Sejuani | Jarvan IV Neeko Orianna Rell Sejuani | Jarvan IV Neeko Orianna Rell Sejuani | Jarvan IV Neeko Orianna Rell Sejuani | Jarvan IV Neeko Orianna Rell Sejuani | Jarvan IV Neeko Orianna Rell Sejuani |
| Jax Vi Sylas Varus Ashe                   | Jax Vi Sylas Varus Ashe                   | Jax Vi Sylas Varus Ashe                   | Jax Vi Sylas Varus Ashe                   | Jax Vi Sylas Varus Ashe                   | Jax Vi Sylas Varus Ashe                   | Jax Vi Sylas Varus Ashe                   | Chọn                          | Chọn   | Aatrox Maokai Azir Caitlyn Lux       | Aatrox Maokai Azir Caitlyn Lux       | Aatrox Maokai Azir Caitlyn Lux       | Aatrox Maokai Azir Caitlyn Lux       | Aatrox Maokai Azir Caitlyn Lux       | Aatrox Maokai Azir Caitlyn Lux       | Aatrox Maokai Azir Caitlyn Lux       |
| '''''XUN'''''                             | '''''XUN'''''                             | '''''XUN'''''                             | '''''XUN'''''                             | '''''XUN'''''                             | '''''XUN'''''                             | '''''XUN'''''                             | MVP                           | MVP    |                                      |                                      |                                      |                                      |                                      |                                      |                                      |

| 4/13/7                           | 4/13/7                           | 4/13/7                           | 4/13/7                           | 4/13/7                           | 4/13/7                           | 4/13/7                           | Trận 3                        | Trận 3 | 13/4/30                        | 13/4/30                        | 13/4/30                        | 13/4/30                        | 13/4/30                        | 13/4/30                        | 13/4/30                        |
| Rồng: 3 Trụ: 1 Vàng: 41,6k       | Rồng: 3 Trụ: 1 Vàng: 41,6k       | Rồng: 3 Trụ: 1 Vàng: 41,6k       | Rồng: 3 Trụ: 1 Vàng: 41,6k       | Rồng: 3 Trụ: 1 Vàng: 41,6k       | Rồng: 3 Trụ: 1 Vàng: 41,6k       | Rồng: 3 Trụ: 1 Vàng: 41,6k       | Sự kiện thể thao đang diễn ra | 28:09  | Rồng: 2 Trụ: 10 Vàng: 52,7k    | Rồng: 2 Trụ: 10 Vàng: 52,7k    | Rồng: 2 Trụ: 10 Vàng: 52,7k    | Rồng: 2 Trụ: 10 Vàng: 52,7k    | Rồng: 2 Trụ: 10 Vàng: 52,7k    | Rồng: 2 Trụ: 10 Vàng: 52,7k    | Rồng: 2 Trụ: 10 Vàng: 52,7k    |
| Rumble Orianna Neeko Talyah Azir | Rumble Orianna Neeko Talyah Azir | Rumble Orianna Neeko Talyah Azir | Rumble Orianna Neeko Talyah Azir | Rumble Orianna Neeko Talyah Azir | Rumble Orianna Neeko Talyah Azir | Rumble Orianna Neeko Talyah Azir | Cấm                           | Cấm    | Jax Jarvan IV Rakan Sylas Ahri | Jax Jarvan IV Rakan Sylas Ahri | Jax Jarvan IV Rakan Sylas Ahri | Jax Jarvan IV Rakan Sylas Ahri | Jax Jarvan IV Rakan Sylas Ahri | Jax Jarvan IV Rakan Sylas Ahri | Jax Jarvan IV Rakan Sylas Ahri |
| Aatrox Vi Akali Kalista Caitlyn  | Aatrox Vi Akali Kalista Caitlyn  | Aatrox Vi Akali Kalista Caitlyn  | Aatrox Vi Akali Kalista Caitlyn  | Aatrox Vi Akali Kalista Caitlyn  | Aatrox Vi Akali Kalista Caitlyn  | Aatrox Vi Akali Kalista Caitlyn  | Chọn                          | Chọn   | Graves Poppy Syndra Varus Ashe | Graves Poppy Syndra Varus Ashe | Graves Poppy Syndra Varus Ashe | Graves Poppy Syndra Varus Ashe | Graves Poppy Syndra Varus Ashe | Graves Poppy Syndra Varus Ashe | Graves Poppy Syndra Varus Ashe |
|                                  |                                  |                                  |                                  |                                  |                                  |                                  | MVP                           | MVP    | '''''TheShy'''''               | '''''TheShy'''''               | '''''TheShy'''''               | '''''TheShy'''''               | '''''TheShy'''''               | '''''TheShy'''''               | '''''TheShy'''''               |

| 19/3/42                              | 19/3/42                              | 19/3/42                              | 19/3/42                              | 19/3/42                              | 19/3/42                              | 19/3/42                              | Trận 4                        | Trận 4 | 3/19/4                              | 3/19/4                              | 3/19/4                              | 3/19/4                              | 3/19/4                              | 3/19/4                              | 3/19/4                              |
| Rồng: 3 Trụ: 9 Vàng: 56,9k           | Rồng: 3 Trụ: 9 Vàng: 56,9k           | Rồng: 3 Trụ: 9 Vàng: 56,9k           | Rồng: 3 Trụ: 9 Vàng: 56,9k           | Rồng: 3 Trụ: 9 Vàng: 56,9k           | Rồng: 3 Trụ: 9 Vàng: 56,9k           | Rồng: 3 Trụ: 9 Vàng: 56,9k           | Sự kiện thể thao đang diễn ra | 28:33  | Rồng: 1 Trụ: 2 Vàng: 43,6k          | Rồng: 1 Trụ: 2 Vàng: 43,6k          | Rồng: 1 Trụ: 2 Vàng: 43,6k          | Rồng: 1 Trụ: 2 Vàng: 43,6k          | Rồng: 1 Trụ: 2 Vàng: 43,6k          | Rồng: 1 Trụ: 2 Vàng: 43,6k          | Rồng: 1 Trụ: 2 Vàng: 43,6k          |
| Rumble Poppy Belveth Caitlyn Kalista | Rumble Poppy Belveth Caitlyn Kalista | Rumble Poppy Belveth Caitlyn Kalista | Rumble Poppy Belveth Caitlyn Kalista | Rumble Poppy Belveth Caitlyn Kalista | Rumble Poppy Belveth Caitlyn Kalista | Rumble Poppy Belveth Caitlyn Kalista | Cấm                           | Cấm    | Neeko Jarvan IV Vi Tahm Kench Rakan | Neeko Jarvan IV Vi Tahm Kench Rakan | Neeko Jarvan IV Vi Tahm Kench Rakan | Neeko Jarvan IV Vi Tahm Kench Rakan | Neeko Jarvan IV Vi Tahm Kench Rakan | Neeko Jarvan IV Vi Tahm Kench Rakan | Neeko Jarvan IV Vi Tahm Kench Rakan |
| Jax Sejuani Orianna Aphelios Bard    | Jax Sejuani Orianna Aphelios Bard    | Jax Sejuani Orianna Aphelios Bard    | Jax Sejuani Orianna Aphelios Bard    | Jax Sejuani Orianna Aphelios Bard    | Jax Sejuani Orianna Aphelios Bard    | Jax Sejuani Orianna Aphelios Bard    | Chọn                          | Chọn   | Quinn Rell Syndra Ashe Heimerdinger | Quinn Rell Syndra Ashe Heimerdinger | Quinn Rell Syndra Ashe Heimerdinger | Quinn Rell Syndra Ashe Heimerdinger | Quinn Rell Syndra Ashe Heimerdinger | Quinn Rell Syndra Ashe Heimerdinger | Quinn Rell Syndra Ashe Heimerdinger |
| '''''ON'''''                         | '''''ON'''''                         | '''''ON'''''                         | '''''ON'''''                         | '''''ON'''''                         | '''''ON'''''                         | '''''ON'''''                         | MVP                           | MVP    |                                     |                                     |                                     |                                     |                                     |                                     |                                     |

| 15/20/25                          | 15/20/25                          | 15/20/25                          | 15/20/25                          | 15/20/25                          | 15/20/25                          | 15/20/25                          | Trận 5                        | Trận 5 | 20/15/49                              | 20/15/49                              | 20/15/49                              | 20/15/49                              | 20/15/49                              | 20/15/49                              | 20/15/49                              |
| Rồng: 1 Trụ: 4 Vàng: 62,8k        | Rồng: 1 Trụ: 4 Vàng: 62,8k        | Rồng: 1 Trụ: 4 Vàng: 62,8k        | Rồng: 1 Trụ: 4 Vàng: 62,8k        | Rồng: 1 Trụ: 4 Vàng: 62,8k        | Rồng: 1 Trụ: 4 Vàng: 62,8k        | Rồng: 1 Trụ: 4 Vàng: 62,8k        | Sự kiện thể thao đang diễn ra | 35:10  | Rồng: 4 Trụ: 8 Vàng: 64,5k            | Rồng: 4 Trụ: 8 Vàng: 64,5k            | Rồng: 4 Trụ: 8 Vàng: 64,5k            | Rồng: 4 Trụ: 8 Vàng: 64,5k            | Rồng: 4 Trụ: 8 Vàng: 64,5k            | Rồng: 4 Trụ: 8 Vàng: 64,5k            | Rồng: 4 Trụ: 8 Vàng: 64,5k            |
| Rumble Orianna Neeko Gnar Aatrox  | Rumble Orianna Neeko Gnar Aatrox  | Rumble Orianna Neeko Gnar Aatrox  | Rumble Orianna Neeko Gnar Aatrox  | Rumble Orianna Neeko Gnar Aatrox  | Rumble Orianna Neeko Gnar Aatrox  | Rumble Orianna Neeko Gnar Aatrox  | Cấm                           | Cấm    | Jax Jarvan IV Sylas Rakan Ashe        | Jax Jarvan IV Sylas Rakan Ashe        | Jax Jarvan IV Sylas Rakan Ashe        | Jax Jarvan IV Sylas Rakan Ashe        | Jax Jarvan IV Sylas Rakan Ashe        | Jax Jarvan IV Sylas Rakan Ashe        | Jax Jarvan IV Sylas Rakan Ashe        |
| K'Sante Sejuani Jayce Caitlyn Lux | K'Sante Sejuani Jayce Caitlyn Lux | K'Sante Sejuani Jayce Caitlyn Lux | K'Sante Sejuani Jayce Caitlyn Lux | K'Sante Sejuani Jayce Caitlyn Lux | K'Sante Sejuani Jayce Caitlyn Lux | K'Sante Sejuani Jayce Caitlyn Lux | Chọn                          | Chọn   | Ornn Maokai Azir Kalista Renata Glasc | Ornn Maokai Azir Kalista Renata Glasc | Ornn Maokai Azir Kalista Renata Glasc | Ornn Maokai Azir Kalista Renata Glasc | Ornn Maokai Azir Kalista Renata Glasc | Ornn Maokai Azir Kalista Renata Glasc | Ornn Maokai Azir Kalista Renata Glasc |
|                                   |                                   |                                   |                                   |                                   |                                   |                                   | MVP                           | MVP    | '''''Light'''''                       | '''''Light'''''                       | '''''Light'''''                       | '''''Light'''''                       | '''''Light'''''                       | '''''Light'''''                       | '''''Light'''''                       |

| Bo5 MVP: | TheShy |  |

| Bilibili Gaming | 2 – 3 | Weibo Gaming |

| 3/18/6                                      | 3/18/6                                      | 3/18/6                                      | 3/18/6                                      | 3/18/6                                      | 3/18/6                                      | 3/18/6                                      | Trận 1                        | Trận 1 | 18/3/37                                 | 18/3/37                                 | 18/3/37                                 | 18/3/37                                 | 18/3/37                                 | 18/3/37                                 | 18/3/37                                 |
| Rồng: 1 Trụ: 2 Vàng: 46,4k                  | Rồng: 1 Trụ: 2 Vàng: 46,4k                  | Rồng: 1 Trụ: 2 Vàng: 46,4k                  | Rồng: 1 Trụ: 2 Vàng: 46,4k                  | Rồng: 1 Trụ: 2 Vàng: 46,4k                  | Rồng: 1 Trụ: 2 Vàng: 46,4k                  | Rồng: 1 Trụ: 2 Vàng: 46,4k                  | Sự kiện thể thao đang diễn ra | 29:22  | Rồng: 3 Trụ: 10 Vàng: 59,2k             | Rồng: 3 Trụ: 10 Vàng: 59,2k             | Rồng: 3 Trụ: 10 Vàng: 59,2k             | Rồng: 3 Trụ: 10 Vàng: 59,2k             | Rồng: 3 Trụ: 10 Vàng: 59,2k             | Rồng: 3 Trụ: 10 Vàng: 59,2k             | Rồng: 3 Trụ: 10 Vàng: 59,2k             |
| Orianna Kalista Caitlyn Renata Glasc Wukong | Orianna Kalista Caitlyn Renata Glasc Wukong | Orianna Kalista Caitlyn Renata Glasc Wukong | Orianna Kalista Caitlyn Renata Glasc Wukong | Orianna Kalista Caitlyn Renata Glasc Wukong | Orianna Kalista Caitlyn Renata Glasc Wukong | Orianna Kalista Caitlyn Renata Glasc Wukong | Cấm                           | Cấm    | Jax Jarvan IV Rakan Nautilus Blitzcrank | Jax Jarvan IV Rakan Nautilus Blitzcrank | Jax Jarvan IV Rakan Nautilus Blitzcrank | Jax Jarvan IV Rakan Nautilus Blitzcrank | Jax Jarvan IV Rakan Nautilus Blitzcrank | Jax Jarvan IV Rakan Nautilus Blitzcrank | Jax Jarvan IV Rakan Nautilus Blitzcrank |
| Aatrox Vi Syndra Xayah Rell                 | Aatrox Vi Syndra Xayah Rell                 | Aatrox Vi Syndra Xayah Rell                 | Aatrox Vi Syndra Xayah Rell                 | Aatrox Vi Syndra Xayah Rell                 | Aatrox Vi Syndra Xayah Rell                 | Aatrox Vi Syndra Xayah Rell                 | Chọn                          | Chọn   | Rumble Belveth Neeko Aphelios Milio     | Rumble Belveth Neeko Aphelios Milio     | Rumble Belveth Neeko Aphelios Milio     | Rumble Belveth Neeko Aphelios Milio     | Rumble Belveth Neeko Aphelios Milio     | Rumble Belveth Neeko Aphelios Milio     | Rumble Belveth Neeko Aphelios Milio     |
|                                             |                                             |                                             |                                             |                                             |                                             |                                             | MVP                           | MVP    | '''''TheShy'''''                        | '''''TheShy'''''                        | '''''TheShy'''''                        | '''''TheShy'''''                        | '''''TheShy'''''                        | '''''TheShy'''''                        | '''''TheShy'''''                        |

| 24/10/46                                  | 24/10/46                                  | 24/10/46                                  | 24/10/46                                  | 24/10/46                                  | 24/10/46                                  | 24/10/46                                  | Trận 2                        | Trận 2 | 10/24/22                             | 10/24/22                             | 10/24/22                             | 10/24/22                             | 10/24/22                             | 10/24/22                             | 10/24/22                             |
| Rồng: 5 Trụ: 10 Vàng: 73,3k               | Rồng: 5 Trụ: 10 Vàng: 73,3k               | Rồng: 5 Trụ: 10 Vàng: 73,3k               | Rồng: 5 Trụ: 10 Vàng: 73,3k               | Rồng: 5 Trụ: 10 Vàng: 73,3k               | Rồng: 5 Trụ: 10 Vàng: 73,3k               | Rồng: 5 Trụ: 10 Vàng: 73,3k               | Sự kiện thể thao đang diễn ra | 30:05  | Rồng: 0 Trụ: 2 Vàng: 58,7k           | Rồng: 0 Trụ: 2 Vàng: 58,7k           | Rồng: 0 Trụ: 2 Vàng: 58,7k           | Rồng: 0 Trụ: 2 Vàng: 58,7k           | Rồng: 0 Trụ: 2 Vàng: 58,7k           | Rồng: 0 Trụ: 2 Vàng: 58,7k           | Rồng: 0 Trụ: 2 Vàng: 58,7k           |
| Rumble Belveth Renata Glasc Jayce K'Sante | Rumble Belveth Renata Glasc Jayce K'Sante | Rumble Belveth Renata Glasc Jayce K'Sante | Rumble Belveth Renata Glasc Jayce K'Sante | Rumble Belveth Renata Glasc Jayce K'Sante | Rumble Belveth Renata Glasc Jayce K'Sante | Rumble Belveth Renata Glasc Jayce K'Sante | Cấm                           | Cấm    | Jarvan IV Neeko Orianna Rell Sejuani | Jarvan IV Neeko Orianna Rell Sejuani | Jarvan IV Neeko Orianna Rell Sejuani | Jarvan IV Neeko Orianna Rell Sejuani | Jarvan IV Neeko Orianna Rell Sejuani | Jarvan IV Neeko Orianna Rell Sejuani | Jarvan IV Neeko Orianna Rell Sejuani |
| Jax Vi Sylas Varus Ashe                   | Jax Vi Sylas Varus Ashe                   | Jax Vi Sylas Varus Ashe                   | Jax Vi Sylas Varus Ashe                   | Jax Vi Sylas Varus Ashe                   | Jax Vi Sylas Varus Ashe                   | Jax Vi Sylas Varus Ashe                   | Chọn                          | Chọn   | Aatrox Maokai Azir Caitlyn Lux       | Aatrox Maokai Azir Caitlyn Lux       | Aatrox Maokai Azir Caitlyn Lux       | Aatrox Maokai Azir Caitlyn Lux       | Aatrox Maokai Azir Caitlyn Lux       | Aatrox Maokai Azir Caitlyn Lux       | Aatrox Maokai Azir Caitlyn Lux       |
| '''''XUN'''''                             | '''''XUN'''''                             | '''''XUN'''''                             | '''''XUN'''''                             | '''''XUN'''''                             | '''''XUN'''''                             | '''''XUN'''''                             | MVP                           | MVP    |                                      |                                      |                                      |                                      |                                      |                                      |                                      |

| 4/13/7                           | 4/13/7                           | 4/13/7                           | 4/13/7                           | 4/13/7                           | 4/13/7                           | 4/13/7                           | Trận 3                        | Trận 3 | 13/4/30                        | 13/4/30                        | 13/4/30                        | 13/4/30                        | 13/4/30                        | 13/4/30                        | 13/4/30                        |
| Rồng: 3 Trụ: 1 Vàng: 41,6k       | Rồng: 3 Trụ: 1 Vàng: 41,6k       | Rồng: 3 Trụ: 1 Vàng: 41,6k       | Rồng: 3 Trụ: 1 Vàng: 41,6k       | Rồng: 3 Trụ: 1 Vàng: 41,6k       | Rồng: 3 Trụ: 1 Vàng: 41,6k       | Rồng: 3 Trụ: 1 Vàng: 41,6k       | Sự kiện thể thao đang diễn ra | 28:09  | Rồng: 2 Trụ: 10 Vàng: 52,7k    | Rồng: 2 Trụ: 10 Vàng: 52,7k    | Rồng: 2 Trụ: 10 Vàng: 52,7k    | Rồng: 2 Trụ: 10 Vàng: 52,7k    | Rồng: 2 Trụ: 10 Vàng: 52,7k    | Rồng: 2 Trụ: 10 Vàng: 52,7k    | Rồng: 2 Trụ: 10 Vàng: 52,7k    |
| Rumble Orianna Neeko Talyah Azir | Rumble Orianna Neeko Talyah Azir | Rumble Orianna Neeko Talyah Azir | Rumble Orianna Neeko Talyah Azir | Rumble Orianna Neeko Talyah Azir | Rumble Orianna Neeko Talyah Azir | Rumble Orianna Neeko Talyah Azir | Cấm                           | Cấm    | Jax Jarvan IV Rakan Sylas Ahri | Jax Jarvan IV Rakan Sylas Ahri | Jax Jarvan IV Rakan Sylas Ahri | Jax Jarvan IV Rakan Sylas Ahri | Jax Jarvan IV Rakan Sylas Ahri | Jax Jarvan IV Rakan Sylas Ahri | Jax Jarvan IV Rakan Sylas Ahri |
| Aatrox Vi Akali Kalista Caitlyn  | Aatrox Vi Akali Kalista Caitlyn  | Aatrox Vi Akali Kalista Caitlyn  | Aatrox Vi Akali Kalista Caitlyn  | Aatrox Vi Akali Kalista Caitlyn  | Aatrox Vi Akali Kalista Caitlyn  | Aatrox Vi Akali Kalista Caitlyn  | Chọn                          | Chọn   | Graves Poppy Syndra Varus Ashe | Graves Poppy Syndra Varus Ashe | Graves Poppy Syndra Varus Ashe | Graves Poppy Syndra Varus Ashe | Graves Poppy Syndra Varus Ashe | Graves Poppy Syndra Varus Ashe | Graves Poppy Syndra Varus Ashe |
|                                  |                                  |                                  |                                  |                                  |                                  |                                  | MVP                           | MVP    | '''''TheShy'''''               | '''''TheShy'''''               | '''''TheShy'''''               | '''''TheShy'''''               | '''''TheShy'''''               | '''''TheShy'''''               | '''''TheShy'''''               |

| 19/3/42                              | 19/3/42                              | 19/3/42                              | 19/3/42                              | 19/3/42                              | 19/3/42                              | 19/3/42                              | Trận 4                        | Trận 4 | 3/19/4                              | 3/19/4                              | 3/19/4                              | 3/19/4                              | 3/19/4                              | 3/19/4                              | 3/19/4                              |
| Rồng: 3 Trụ: 9 Vàng: 56,9k           | Rồng: 3 Trụ: 9 Vàng: 56,9k           | Rồng: 3 Trụ: 9 Vàng: 56,9k           | Rồng: 3 Trụ: 9 Vàng: 56,9k           | Rồng: 3 Trụ: 9 Vàng: 56,9k           | Rồng: 3 Trụ: 9 Vàng: 56,9k           | Rồng: 3 Trụ: 9 Vàng: 56,9k           | Sự kiện thể thao đang diễn ra | 28:33  | Rồng: 1 Trụ: 2 Vàng: 43,6k          | Rồng: 1 Trụ: 2 Vàng: 43,6k          | Rồng: 1 Trụ: 2 Vàng: 43,6k          | Rồng: 1 Trụ: 2 Vàng: 43,6k          | Rồng: 1 Trụ: 2 Vàng: 43,6k          | Rồng: 1 Trụ: 2 Vàng: 43,6k          | Rồng: 1 Trụ: 2 Vàng: 43,6k          |
| Rumble Poppy Belveth Caitlyn Kalista | Rumble Poppy Belveth Caitlyn Kalista | Rumble Poppy Belveth Caitlyn Kalista | Rumble Poppy Belveth Caitlyn Kalista | Rumble Poppy Belveth Caitlyn Kalista | Rumble Poppy Belveth Caitlyn Kalista | Rumble Poppy Belveth Caitlyn Kalista | Cấm                           | Cấm    | Neeko Jarvan IV Vi Tahm Kench Rakan | Neeko Jarvan IV Vi Tahm Kench Rakan | Neeko Jarvan IV Vi Tahm Kench Rakan | Neeko Jarvan IV Vi Tahm Kench Rakan | Neeko Jarvan IV Vi Tahm Kench Rakan | Neeko Jarvan IV Vi Tahm Kench Rakan | Neeko Jarvan IV Vi Tahm Kench Rakan |
| Jax Sejuani Orianna Aphelios Bard    | Jax Sejuani Orianna Aphelios Bard    | Jax Sejuani Orianna Aphelios Bard    | Jax Sejuani Orianna Aphelios Bard    | Jax Sejuani Orianna Aphelios Bard    | Jax Sejuani Orianna Aphelios Bard    | Jax Sejuani Orianna Aphelios Bard    | Chọn                          | Chọn   | Quinn Rell Syndra Ashe Heimerdinger | Quinn Rell Syndra Ashe Heimerdinger | Quinn Rell Syndra Ashe Heimerdinger | Quinn Rell Syndra Ashe Heimerdinger | Quinn Rell Syndra Ashe Heimerdinger | Quinn Rell Syndra Ashe Heimerdinger | Quinn Rell Syndra Ashe Heimerdinger |
| '''''ON'''''                         | '''''ON'''''                         | '''''ON'''''                         | '''''ON'''''                         | '''''ON'''''                         | '''''ON'''''                         | '''''ON'''''                         | MVP                           | MVP    |                                     |                                     |                                     |                                     |                                     |                                     |                                     |

| 15/20/25                          | 15/20/25                          | 15/20/25                          | 15/20/25                          | 15/20/25                          | 15/20/25                          | 15/20/25                          | Trận 5                        | Trận 5 | 20/15/49                              | 20/15/49                              | 20/15/49                              | 20/15/49                              | 20/15/49                              | 20/15/49                              | 20/15/49                              |
| Rồng: 1 Trụ: 4 Vàng: 62,8k        | Rồng: 1 Trụ: 4 Vàng: 62,8k        | Rồng: 1 Trụ: 4 Vàng: 62,8k        | Rồng: 1 Trụ: 4 Vàng: 62,8k        | Rồng: 1 Trụ: 4 Vàng: 62,8k        | Rồng: 1 Trụ: 4 Vàng: 62,8k        | Rồng: 1 Trụ: 4 Vàng: 62,8k        | Sự kiện thể thao đang diễn ra | 35:10  | Rồng: 4 Trụ: 8 Vàng: 64,5k            | Rồng: 4 Trụ: 8 Vàng: 64,5k            | Rồng: 4 Trụ: 8 Vàng: 64,5k            | Rồng: 4 Trụ: 8 Vàng: 64,5k            | Rồng: 4 Trụ: 8 Vàng: 64,5k            | Rồng: 4 Trụ: 8 Vàng: 64,5k            | Rồng: 4 Trụ: 8 Vàng: 64,5k            |
| Rumble Orianna Neeko Gnar Aatrox  | Rumble Orianna Neeko Gnar Aatrox  | Rumble Orianna Neeko Gnar Aatrox  | Rumble Orianna Neeko Gnar Aatrox  | Rumble Orianna Neeko Gnar Aatrox  | Rumble Orianna Neeko Gnar Aatrox  | Rumble Orianna Neeko Gnar Aatrox  | Cấm                           | Cấm    | Jax Jarvan IV Sylas Rakan Ashe        | Jax Jarvan IV Sylas Rakan Ashe        | Jax Jarvan IV Sylas Rakan Ashe        | Jax Jarvan IV Sylas Rakan Ashe        | Jax Jarvan IV Sylas Rakan Ashe        | Jax Jarvan IV Sylas Rakan Ashe        | Jax Jarvan IV Sylas Rakan Ashe        |
| K'Sante Sejuani Jayce Caitlyn Lux | K'Sante Sejuani Jayce Caitlyn Lux | K'Sante Sejuani Jayce Caitlyn Lux | K'Sante Sejuani Jayce Caitlyn Lux | K'Sante Sejuani Jayce Caitlyn Lux | K'Sante Sejuani Jayce Caitlyn Lux | K'Sante Sejuani Jayce Caitlyn Lux | Chọn                          | Chọn   | Ornn Maokai Azir Kalista Renata Glasc | Ornn Maokai Azir Kalista Renata Glasc | Ornn Maokai Azir Kalista Renata Glasc | Ornn Maokai Azir Kalista Renata Glasc | Ornn Maokai Azir Kalista Renata Glasc | Ornn Maokai Azir Kalista Renata Glasc | Ornn Maokai Azir Kalista Renata Glasc |
|                                   |                                   |                                   |                                   |                                   |                                   |                                   | MVP                           | MVP    | '''''Light'''''                       | '''''Light'''''                       | '''''Light'''''                       | '''''Light'''''                       | '''''Light'''''                       | '''''Light'''''                       | '''''Light'''''                       |

| Bo5 MVP: | TheShy |  |

| JingDong Gaming | 1 – 3 | T1 |

| 8/23/22                          | 8/23/22                          | 8/23/22                          | 8/23/22                          | 8/23/22                          | 8/23/22                          | 8/23/22                          | Trận 1                        | Trận 1 | 23/8/57                                     | 23/8/57                                     | 23/8/57                                     | 23/8/57                                     | 23/8/57                                     | 23/8/57                                     | 23/8/57                                     |
| Rồng: 1 Trụ: 0 Vàng: 38,1k       | Rồng: 1 Trụ: 0 Vàng: 38,1k       | Rồng: 1 Trụ: 0 Vàng: 38,1k       | Rồng: 1 Trụ: 0 Vàng: 38,1k       | Rồng: 1 Trụ: 0 Vàng: 38,1k       | Rồng: 1 Trụ: 0 Vàng: 38,1k       | Rồng: 1 Trụ: 0 Vàng: 38,1k       | Sự kiện thể thao đang diễn ra | 24:51  | Rồng: 2 Trụ: 7 Vàng: 48,2k                  | Rồng: 2 Trụ: 7 Vàng: 48,2k                  | Rồng: 2 Trụ: 7 Vàng: 48,2k                  | Rồng: 2 Trụ: 7 Vàng: 48,2k                  | Rồng: 2 Trụ: 7 Vàng: 48,2k                  | Rồng: 2 Trụ: 7 Vàng: 48,2k                  | Rồng: 2 Trụ: 7 Vàng: 48,2k                  |
| Ashe Poppy Kalista Senna Caitlyn | Ashe Poppy Kalista Senna Caitlyn | Ashe Poppy Kalista Senna Caitlyn | Ashe Poppy Kalista Senna Caitlyn | Ashe Poppy Kalista Senna Caitlyn | Ashe Poppy Kalista Senna Caitlyn | Ashe Poppy Kalista Senna Caitlyn | Cấm                           | Cấm    | Rakan Neeko Jarvan IV Nautilus Renata Glasc | Rakan Neeko Jarvan IV Nautilus Renata Glasc | Rakan Neeko Jarvan IV Nautilus Renata Glasc | Rakan Neeko Jarvan IV Nautilus Renata Glasc | Rakan Neeko Jarvan IV Nautilus Renata Glasc | Rakan Neeko Jarvan IV Nautilus Renata Glasc | Rakan Neeko Jarvan IV Nautilus Renata Glasc |
| Rumble Vi Akali Xayah Alistar    | Rumble Vi Akali Xayah Alistar    | Rumble Vi Akali Xayah Alistar    | Rumble Vi Akali Xayah Alistar    | Rumble Vi Akali Xayah Alistar    | Rumble Vi Akali Xayah Alistar    | Rumble Vi Akali Xayah Alistar    | Chọn                          | Chọn   | Aatrox Rell Orianna Jhin Bard               | Aatrox Rell Orianna Jhin Bard               | Aatrox Rell Orianna Jhin Bard               | Aatrox Rell Orianna Jhin Bard               | Aatrox Rell Orianna Jhin Bard               | Aatrox Rell Orianna Jhin Bard               | Aatrox Rell Orianna Jhin Bard               |
|                                  |                                  |                                  |                                  |                                  |                                  |                                  | MVP                           | MVP    | '''''Faker'''''                             | '''''Faker'''''                             | '''''Faker'''''                             | '''''Faker'''''                             | '''''Faker'''''                             | '''''Faker'''''                             | '''''Faker'''''                             |

| 20/7/54                          | 20/7/54                          | 20/7/54                          | 20/7/54                          | 20/7/54                          | 20/7/54                          | 20/7/54                          | Trận 2                        | Trận 2 | 7/20/19                                   | 7/20/19                                   | 7/20/19                                   | 7/20/19                                   | 7/20/19                                   | 7/20/19                                   | 7/20/19                                   |
| Rồng: 3 Trụ: 11 Vàng: 77,4k      | Rồng: 3 Trụ: 11 Vàng: 77,4k      | Rồng: 3 Trụ: 11 Vàng: 77,4k      | Rồng: 3 Trụ: 11 Vàng: 77,4k      | Rồng: 3 Trụ: 11 Vàng: 77,4k      | Rồng: 3 Trụ: 11 Vàng: 77,4k      | Rồng: 3 Trụ: 11 Vàng: 77,4k      | Sự kiện thể thao đang diễn ra | 37:59  | Rồng: 2 Trụ: 3 Vàng: 63,3k                | Rồng: 2 Trụ: 3 Vàng: 63,3k                | Rồng: 2 Trụ: 3 Vàng: 63,3k                | Rồng: 2 Trụ: 3 Vàng: 63,3k                | Rồng: 2 Trụ: 3 Vàng: 63,3k                | Rồng: 2 Trụ: 3 Vàng: 63,3k                | Rồng: 2 Trụ: 3 Vàng: 63,3k                |
| Rumble Neeko Akali Gwen Rell     | Rumble Neeko Akali Gwen Rell     | Rumble Neeko Akali Gwen Rell     | Rumble Neeko Akali Gwen Rell     | Rumble Neeko Akali Gwen Rell     | Rumble Neeko Akali Gwen Rell     | Rumble Neeko Akali Gwen Rell     | Cấm                           | Cấm    | Rakan Neeko Jarvan IV Nautilus Blitzcrank | Rakan Neeko Jarvan IV Nautilus Blitzcrank | Rakan Neeko Jarvan IV Nautilus Blitzcrank | Rakan Neeko Jarvan IV Nautilus Blitzcrank | Rakan Neeko Jarvan IV Nautilus Blitzcrank | Rakan Neeko Jarvan IV Nautilus Blitzcrank | Rakan Neeko Jarvan IV Nautilus Blitzcrank |
| K'Sante Vi Orianna Kalista Senna | K'Sante Vi Orianna Kalista Senna | K'Sante Vi Orianna Kalista Senna | K'Sante Vi Orianna Kalista Senna | K'Sante Vi Orianna Kalista Senna | K'Sante Vi Orianna Kalista Senna | K'Sante Vi Orianna Kalista Senna | Chọn                          | Chọn   | Aatrox Maokai Azir Caitlyn Ashe           | Aatrox Maokai Azir Caitlyn Ashe           | Aatrox Maokai Azir Caitlyn Ashe           | Aatrox Maokai Azir Caitlyn Ashe           | Aatrox Maokai Azir Caitlyn Ashe           | Aatrox Maokai Azir Caitlyn Ashe           | Aatrox Maokai Azir Caitlyn Ashe           |
| '''''knight'''''                 | '''''knight'''''                 | '''''knight'''''                 | '''''knight'''''                 | '''''knight'''''                 | '''''knight'''''                 | '''''knight'''''                 | MVP                           | MVP    |                                           |                                           |                                           |                                           |                                           |                                           |                                           |

| 10/18/20                          | 10/18/20                          | 10/18/20                          | 10/18/20                          | 10/18/20                          | 10/18/20                          | 10/18/20                          | Trận 3                        | Trận 3 | 18/10/42                              | 18/10/42                              | 18/10/42                              | 18/10/42                              | 18/10/42                              | 18/10/42                              | 18/10/42                              |
| Rồng: 1 Trụ: 4 Vàng: 54,6k        | Rồng: 1 Trụ: 4 Vàng: 54,6k        | Rồng: 1 Trụ: 4 Vàng: 54,6k        | Rồng: 1 Trụ: 4 Vàng: 54,6k        | Rồng: 1 Trụ: 4 Vàng: 54,6k        | Rồng: 1 Trụ: 4 Vàng: 54,6k        | Rồng: 1 Trụ: 4 Vàng: 54,6k        | Sự kiện thể thao đang diễn ra | 30:43  | Rồng: 4 Trụ: 6 Vàng: 55,3k            | Rồng: 4 Trụ: 6 Vàng: 55,3k            | Rồng: 4 Trụ: 6 Vàng: 55,3k            | Rồng: 4 Trụ: 6 Vàng: 55,3k            | Rồng: 4 Trụ: 6 Vàng: 55,3k            | Rồng: 4 Trụ: 6 Vàng: 55,3k            | Rồng: 4 Trụ: 6 Vàng: 55,3k            |
| Rumble Orianna Poppy Pyke Bard    | Rumble Orianna Poppy Pyke Bard    | Rumble Orianna Poppy Pyke Bard    | Rumble Orianna Poppy Pyke Bard    | Rumble Orianna Poppy Pyke Bard    | Rumble Orianna Poppy Pyke Bard    | Rumble Orianna Poppy Pyke Bard    | Cấm                           | Cấm    | Rakan Neeko Jarvan IV Akali K'Sante   | Rakan Neeko Jarvan IV Akali K'Sante   | Rakan Neeko Jarvan IV Akali K'Sante   | Rakan Neeko Jarvan IV Akali K'Sante   | Rakan Neeko Jarvan IV Akali K'Sante   | Rakan Neeko Jarvan IV Akali K'Sante   | Rakan Neeko Jarvan IV Akali K'Sante   |
| Renekton Wukong Talyah Varus Ashe | Renekton Wukong Talyah Varus Ashe | Renekton Wukong Talyah Varus Ashe | Renekton Wukong Talyah Varus Ashe | Renekton Wukong Talyah Varus Ashe | Renekton Wukong Talyah Varus Ashe | Renekton Wukong Talyah Varus Ashe | Chọn                          | Chọn   | Aatrox Rell Azir Kalista Renata Glasc | Aatrox Rell Azir Kalista Renata Glasc | Aatrox Rell Azir Kalista Renata Glasc | Aatrox Rell Azir Kalista Renata Glasc | Aatrox Rell Azir Kalista Renata Glasc | Aatrox Rell Azir Kalista Renata Glasc | Aatrox Rell Azir Kalista Renata Glasc |
|                                   |                                   |                                   |                                   |                                   |                                   |                                   | MVP                           | MVP    | '''''Faker'''''                       | '''''Faker'''''                       | '''''Faker'''''                       | '''''Faker'''''                       | '''''Faker'''''                       | '''''Faker'''''                       | '''''Faker'''''                       |

| 6/16/14                             | 6/16/14                             | 6/16/14                             | 6/16/14                             | 6/16/14                             | 6/16/14                             | 6/16/14                             | Trận 4                        | Trận 4 | 16/6/38                          | 16/6/38                          | 16/6/38                          | 16/6/38                          | 16/6/38                          | 16/6/38                          | 16/6/38                          |
| Rồng: 0 Trụ: 3 Vàng: 51,4k          | Rồng: 0 Trụ: 3 Vàng: 51,4k          | Rồng: 0 Trụ: 3 Vàng: 51,4k          | Rồng: 0 Trụ: 3 Vàng: 51,4k          | Rồng: 0 Trụ: 3 Vàng: 51,4k          | Rồng: 0 Trụ: 3 Vàng: 51,4k          | Rồng: 0 Trụ: 3 Vàng: 51,4k          | Sự kiện thể thao đang diễn ra | 31:25  | Rồng: 4 Trụ: 11 Vàng: 64,1k      | Rồng: 4 Trụ: 11 Vàng: 64,1k      | Rồng: 4 Trụ: 11 Vàng: 64,1k      | Rồng: 4 Trụ: 11 Vàng: 64,1k      | Rồng: 4 Trụ: 11 Vàng: 64,1k      | Rồng: 4 Trụ: 11 Vàng: 64,1k      | Rồng: 4 Trụ: 11 Vàng: 64,1k      |
| Rumble Poppy Rell Ashe Renata Glasc | Rumble Poppy Rell Ashe Renata Glasc | Rumble Poppy Rell Ashe Renata Glasc | Rumble Poppy Rell Ashe Renata Glasc | Rumble Poppy Rell Ashe Renata Glasc | Rumble Poppy Rell Ashe Renata Glasc | Rumble Poppy Rell Ashe Renata Glasc | Cấm                           | Cấm    | Rakan Neeko Kalista Kai'Sa Xayah | Rakan Neeko Kalista Kai'Sa Xayah | Rakan Neeko Kalista Kai'Sa Xayah | Rakan Neeko Kalista Kai'Sa Xayah | Rakan Neeko Kalista Kai'Sa Xayah | Rakan Neeko Kalista Kai'Sa Xayah | Rakan Neeko Kalista Kai'Sa Xayah |
| Aatrox Belveth Orianna Zeri Lulu    | Aatrox Belveth Orianna Zeri Lulu    | Aatrox Belveth Orianna Zeri Lulu    | Aatrox Belveth Orianna Zeri Lulu    | Aatrox Belveth Orianna Zeri Lulu    | Aatrox Belveth Orianna Zeri Lulu    | Aatrox Belveth Orianna Zeri Lulu    | Chọn                          | Chọn   | Yone Jarvan IV Azir Varus Bard   | Yone Jarvan IV Azir Varus Bard   | Yone Jarvan IV Azir Varus Bard   | Yone Jarvan IV Azir Varus Bard   | Yone Jarvan IV Azir Varus Bard   | Yone Jarvan IV Azir Varus Bard   | Yone Jarvan IV Azir Varus Bard   |
|                                     |                                     |                                     |                                     |                                     |                                     |                                     | MVP                           | MVP    | '''''Oner'''''                   | '''''Oner'''''                   | '''''Oner'''''                   | '''''Oner'''''                   | '''''Oner'''''                   | '''''Oner'''''                   | '''''Oner'''''                   |

| Bo5 MVP: | Keria |  |

| JingDong Gaming | 1 – 3 | T1 |

| 8/23/22                          | 8/23/22                          | 8/23/22                          | 8/23/22                          | 8/23/22                          | 8/23/22                          | 8/23/22                          | Trận 1                        | Trận 1 | 23/8/57                                     | 23/8/57                                     | 23/8/57                                     | 23/8/57                                     | 23/8/57                                     | 23/8/57                                     | 23/8/57                                     |
| Rồng: 1 Trụ: 0 Vàng: 38,1k       | Rồng: 1 Trụ: 0 Vàng: 38,1k       | Rồng: 1 Trụ: 0 Vàng: 38,1k       | Rồng: 1 Trụ: 0 Vàng: 38,1k       | Rồng: 1 Trụ: 0 Vàng: 38,1k       | Rồng: 1 Trụ: 0 Vàng: 38,1k       | Rồng: 1 Trụ: 0 Vàng: 38,1k       | Sự kiện thể thao đang diễn ra | 24:51  | Rồng: 2 Trụ: 7 Vàng: 48,2k                  | Rồng: 2 Trụ: 7 Vàng: 48,2k                  | Rồng: 2 Trụ: 7 Vàng: 48,2k                  | Rồng: 2 Trụ: 7 Vàng: 48,2k                  | Rồng: 2 Trụ: 7 Vàng: 48,2k                  | Rồng: 2 Trụ: 7 Vàng: 48,2k                  | Rồng: 2 Trụ: 7 Vàng: 48,2k                  |
| Ashe Poppy Kalista Senna Caitlyn | Ashe Poppy Kalista Senna Caitlyn | Ashe Poppy Kalista Senna Caitlyn | Ashe Poppy Kalista Senna Caitlyn | Ashe Poppy Kalista Senna Caitlyn | Ashe Poppy Kalista Senna Caitlyn | Ashe Poppy Kalista Senna Caitlyn | Cấm                           | Cấm    | Rakan Neeko Jarvan IV Nautilus Renata Glasc | Rakan Neeko Jarvan IV Nautilus Renata Glasc | Rakan Neeko Jarvan IV Nautilus Renata Glasc | Rakan Neeko Jarvan IV Nautilus Renata Glasc | Rakan Neeko Jarvan IV Nautilus Renata Glasc | Rakan Neeko Jarvan IV Nautilus Renata Glasc | Rakan Neeko Jarvan IV Nautilus Renata Glasc |
| Rumble Vi Akali Xayah Alistar    | Rumble Vi Akali Xayah Alistar    | Rumble Vi Akali Xayah Alistar    | Rumble Vi Akali Xayah Alistar    | Rumble Vi Akali Xayah Alistar    | Rumble Vi Akali Xayah Alistar    | Rumble Vi Akali Xayah Alistar    | Chọn                          | Chọn   | Aatrox Rell Orianna Jhin Bard               | Aatrox Rell Orianna Jhin Bard               | Aatrox Rell Orianna Jhin Bard               | Aatrox Rell Orianna Jhin Bard               | Aatrox Rell Orianna Jhin Bard               | Aatrox Rell Orianna Jhin Bard               | Aatrox Rell Orianna Jhin Bard               |
|                                  |                                  |                                  |                                  |                                  |                                  |                                  | MVP                           | MVP    | '''''Faker'''''                             | '''''Faker'''''                             | '''''Faker'''''                             | '''''Faker'''''                             | '''''Faker'''''                             | '''''Faker'''''                             | '''''Faker'''''                             |

| 20/7/54                          | 20/7/54                          | 20/7/54                          | 20/7/54                          | 20/7/54                          | 20/7/54                          | 20/7/54                          | Trận 2                        | Trận 2 | 7/20/19                                   | 7/20/19                                   | 7/20/19                                   | 7/20/19                                   | 7/20/19                                   | 7/20/19                                   | 7/20/19                                   |
| Rồng: 3 Trụ: 11 Vàng: 77,4k      | Rồng: 3 Trụ: 11 Vàng: 77,4k      | Rồng: 3 Trụ: 11 Vàng: 77,4k      | Rồng: 3 Trụ: 11 Vàng: 77,4k      | Rồng: 3 Trụ: 11 Vàng: 77,4k      | Rồng: 3 Trụ: 11 Vàng: 77,4k      | Rồng: 3 Trụ: 11 Vàng: 77,4k      | Sự kiện thể thao đang diễn ra | 37:59  | Rồng: 2 Trụ: 3 Vàng: 63,3k                | Rồng: 2 Trụ: 3 Vàng: 63,3k                | Rồng: 2 Trụ: 3 Vàng: 63,3k                | Rồng: 2 Trụ: 3 Vàng: 63,3k                | Rồng: 2 Trụ: 3 Vàng: 63,3k                | Rồng: 2 Trụ: 3 Vàng: 63,3k                | Rồng: 2 Trụ: 3 Vàng: 63,3k                |
| Rumble Neeko Akali Gwen Rell     | Rumble Neeko Akali Gwen Rell     | Rumble Neeko Akali Gwen Rell     | Rumble Neeko Akali Gwen Rell     | Rumble Neeko Akali Gwen Rell     | Rumble Neeko Akali Gwen Rell     | Rumble Neeko Akali Gwen Rell     | Cấm                           | Cấm    | Rakan Neeko Jarvan IV Nautilus Blitzcrank | Rakan Neeko Jarvan IV Nautilus Blitzcrank | Rakan Neeko Jarvan IV Nautilus Blitzcrank | Rakan Neeko Jarvan IV Nautilus Blitzcrank | Rakan Neeko Jarvan IV Nautilus Blitzcrank | Rakan Neeko Jarvan IV Nautilus Blitzcrank | Rakan Neeko Jarvan IV Nautilus Blitzcrank |
| K'Sante Vi Orianna Kalista Senna | K'Sante Vi Orianna Kalista Senna | K'Sante Vi Orianna Kalista Senna | K'Sante Vi Orianna Kalista Senna | K'Sante Vi Orianna Kalista Senna | K'Sante Vi Orianna Kalista Senna | K'Sante Vi Orianna Kalista Senna | Chọn                          | Chọn   | Aatrox Maokai Azir Caitlyn Ashe           | Aatrox Maokai Azir Caitlyn Ashe           | Aatrox Maokai Azir Caitlyn Ashe           | Aatrox Maokai Azir Caitlyn Ashe           | Aatrox Maokai Azir Caitlyn Ashe           | Aatrox Maokai Azir Caitlyn Ashe           | Aatrox Maokai Azir Caitlyn Ashe           |
| '''''knight'''''                 | '''''knight'''''                 | '''''knight'''''                 | '''''knight'''''                 | '''''knight'''''                 | '''''knight'''''                 | '''''knight'''''                 | MVP                           | MVP    |                                           |                                           |                                           |                                           |                                           |                                           |                                           |

| 10/18/20                          | 10/18/20                          | 10/18/20                          | 10/18/20                          | 10/18/20                          | 10/18/20                          | 10/18/20                          | Trận 3                        | Trận 3 | 18/10/42                              | 18/10/42                              | 18/10/42                              | 18/10/42                              | 18/10/42                              | 18/10/42                              | 18/10/42                              |
| Rồng: 1 Trụ: 4 Vàng: 54,6k        | Rồng: 1 Trụ: 4 Vàng: 54,6k        | Rồng: 1 Trụ: 4 Vàng: 54,6k        | Rồng: 1 Trụ: 4 Vàng: 54,6k        | Rồng: 1 Trụ: 4 Vàng: 54,6k        | Rồng: 1 Trụ: 4 Vàng: 54,6k        | Rồng: 1 Trụ: 4 Vàng: 54,6k        | Sự kiện thể thao đang diễn ra | 30:43  | Rồng: 4 Trụ: 6 Vàng: 55,3k            | Rồng: 4 Trụ: 6 Vàng: 55,3k            | Rồng: 4 Trụ: 6 Vàng: 55,3k            | Rồng: 4 Trụ: 6 Vàng: 55,3k            | Rồng: 4 Trụ: 6 Vàng: 55,3k            | Rồng: 4 Trụ: 6 Vàng: 55,3k            | Rồng: 4 Trụ: 6 Vàng: 55,3k            |
| Rumble Orianna Poppy Pyke Bard    | Rumble Orianna Poppy Pyke Bard    | Rumble Orianna Poppy Pyke Bard    | Rumble Orianna Poppy Pyke Bard    | Rumble Orianna Poppy Pyke Bard    | Rumble Orianna Poppy Pyke Bard    | Rumble Orianna Poppy Pyke Bard    | Cấm                           | Cấm    | Rakan Neeko Jarvan IV Akali K'Sante   | Rakan Neeko Jarvan IV Akali K'Sante   | Rakan Neeko Jarvan IV Akali K'Sante   | Rakan Neeko Jarvan IV Akali K'Sante   | Rakan Neeko Jarvan IV Akali K'Sante   | Rakan Neeko Jarvan IV Akali K'Sante   | Rakan Neeko Jarvan IV Akali K'Sante   |
| Renekton Wukong Talyah Varus Ashe | Renekton Wukong Talyah Varus Ashe | Renekton Wukong Talyah Varus Ashe | Renekton Wukong Talyah Varus Ashe | Renekton Wukong Talyah Varus Ashe | Renekton Wukong Talyah Varus Ashe | Renekton Wukong Talyah Varus Ashe | Chọn                          | Chọn   | Aatrox Rell Azir Kalista Renata Glasc | Aatrox Rell Azir Kalista Renata Glasc | Aatrox Rell Azir Kalista Renata Glasc | Aatrox Rell Azir Kalista Renata Glasc | Aatrox Rell Azir Kalista Renata Glasc | Aatrox Rell Azir Kalista Renata Glasc | Aatrox Rell Azir Kalista Renata Glasc |
|                                   |                                   |                                   |                                   |                                   |                                   |                                   | MVP                           | MVP    | '''''Faker'''''                       | '''''Faker'''''                       | '''''Faker'''''                       | '''''Faker'''''                       | '''''Faker'''''                       | '''''Faker'''''                       | '''''Faker'''''                       |

| 6/16/14                             | 6/16/14                             | 6/16/14                             | 6/16/14                             | 6/16/14                             | 6/16/14                             | 6/16/14                             | Trận 4                        | Trận 4 | 16/6/38                          | 16/6/38                          | 16/6/38                          | 16/6/38                          | 16/6/38                          | 16/6/38                          | 16/6/38                          |
| Rồng: 0 Trụ: 3 Vàng: 51,4k          | Rồng: 0 Trụ: 3 Vàng: 51,4k          | Rồng: 0 Trụ: 3 Vàng: 51,4k          | Rồng: 0 Trụ: 3 Vàng: 51,4k          | Rồng: 0 Trụ: 3 Vàng: 51,4k          | Rồng: 0 Trụ: 3 Vàng: 51,4k          | Rồng: 0 Trụ: 3 Vàng: 51,4k          | Sự kiện thể thao đang diễn ra | 31:25  | Rồng: 4 Trụ: 11 Vàng: 64,1k      | Rồng: 4 Trụ: 11 Vàng: 64,1k      | Rồng: 4 Trụ: 11 Vàng: 64,1k      | Rồng: 4 Trụ: 11 Vàng: 64,1k      | Rồng: 4 Trụ: 11 Vàng: 64,1k      | Rồng: 4 Trụ: 11 Vàng: 64,1k      | Rồng: 4 Trụ: 11 Vàng: 64,1k      |
| Rumble Poppy Rell Ashe Renata Glasc | Rumble Poppy Rell Ashe Renata Glasc | Rumble Poppy Rell Ashe Renata Glasc | Rumble Poppy Rell Ashe Renata Glasc | Rumble Poppy Rell Ashe Renata Glasc | Rumble Poppy Rell Ashe Renata Glasc | Rumble Poppy Rell Ashe Renata Glasc | Cấm                           | Cấm    | Rakan Neeko Kalista Kai'Sa Xayah | Rakan Neeko Kalista Kai'Sa Xayah | Rakan Neeko Kalista Kai'Sa Xayah | Rakan Neeko Kalista Kai'Sa Xayah | Rakan Neeko Kalista Kai'Sa Xayah | Rakan Neeko Kalista Kai'Sa Xayah | Rakan Neeko Kalista Kai'Sa Xayah |
| Aatrox Belveth Orianna Zeri Lulu    | Aatrox Belveth Orianna Zeri Lulu    | Aatrox Belveth Orianna Zeri Lulu    | Aatrox Belveth Orianna Zeri Lulu    | Aatrox Belveth Orianna Zeri Lulu    | Aatrox Belveth Orianna Zeri Lulu    | Aatrox Belveth Orianna Zeri Lulu    | Chọn                          | Chọn   | Yone Jarvan IV Azir Varus Bard   | Yone Jarvan IV Azir Varus Bard   | Yone Jarvan IV Azir Varus Bard   | Yone Jarvan IV Azir Varus Bard   | Yone Jarvan IV Azir Varus Bard   | Yone Jarvan IV Azir Varus Bard   | Yone Jarvan IV Azir Varus Bard   |
|                                     |                                     |                                     |                                     |                                     |                                     |                                     | MVP                           | MVP    | '''''Oner'''''                   | '''''Oner'''''                   | '''''Oner'''''                   | '''''Oner'''''                   | '''''Oner'''''                   | '''''Oner'''''                   | '''''Oner'''''                   |

| Bo5 MVP: | Keria |  |

### Chung kết
|  | Chung kết - Bo5 |  | Weibo Gaming | 0 – 3 | T1 |  | Svđ Gocheok Sky Dome |

|  |  |  | 5/14/7                                     | Trận 1                        | Trận 1 | 14/5/25                                      |  |  |
|  |  |  | Rồng: 1 ⋅ Trụ: 1 ⋅ Vàng: 49k               | Sự kiện thể thao đang diễn ra | 30:31  | Rồng: 4 ⋅ Trụ: 10 ⋅ Vàng: 62k                |  |  |
|  |  |  | Jarvan IV ⋅ Azir Sylas ⋅ Sejuani ⋅ Rell    | Cấm                           | Cấm    | Neeko ⋅ Orianna Rumble ⋅ Ashe ⋅ Varus        |  |  |
|  |  |  | Aatrox ⋅ Maokai Jayce ⋅ Senna ⋅ Tahm Kench | Chọn                          | Chọn   | Yone ⋅ Lee Sin Ahri ⋅ Kalista ⋅ Renata Glasc |  |  |
|  |  |  |                                            | MVP                           | MVP    | Zeus                                         |  |  |

|  |  |  | 1/14/5                                 | Trận 2                        | Trận 2 | 14/1/36                                       |  |  |
|  |  |  | Rồng: 2 ⋅ Trụ: 1 ⋅ Vàng: 45,1k         | Sự kiện thể thao đang diễn ra | 29:57  | Rồng: 2 ⋅ Trụ: 8 ⋅ Vàng: 59,5k                |  |  |
|  |  |  | Azir ⋅ Jarvan IV Ashe ⋅ Poppy ⋅ Yone   | Cấm                           | Cấm    | Neeko ⋅ Orianna Rumble ⋅ Jayce ⋅ K'Sante      |  |  |
|  |  |  | Aatrox ⋅ Maokai Ahri ⋅ Kalista ⋅ Senna | Chọn                          | Chọn   | Gwen ⋅ Nocturne Sylas ⋅ Draven ⋅ Renata Glasc |  |  |
|  |  |  |                                        | MVP                           | MVP    | Zeus                                          |  |  |

|  |  |  | 5/19/11                                        | Trận 3                        | Trận 3 | 19/5/48                                  |  |  |
|  |  |  | Rồng: 0 ⋅ Trụ: 2 ⋅ Vàng: 41,2k                 | Sự kiện thể thao đang diễn ra | 25:47  | Rồng: 4 ⋅ Trụ: 8 ⋅ Vàng: 52,5k           |  |  |
|  |  |  | Jarvan IV ⋅ Ashe Renata Glasc ⋅ Wukong ⋅ Jayce | Cấm                           | Cấm    | Neeko ⋅ Rumble Orianna ⋅ Poppy ⋅ K'Sante |  |  |
|  |  |  | Kennen ⋅ Belveth Azir ⋅ Varus ⋅ Bard           | Chọn                          | Chọn   | Aatrox ⋅ Lee Sin Akali ⋅ Xayah ⋅ Rakan   |  |  |
|  |  |  |                                                | MVP                           | MVP    | Oner                                     |  |  |

|  | Finals MVP |  | Choi "Zeus" Woo-je | Choi "Zeus" Woo-je | Choi "Zeus" Woo-je |  |  |
|  |            |  |                    |                    |                    |  |  |

## Thứ hạng chung cuộc

### Danh hiệu
|                             |
| F.MVP T1 Choi "Zeus" Woo-je |

| |
| 20 23 · Vô địch · LCK · T1 Vô địch lần thứ tư                                                                                 |
| Sự kiện thể thao đang diễn ra · Sự kiện thể thao đang diễn ra · Sự kiện thể thao đang diễn ra · Sự kiện thể thao đang diễn ra |

|                         |
| Á quân LPL Weibo Gaming |

### Bảng xếp hạng
| Thứ hạng                 | GT ($)     | GT (%) | Đội tuyển          | Khu vực | Kết quả    |
| ------------------------ | ---------- | ------ | ------------------ | ------- | ---------- |
| 1                        | $445.000   | 20%    | T1                 | LCK     | Vô địch    |
| 2                        | $333.750   | 15%    | Weibo Gaming       | LPL     | Á quân     |
| Bị loại ở bán kết        |            |        |                    |         |            |
| 3-4                      | $178.000   | 8%     | JingDong Gaming    | LPL     | Top 4      |
| 3-4                      | $178.000   | 8%     | Bilibili Gaming    | LPL     | Top 4      |
| Bị loại ở tứ kết         |            |        |                    |         |            |
| 5-8                      | $100.125   | 4,5%   | LNG Esports        | LPL     | Top 8      |
| 5-8                      | $100.125   | 4,5%   | KT Rolster         | LCK     | Top 8      |
| 5-8                      | $100.125   | 4,5%   | Gen.G Esports      | LCK     | Top 8      |
| 5-8                      | $100.125   | 4,5%   | NRG                | LCS     | Top 8      |
| Bị loại ở vòng Thụy Sĩ   |            |        |                    |         |            |
| 9-11                     | $72.312,50 | 3,25%  | G2 Esports         | LEC     | Vòng đấu 5 |
| 9-11                     | $72.312,50 | 3,25%  | Fnatic             | LEC     | Vòng đấu 5 |
| 9-11                     | $72.312,50 | 3,25%  | Dplus KIA          | LCK     | Vòng đấu 5 |
| 12-14                    | $61.187,50 | 2,75%  | GAM Esports        | VCS     | Vòng đấu 4 |
| 12-14                    | $61.187,50 | 2,75%  | MAD Lions          | LEC     | Vòng đấu 4 |
| 12-14                    | $61.187,50 | 2,75%  | Cloud9             | LCS     | Vòng đấu 4 |
| 15-16                    | $50.062,50 | 2,25%  | Team Liquid        | LCS     | Vòng đấu 3 |
| 15-16                    | $50.062,50 | 2,25%  | Team BDS           | LEC     | Vòng đấu 3 |
| Bị loại ở vòng khởi động |            |        |                    |         |            |
| 17–18                    | $38.937,50 | 1,75%  | PSG Talon          | PCS     | Vòng 2     |
| 17–18                    | $38.937,50 | 1,75%  | Team Whales        | VCS     | Vòng 2     |
| 19–20                    | $33.375    | 1,5%   | LOUD               | CBLOL   | #3 bảng A  |
| 19–20                    | $33.375    | 1,5%   | CTBC Flying Oyster | PCS     | #3 bảng B  |
| 21-22                    | $22.250    | 1%     | Movistar R7        | LLA     | #4 bảng A  |
| 21-22                    | $22.250    | 1%     | DetonatioN FocusMe | LJL     | #4 bảng B  |

## Thống kê

### Lượng người xem
Lượng người xem được thống kê dưới đây có số liệu dựa trên dữ liệu từ các nền tảng nhất định và không bao gồm lượng người xem tại khu vực Trung Quốc.
| \| Lượng người xem đỉnh điểm: \| 6.402.760 (Weibo Gaming vs T1 - Chung kết) \| \| Lượng người xem trung bình: \| 1.259.791 \| \| Tổng giờ xem: \| 146.870.582 (giờ) \| Nguồn: Esports Charts |                                            |
| Lượng người xem đỉnh điểm: | 6.402.760 (Weibo Gaming vs T1 - Chung kết) |
| Lượng người xem trung bình: | 1.259.791                                  |
| Tổng giờ xem: | 146.870.582 (giờ)                          |

### Vòng khởi động
| Tổng số trận đấu đã diễn ra:                  | 31                               |
| Thời lượng trung bình:                        | 32'13                            |
| Số điểm hạ gục trung bình/trận:               | 27                               |
| Trận đấu có thời gian ngắn nhất:              | Team BDS vs Team Whales ( 23'48) |
| Trận đấu có thời gian dài nhất:               | PSG Talon vs Team BDS ( 43'54)   |
| Trận đấu có nhiều điểm hạ gục nhất:           | PSG Talon vs Team BDS (43 ĐHG)   |
| Tuyển thủ có KDA cao nhất:                    | GAM Slayder (6,5)                |
| Tuyển thủ có chỉ số lính trung bình cao nhất: | BDS Crownie (10,5 CSM)           |
| Tổng số tướng đã cấm & chọn:                  | 58                               |
| Tướng bị cấm nhiều nhất:                      | Orianna, Maokai (21 lượt)        |
| Tướng được chọn nhiều nhất:                   | Kai'Sa (24 lượt)                 |

| Tuyển thủ   | Vị trí     | Trận đấu                                | Tướng sử dụng |
| ----------- | ---------- | --------------------------------------- | ------------- |
| LLL Route   | Đường dưới | LOUD vs GAM Esports (Vòng 1)            | Kai'Sa        |
| GAM Slayder | Đường dưới | GAM Esports vs Movistar R7 (Vòng 1)     | Xayah         |
| BDS Crownie | Đường dưới | Team BDS vs DetonatioN FocusMe (Vòng 1) | Xayah         |

### Vòng Thụy Sĩ & Vòng loại trực tiếp
| Tổng số trận đấu đã diễn ra:                  | 79                                        |
| Thời lượng trung bình:                        | 31'09                                     |
| Số điểm hạ gục trung bình/trận:               | 24                                        |
| Trận đấu có thời gian ngắn nhất:              | T1 vs Cloud9 ( 22'25)                     |
| Trận đấu có thời gian dài nhất:               | Gen.G Esports vs Bilibili Gaming ( 46'10) |
| Trận đấu có nhiều điểm hạ gục nhất:           | G2 Esports vs Weibo Gaming (49 ĐHG)       |
| Tuyển thủ có KDA cao nhất:                    | T1 Gumayusi (10,6)                        |
| Tuyển thủ có chỉ số lính trung bình cao nhất: | KT Aiming (10,7 CSM)                      |
| Tổng số tướng đã cấm & chọn:                  | 87                                        |
| Tướng bị cấm nhiều nhất:                      | Kalista (50 lượt)                         |
| Tướng được chọn nhiều nhất:                   | Orianna (34 lượt)                         |